# Perú
Perú (en quechua y en aimara: Piruw), oficialmente República del Perú,  [1] es un país soberano, ubicado en el oeste de América del Sur. Limita al norte, con Ecuador y Colombia; al este, con Brasil y Bolivia; al sur, con Chile; y al oeste, con el océano Pacífico, que bordea sus 2250 km de costa. Su territorio se compone de diversos paisajes: los valles, las mesetas y las altas cumbres de los Andes se despliegan al oeste hacia la costa desértica y el este hacia la Amazonia. Es uno de los países con mayor diversidad biológica y mayores recursos minerales del mundo.
El Antiguo Perú fue una región de sucesivas civilizaciones desde el surgimiento de Caral-Supe en el 3200 a. C. El Imperio incaico fue el último Estado autóctono o indígena, el cual dominó gran parte del occidente sudamericano hacia el siglo XV. En el siguiente siglo se produjo la Conquista del Perú, tras la cual el territorio se configuró como un virreinato del Imperio español articulado en torno a la explotación de plata y oro con el trabajo forzado de indígenas (la mita) y de esclavos africanos [cita requerida] en minas y haciendas. En 1551, la Corona española fundó oficialmente la Universidad Nacional Mayor de San Marcos en Lima, la primera y más antigua universidad del Nuevo Mundo. Las reformas borbónicas del siglo XVIII suscitaron diversos levantamientos contra la autoridad colonial, cuyo máximo exponente fue la rebelión de Túpac Amaru II.
Con la ocupación francesa de España y la promulgación de la Constitución de 1812, se difundieron ideas de autonomía política en la América española. La independencia del Perú se proclamó formalmente el 28 de julio de 1821 por el general José de San Martín, y fue definida en la batalla de Ayacucho tres años después. El país se mantuvo en recesión y bajo el caudillismo militar hasta la bonanza y declive de la era del Guano, que culminó poco antes de la guerra del Pacífico. En la posguerra, se cimentó una política oligárquica que prevaleció hasta el fin del Oncenio. Los sucesivos gobiernos democráticos fueron constantemente interrumpidos por golpes de Estado.
En 1968, se impuso una dictadura militar de tinte socialista que introdujo diversas y profundas reformas de corte nacionalista. El gobierno democrático y representativo fue restablecido en 1980, aunque también se dieron inicio a un sangriento conflicto armado entre los grupos terroristas de Sendero Luminoso y el MRTA y el Estado en la sierra sur, y a la crisis inflacionaria de fines de la década. En los años noventa, se implementó un modelo económico neoliberal, cuyas bases continúan aún vigentes. Gracias al modelo económico adoptado, a inicios del siglo XXI, el país experimentó un importante crecimiento económico y reducción de la pobreza.
Perú es considerado como un mercado emergente, con un alto puntaje en el índice de desarrollo humano y una economía de renta media alta. Entre sus principales actividades económicas se incluyen la agricultura, la minería, la pesca, la construcción y el comercio. La cultura peruana es diversa como resultado del intenso mestizaje originado en la colonia. A ello se une la posterior influencia de migraciones decimonónicas procedentes del Japón, China y Europa.
El idioma principal y más hablado es el castellano, aunque un número significativo de peruanos habla diversas lenguas nativas, siendo la más extendida el quechua, en particular el dialecto quechua sureño. Políticamente, el país está organizado como una república semipresidencialista con un sistema multipartidista estructurado bajo los principios de separación de poderes y descentralización. Administrativamente, se divide en veinticuatro departamentos y la provincia constitucional del Callao.

## Etimología
El nombre del país puede derivar de «Birú», el nombre de un gobernante local que vivió cerca del golfo de San Miguel, en la actual Panamá, a principios del siglo XVI. Los conquistadores españoles, que llegaron en 1522, creían que ésta era la parte más meridional del Nuevo Mundo. Cuando Francisco Pizarro invadió las regiones más al sur, éstas pasaron a denominarse «Birú» o «Perú».
Una historia alternativa la proporciona el escritor contemporáneo Inca Garcilaso de la Vega, hijo de una princesa inca y de un conquistador. Según él, el nombre «Birú» era el de un amerindio común con el que se topó la tripulación de un barco que realizaba una misión de exploración para el gobernador Pedro Arias Dávila, y continuó relatando más casos de malentendidos debidos a la falta de una lengua común.
La Corona española otorgó estatus legal al nombre con la Capitulación de Toledo de 1529, que designaba al recién descubierto Imperio incaico como provincia de Perú. En 1561, el rebelde Lope de Aguirre se autoproclamó «príncipe» de un Perú independiente, lo que se vio truncado por su detención y posterior ejecución. Bajo el dominio español, el territorio adoptó la denominación de «Nueva Castilla», nombre que tuvo poca vigencia, ya que fue reemplazado en 1542 por el de «Virreinato del Perú». Siglos después, se convirtió en la «República Peruana» desde su independencia hasta 1979, cuando la Constitución política de dicho año estableció su nombre actual de «República del Perú».

## Historia
Sus restos arqueológicos más antiguos son muy posteriores al primer poblamiento de América. Corresponden al XI milenio a. C., datación hallada en la cueva del Guitarrero (departamento de Áncash), en la sierra nor-central del país. A fines de la última glaciación, los primeros pobladores comenzaron el lento proceso de domesticación de la biota local (véase: revolución neolítica) y a reunirse en tribus y aldeas para formar finalmente aillus. Se han encontrado vestigios del origen de la agricultura americana en la cuenca media del río Zaña, en Nanchoc (departamento de Cajamarca) de hace nueve mil años (7600 a. C.).

### Antiguo Perú

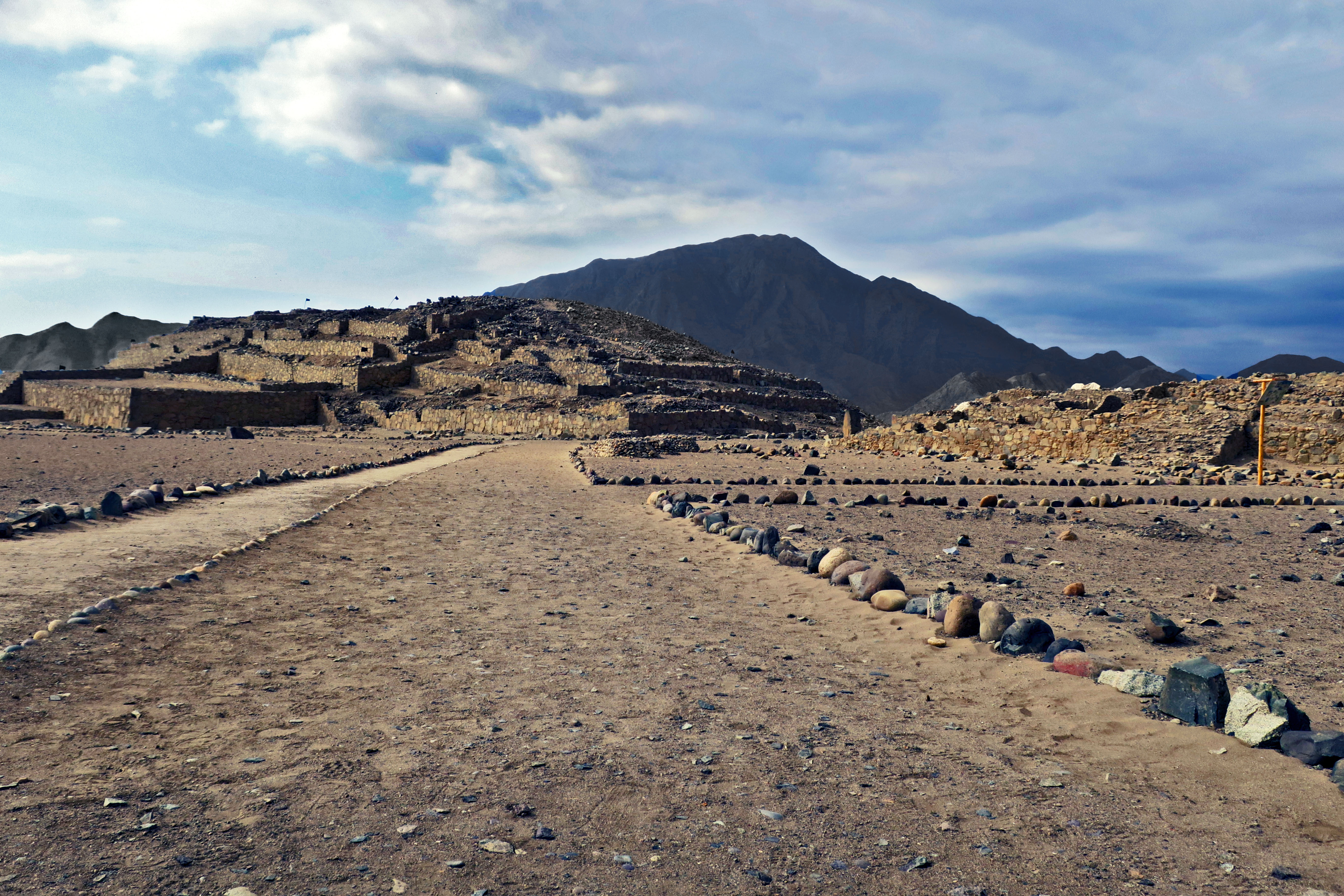
Pirámides de Caral (III milenio a. C.), sede de la primera civilización del continente americano.

Hacia el IV milenio a. C., las comunidades aldeanas de la costa iniciaron una jerarquización que se superpuso a la organización tribal. Aparecieron entonces los primeros indicios de arquitectura organizada, con edificios públicos y ceremoniales. A comienzos del III milenio a. C., surgió en el complejo de Caral, la civilización más antigua del continente, centro de una extensa red de intercambio comercial que iba desde Ecuador hasta la selva del Perú, de la cual participaba con la producción extensiva del algodón y con una jefatura ligada al culto ceremonial.
Caral es coetánea a las civilizaciones de China, Egipto, India y Mesopotamia; tratándose de una zona que puede considerarse como cuna de la civilización del mundo por su antigüedad (c. 5000 años). Más antiguo parece ser el complejo de Sechín Bajo, en el valle de Casma (Áncash), donde se han hallado restos de una edificación de 5500 años de antigüedad, que sería la más antigua del Perú y América. Posteriormente, se difundió en la costa norte la cultura cupisnique, que tuvo apogeo entre los años 1500 a. C. y 1000 a. C. A finales de este período, la cultura chavín ejerció enorme influencia cultural sobre las demás hasta su decadencia. Los petroglifos y canales de Cumbemayo, a media hora de la ciudad de Cajamarca, constituyen una obra maestra de ingeniería hidráulica.

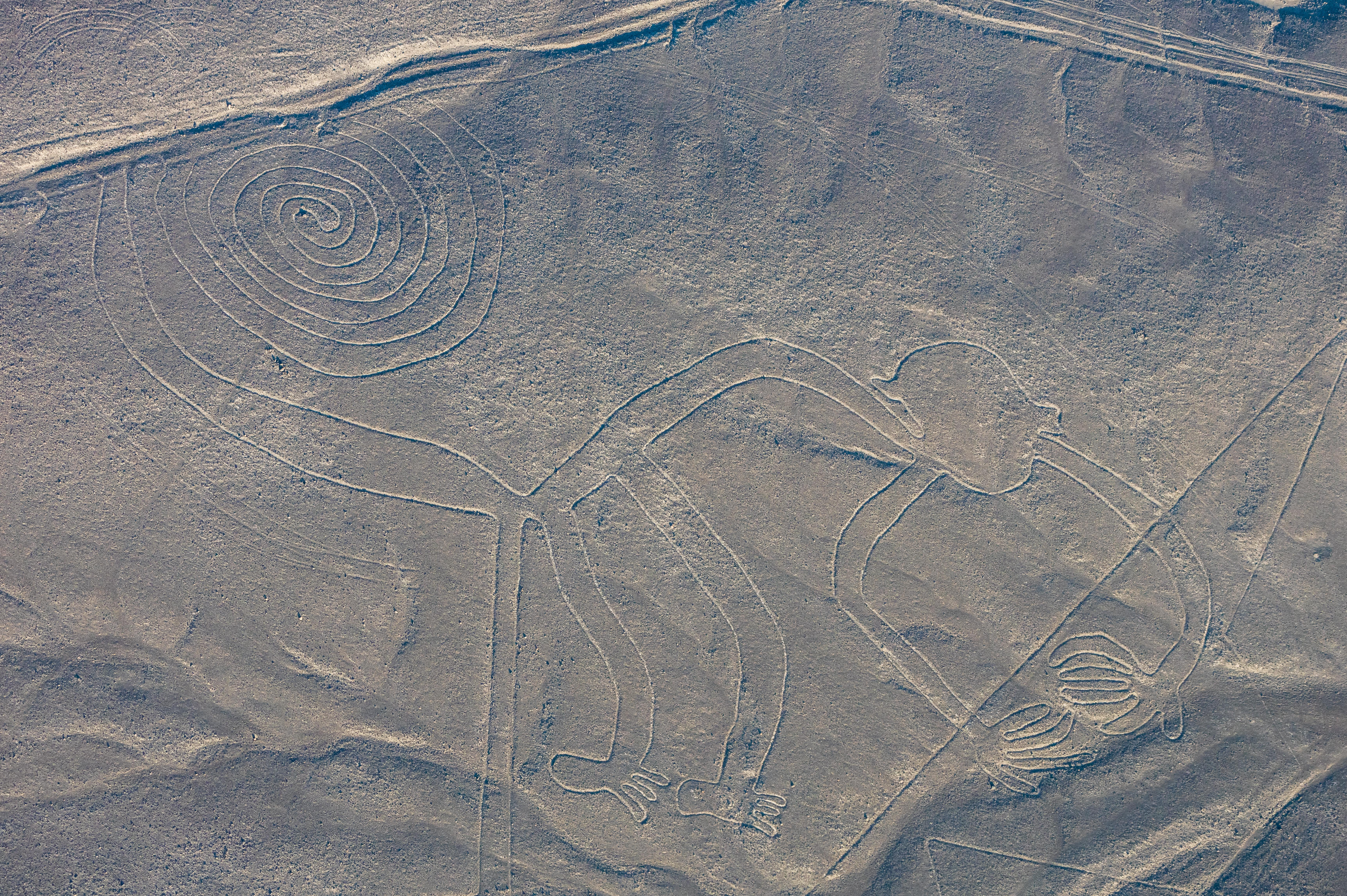
Líneas de Nazca.

Se trata de unos bloques tallados por los que discurre agua en una suave pendiente, que incluye túneles y codos en zigzag para aminorar la velocidad de la corriente. Los bloques de piedra ubicados al inicio del recorrido tienen diversos planos tallados y pulidos. Uno de estos bloques, en forma de cono trunco, es conocido tradicionalmente como «piedra de los sacrificios». En el seno de las culturas moche al norte y nazca al sur, se desarrollaron los primeros estados con milicias permanentes, vinculadas a las piezas de arte cerámico mejor valoradas del Antiguo Perú.

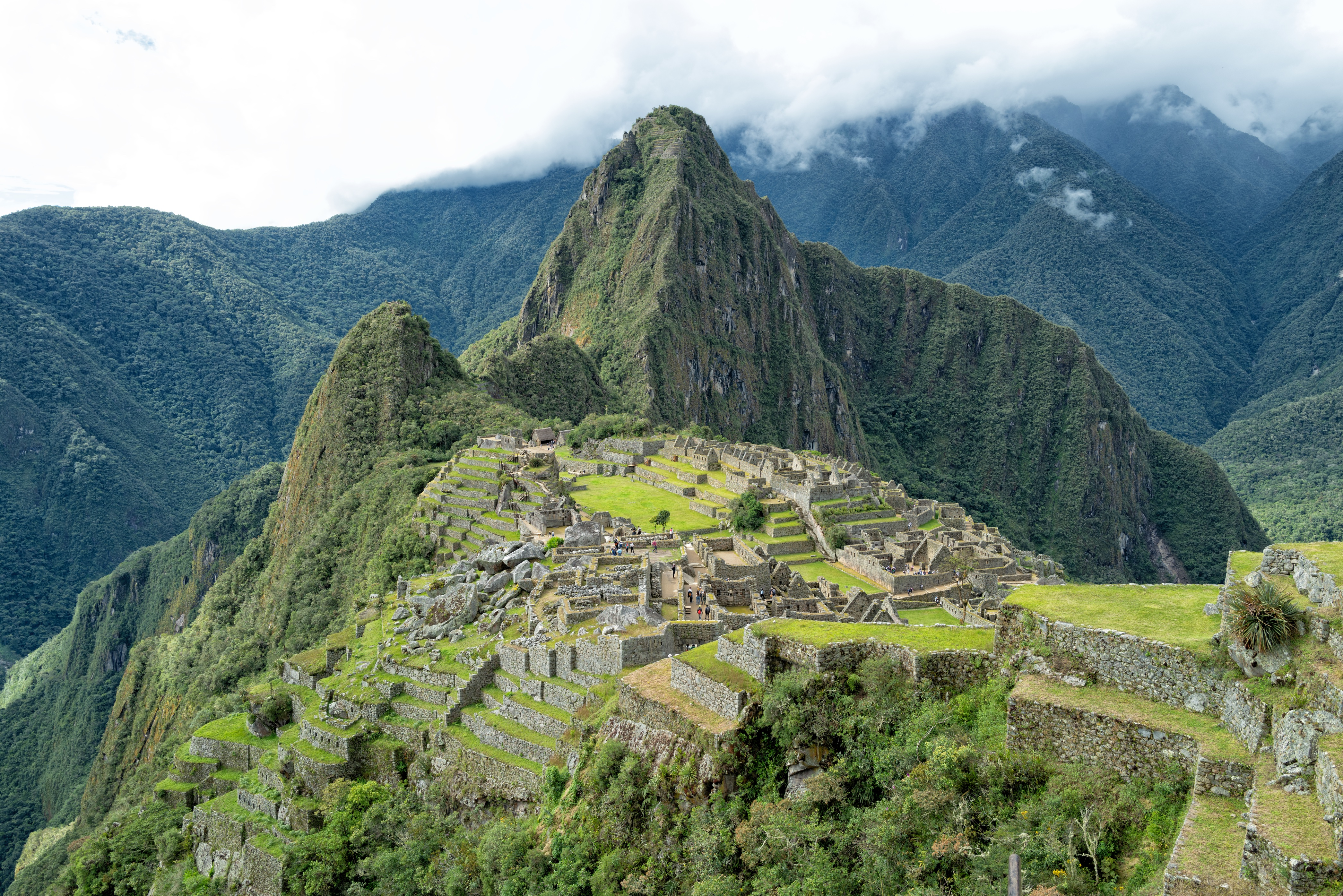
Machu Picchu, ícono de la arquitectura incaica.

En el extremo sur, entretanto, surgió Tiahuanaco como cultura dominante del Altiplano. Más tarde, la cultura wari desarrolló el modelo clásico del Estado Andino con el surgimiento de las ciudades de corte imperial, modelo que se expandió por el norte hacia el siglo XVIII. A partir del siglo IX, tras el abandono de Huari, se erigieron nuevos Estados centralizadores de alcance regional a lo largo de la cordillera de los Andes, tales como Lambayeque, Chimú y Chincha, periodo conocido como el Intermedio Tardío o de los Estados regionales.
De entre estos señoríos destaca el de los incas, que hacia el siglo XV se anexionó todos los pueblos andinos entre los ríos Maule y Ancasmayo, con una extensión de dos millones de km², hoy ubicada en los territorios del sur de Colombia, el oeste de Ecuador, Perú, el oeste y centro sur de Bolivia, el norte de Chile y el noroeste de Argentina, conformando lo que se conoce como el Imperio incaico. Su capital fue el Cuzco, ubicada en la sierra sur peruana. Además de su poderío militar, destacó en arquitectura, con magníficas estructuras como la ciudadela de Machu Picchu. La expansión del imperio Incaico se basa en el desarrollo de un sistema agrícola eficiente, construyendo andenes, canales de regadío, almacenes (tambo) y usando fertilizantes naturales como el guano.
En el año 1532, el Imperio incaico o Tahuantinsuyo sucumbió ante una alianza militar de Incas cusqueños, leales a Huáscar, con otros reinos conquistados previamente por los incas, como huancas, tallanes, cañaris y chachapoyas, con los españoles, quienes contaron con el refuerzo de indígenas nicaraguas que vinieron con Hernando de Soto, y tlaxcaltecas, que acompañaron a las huestes españolas como aliados, una guerra de conquista organizada por Francisco Pizarro quien hábilmente concretó estas alianzas militares. El conquistador encontró al imperio debilitado a causa de una guerra civil iniciada en 1529 entre Huáscar y Atahualpa, los dos hermanos pretendientes al trono imperial. En noviembre de 1532, Pizarro capturó a Atahualpa y, en julio de 1533, lo mandó ejecutar bajo el cargo de haber ordenado la muerte de su hermano Huáscar.Poco después, el 15 de noviembre de 1533, la ciudad de Cusco fue conquistada por las tropas españolas. No cabe duda de que el Cusco era la ciudad principal de todo el Tahuantinsuyo funcionando como metrópoli. Al tomarla los españoles, mermó significativamente la resistencia inca, no solo porque allí se encontraba toda la organización del imperio, sino por el significado que tenía para los ejércitos incas ver su capital tomada y dominada por los españoles.

Hay en dicha ciudad otros muchos aposentos y grandezas; pasan por ambos lados dos ríos que nacen una legua más arriba del Cusco, y desde allí hasta que llegan a la ciudad y dos leguas más abajo, todos van enlosados para que el agua corra limpia y clara y aunque crezca no se desborde; tienen sus puentes por lo que se entra a la ciudad...

A la muerte del Inca Atahualpa, sus generales, como Quizquiz y Rumiñahui, iniciaron la resistencia contra los españoles y sus aliados. Algunos historiadores consideran que, en esta etapa, los españoles solo participaron como mandos militares, no como fuerza de combate, relegando en sus aliados indígenas los enfrentamientos, lo prueba el reducido número de españoles muertos, mientras que se produjo un alto índice de muertes entre sus aliados. Una vez que la alianza militar española, con los cusqueños, cañaris y huancas, consiguió vencer a los ejércitos de los generales de Atahualpa, se produciría la ruptura de la alianza con los cusqueños, comenzando una etapa de reconquista que encabezaría el Sapa Inca, Manco Inca, hermano de Atahualpa y Huáscar, cuyas fuerzas consiguen algunas victorias sobre los españoles, y sitian las ciudades de Lima y Cuzco. Los españoles solo consiguen liberar el sitio de Lima, del 10 y 26 de agosto de 1536, gracias al refuerzo enviados por la curaca de Huaylas, Contarhuacho. La liberación del cerco de Lima y Cusco pone fin a la etapa de resistencia incaica, en las que se libraron grandes batallas. Los remanentes incas retroceden a la selva amazónica, donde mantienen por casi 40 años un foco de resistencia contra los españoles, pero ya sin poner en peligro la conquista, dando inicio al dominio español absoluto sobre el territorio del antiguo Imperio incaico, el virreinato más poderoso que España tuvo en ultramar.

### Conquista e integración a España

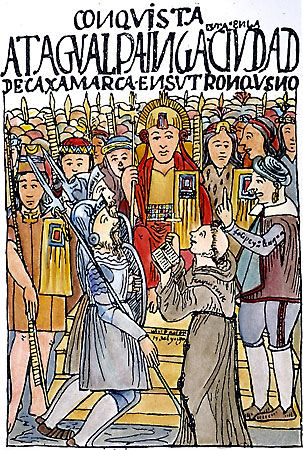
Grabado de la Captura de Atahualpa en Cajamarca por Guamán Poma.

Tras el asesinato de Atahualpa los familiares de Huáscar se unirían a Francisco Pizarro junto con miles de hombres de etnias opositoras a los incas, así fue recibido con honores Pizarro en el Cusco y la ciudad fue ocupada sin mediar batalla, luego el conquistador fundó la ciudad de Lima. Al poco tiempo se suscitó la guerra civil entre los conquistadores por el repartimiento de las encomiendas del nuevo territorio. En 1542, se estableció el Virreinato del Perú, que en un comienzo abarcó de iure un espacio geográfico desde lo que hoy es Panamá hasta el extremo sur del continente.
El nuevo orden provocó un nuevo levantamiento conocido como la rebelión de los encomenderos, incluyendo el fallecimiento de los primeros virreyes. En la década de 1570, el virrey Francisco de Toledo reorganizó el territorio pacificando el país de las guerras intestinas y culminando con la resistencia incaica. El Imperio español significó para el Perú una profunda transformación social y económica. Se implantó un sistema mercantilista, sostenido por la minería del oro y de la plata, principalmente, de Potosí, el monopolio comercial y la explotación de la mano de obra indígena bajo el trabajo forzoso o mita.
A partir de fines del siglo XVII e inicios del XVIII, la recaudación de la Corona se vio lentamente socavada por el declive de la minería y la consecuente diversificación económica, así como por el contrabando comercial. En este contexto, fueron impuestas las reformas borbónicas, las cuales restaron poder político a la élite limeña y afectaron económicamente al comercio interno, lo que produjo diversos levantamientos de los cuales el de mayor repercusión fue la rebelión del cacique mestizo Túpac Amaru II; esta última llegó a poner en peligro el gobierno virreinal en el Cusco, pero al tomar tintes raciales contra criollos indistintamente, precipitó su derrota.
Tras la muerte de Túpac Amaru, la cultura indígena fue férreamente reprimida por las autoridades borbónicas y atrasaron los proyectos emancipatorios dado el temor a nuevas asonadas contra la élite peninsular y criolla.

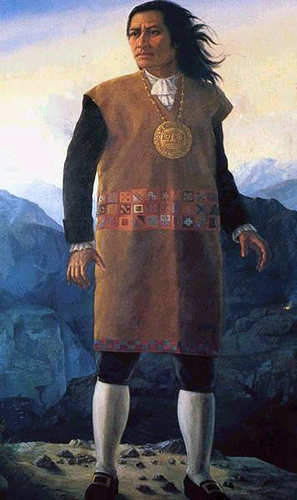
Retrato de Túpac Amaru II.

En el siglo XVIII, tuvieron lugar varios levantamientos indígenas en reacción a los abusos de los corregidores españoles, la falta de justicia, la demora en los reclamos, y el cobro indebido de los tributos, donde destacan personajes como Juan Santos Atahualpa, Túpac Amaru II y Túpac Katari. La rebelión de Túpac Amaru II fue el levantamiento de mayor repercusión social y política de esta época. El 4 de noviembre de 1780, Túpac Amaru II consiguió preparar un movimiento revolucionario que puso en peligro el poder de la monarquía. Esa noche tomó preso al corregidor Antonio de Arriaga, a quien lo obligó a entregar los fondos reales y luego lo mandó ejecutar como castigo de sus crueldades.
Luego, logró organizar un considerable ejército de indígenas; en el Cusco los corregidores cercanos se reunieron y organizaron igualmente un ejército que partió en la búsqueda de Túpac Amaru. Ambos ejércitos se encontraron en el pueblo de Sangarará, librándose una brutal y sangrienta batalla de la que Túpac Amaru II salió triunfador. En el Cusco, el 18 de mayo de 1781, fue sometido a un juicio y condenado a morir junto con los demás cabecillas de la rebelión. Primero intentaron descuartizarlo, donde sus extremidades fueron atadas a cuatro caballos, pero al fracasar, lo mandaron decapitar. Los levantamientos indígenas fueron controlados por la monarquía española, pero estas influenciaron a futuras luchas independentistas.

### Independencia

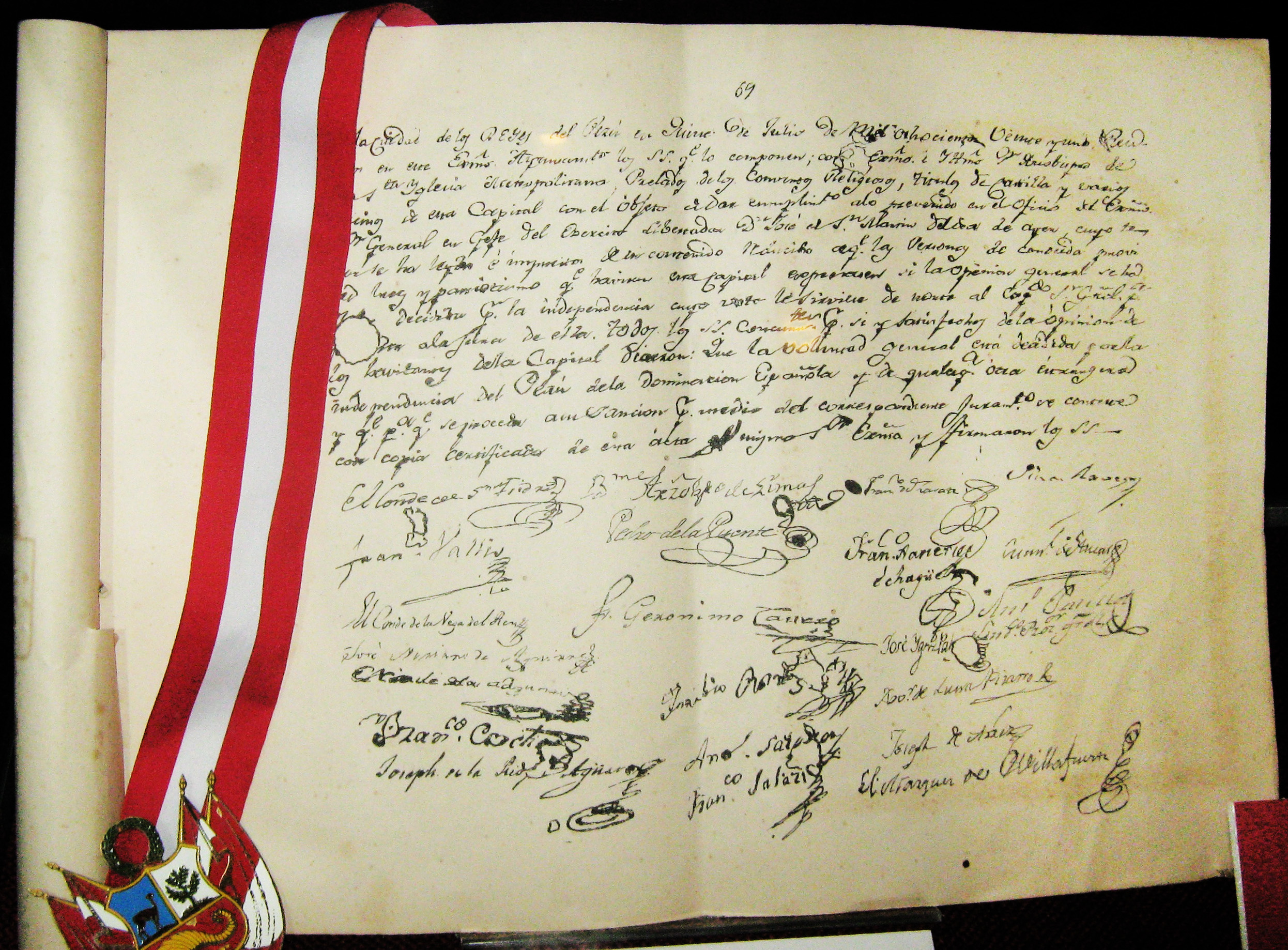
Acta de Independencia del Perú.

En el siglo XIX surgió la Expedición Libertadora del Perú encabezada por el general argentino José de San Martín con la misión de independizar al Perú. El 20 de agosto de 1820, partió de Valparaíso, con destino al Perú, llegando así a la bahía de Paracas después de dos semanas de navegación. A los pocos días, hubo conversaciones en Miraflores (25 de septiembre) entre representantes de San Martín y el virrey Joaquín de la Pezuela, I marqués de Viluma para buscar la independencia de manera pacífica, pero estas fracasaron.
El general San Martín posteriormente se comunicó con el intendente de Trujillo José Bernardo de Tagle, IV marqués de Torre Tagle quien había llegado a la ciudad ese mismo año, mediante una carta fechada el 20 de noviembre de 1820, invitándolo a unirse a la causa emancipadora. Bernardo de Tagle se sumó a la causa patriota proclamando la Independencia de Trujillo el 29 de diciembre de 1820. El virrey Pezuela renunció a su cargo, siendo nombrado nuevo virrey el general José de la Serna, I conde de los Andes.

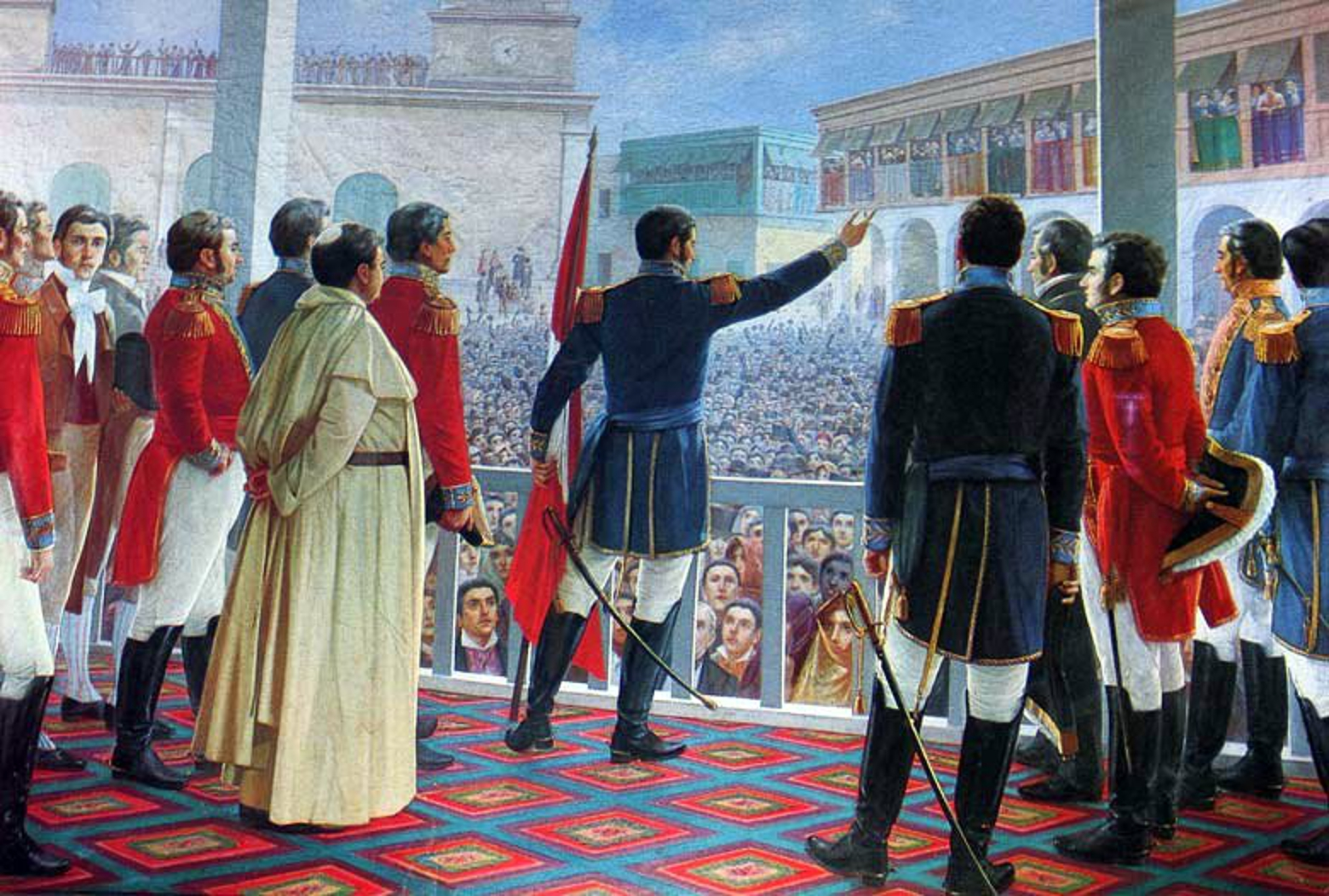
Juan Lepiani: San Martín proclama la Independencia del Perú (Roma, 1904)
Lima, Pinacoteca del MNAAHP.

La Serna propuso a San Martín nuevos arreglos pacíficos en las Conferencias de Punchauca, las cuales no se llegó a dar ningún acuerdo. Ante esta situación, el virrey decidió evacuar Lima por temor a ser expuesto al ataque de San Martín, quien logró ocupar la ciudad con un batallón de patriotas. Los actos de declaración, proclamación y jura de la independencia del Perú se llevaron a cabo en la ciudad de Lima, entre los meses de julio y agosto de 1821. El primero de ellos, constituido por la firma del acta que contenía la declaración de independencia, fue realizado por el Cabildo de Lima el 15 de julio de ese año.
La proclamación fue llevada a cabo el 28 de julio de 1821, cuando el líder de la Expedición Libertadora del Perú, el general José de San Martín proclamó desde cuatro plazas públicas la independencia del Perú. A partir del 29 del mismo mes, se realizó la juramentación por el pueblo, organizado en sus diversas instituciones. El 3 de agosto de 1821, abrigando un plan monárquico, José de San Martín asumió "el mando político y militar de los departamentos libres del Perú" bajo el título de Protector. El 27 de diciembre de 1821, convocó a la ciudadanía con el fin de que eligiera libremente un Congreso Constituyente con el exclusivo objeto de establecer la forma de gobierno y dar la Constitución más conveniente. El primer Congreso de la República del Perú se reunió el 20 de septiembre de 1822.

### Era republicana

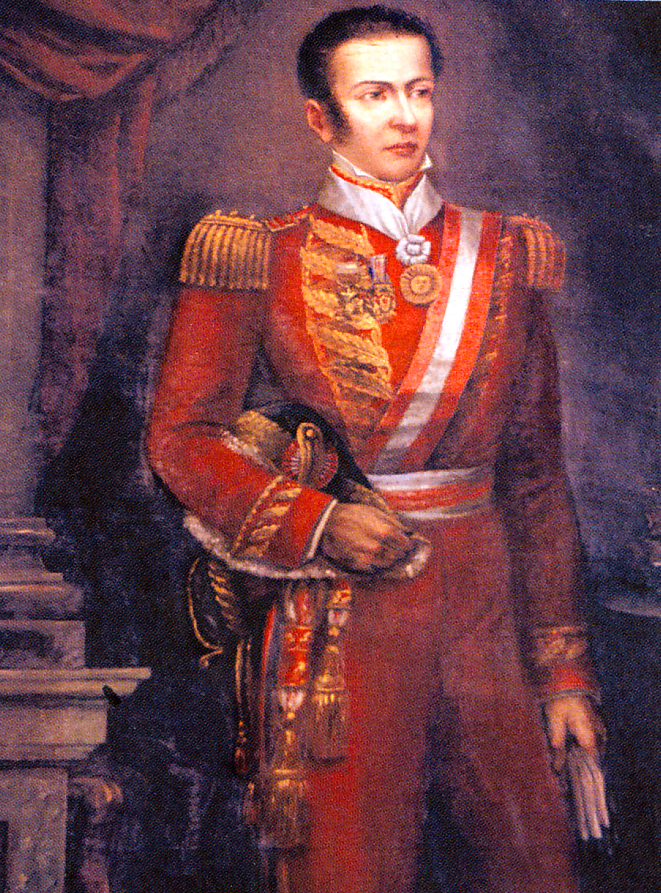
José de la Riva-Agüero, primer Presidente de la República del Perú.

Una vez proclamada la independencia, San Martín, asumió el mando político militar de los departamentos libres del Perú, bajo el título de Protector, según decreto dado el 3 de agosto de 1821. Durante el Protectorado tuvo lugar la creación de la Biblioteca Nacional (a favor del conocimiento), la aprobación del Himno Nacional, y la abolición de la mita (en beneficio de los indígenas). El 27 de diciembre de 1821, San Martín creó tres ministerios: Ministerio de Estado y Relaciones Exteriores, comprometiendo a Juan García del Río; Ministerio de Guerra y Marina, a Bernardo de Monteagudo; y Ministerio de Hacienda, a Hipólito Unanue.
Durante el Protectorado, el 7 de abril de 1822, la división de Domingo Tristán y Moscoso, que viajó a Pisco, fue derrotada por el bando realista en la batalla de Ica en la que perdió muchos soldados y gran parte de su armamento. Con el objetivo de acelerar la independencia total del Perú en la sierra sur, San Martín viajó a Guayaquil a fin de ponerse de acuerdo con Simón Bolívar, para pedirle ayuda militar, pero al terminar la conferencia, no se llegó a ningún acuerdo, y San Martín se retiró de Guayaquil con la decisión de abandonar al Perú. Entregó el poder ejecutivo a tres de sus miembros, que conformaron un cuerpo colegiado denominado Suprema Junta Gubernativa del Perú y cuya cabeza era el general José de La Mar.
La Junta Gubernativa quiso finalizar la guerra de la Independencia por cuenta propia y organizó la Primera Campaña de Intermedios, que culminó en fracaso. Luego, los oficiales del Ejército se sublevaron en el llamado motín de Balconcillo y con un golpe de Estado, destituyeron a la Junta y el 28 de febrero de 1823 nombraron como presidente del Perú a José de la Riva-Agüero. Riva-Agüero quiso también derrotar a los españoles, que aún resistía en el centro y sur del Perú, y organizó una Segunda Campaña de Intermedios, la misma que igualmente fracasó.
Luego tuvo una abierta disputa con el Congreso y se trasladó a Trujillo, donde instaló su gobierno, mientras que, en Lima, el Congreso nombró como nuevo presidente a José Bernardo de Tagle. El Congreso, vista la crítica situación, acordó llamar a Simón Bolívar y a Antonio José de Sucre, quienes eran los líderes del Ejército Libertador. Tras reunificar el mando del país, Bolívar instaló su cuartel general en Trujillo y organizó la campaña final de la Independencia, contando con la ayuda decisiva de los peruanos, tanto en soldados, dinero, abastecimientos y recursos de toda índole. Tras las batallas de Junín y Ayacucho, el 6 de agosto y el 9 de diciembre de 1824 respectivamente, se logró derrotar y expulsar definitivamente del Perú a las tropas realistas.

### De la Era del guano a la guerra del Pacífico

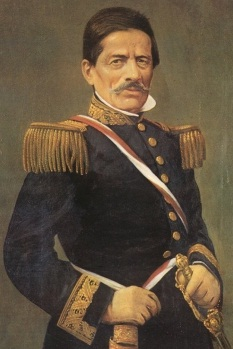
El mariscal Ramón Castilla durante su segundo gobierno como Presidente del Perú.

Es solo con la primera elección de Ramón Castilla en 1845 que la República Peruana encontró una relativa paz interior y pudo organizar su vida política y económica. Le correspondió a Castilla abolir definitivamente la esclavitud y la pena de muerte. Estableció políticas de promoción de extracción y exportación de fertilizantes naturales (guano de islas) que iniciarían una era de prosperidad en el país. Los primeros ferrocarriles y el alumbrado a gas llegaron al Perú en este período. Durante su segundo gobierno promulgó la Constitución de 1856 (Liberal) y la Constitución de 1860 (Conservadora), reorganizó los servicios postales y la carrera pública.
En 1864 una expedición española ocupó las Islas Chincha (productoras de guano) y desató un incidente internacional de grandes consecuencias en la política interna peruana, que llevó a un golpe de Estado contra el presidente Juan Antonio Pezet, el gobierno de Mariano Ignacio Prado y la declaratoria de guerra a España. Tras el combate del Callao del 2 de mayo de 1866, la Armada Española se retiró del Perú. El gobierno de José Balta fue pródigo en obras de infraestructura (construcción del Ferrocarril Central) aunque en él se percibieron ya las primeras muestras de exceso de gastos del gobierno.
En las postrimerías de su gobierno, la elección, por primera vez, de un presidente civil, Manuel Pardo y Lavalle, llevó a una insurrección militar que terminó en el asesinato de Balta y la furibunda reacción de la población de Lima (que ejecutó a los usurpadores), así terminó lo que Jorge Basadre llamó Primer Militarismo. Pardo y Lavalle implementó importantes reformas de tipo liberal en la organización del Estado. Sin embargo la principal fuente de recursos del Estado, el guano, sobre-explotado, se empezó a agotar y resultó inevitable una crisis económica que el sucesor de Pardo, el ya anciano Mariano Ignacio Prado tuvo que afrontar, en medio de una virtual bancarrota del Estado.
Para 1859 habían muerto unos 41 000 peruanos en las constantes guerras civiles que sacudieron el país desde 1829. Gracias al dinero de la venta del guano, el Perú empezó a modernizarse con distintas obras públicas como los ferrocarriles; creció la burocracia civil y militar; los indígenas dejaron de pagar tributo y los esclavos alcanzaron su libertad; empezó la política de migraciones de alemanes, austriacos, irlandeses e italianos.

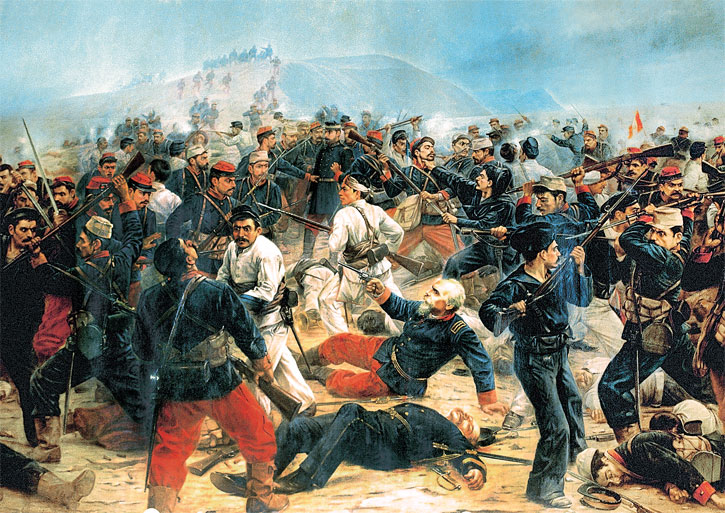
Batalla de Arica, óleo de Juan Lepiani.

El 5 de abril de 1879, Chile declaró la guerra al Perú, desatando la guerra del Pacífico. El casus belli fue el enfrentamiento entre Bolivia y Chile por un problema de impuestos en el cual el Perú se vio comprometido por el Tratado de Alianza Defensiva firmado con Bolivia en 1873. Sin embargo, la historiografía peruana es unánime al sostener que la causa profunda de esta guerra fue la ambición de Chile de apoderarse de los territorios salitreros y guaneros del sur del Perú. En una primera etapa de la guerra, la campaña naval, la marina peruana repelió el ataque chileno hasta el 8 de octubre de 1879, día en el que se libró el combate naval de Angamos, en donde la armada chilena con sus buques Cochrane, Blanco Encalada, Loa y Covadonga acorraló al monitor Huáscar, el principal buque de la marina peruana comandado por el Almirante AP Miguel Grau, quien murió en la refriega y se convirtió desde entonces en el mayor héroe del Perú.
Luego de vencer a la escuadra peruana, Chile dio inicio a la campaña terrestre de la guerra. Esta comenzó con el desembarco de Pisagua y se desarrolló durante cuatro años (incluyendo la ocupación de Lima), hasta que luego del Grito de Montán, el gobierno de Miguel Iglesias, firmó el Tratado de Ancón que puso fin a la guerra, a pesar de la oposición del gobierno de Lizardo Montero y la resistencia en la sierra peruana comandada por Andrés Avelino Cáceres, el cual vislumbraba el cercano agotamiento de las fuerzas chilenas para derrotarlas.

### De la República Aristocrática al Gobierno Revolucionario de la Fuerza Armada

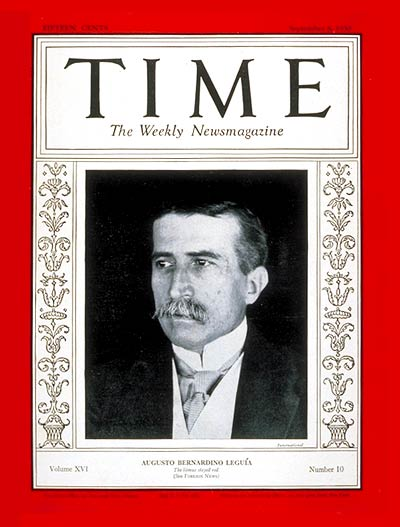
Augusto Leguía en una portada de la revista Time (8 de septiembre de 1930). En su gobierno se dio el mayor dominio económico de los Estados Unidos en el Perú.

Tras la guerra, se inició un período de «Reconstrucción Nacional» que, aunque de relativa calma, no conoció la reactivación económica ni la paz política hasta 1895 con la presidencia de Nicolás de Piérola. Con el gobierno de Piérola, se materializó una política pluto-aristocrática con unas clases alta y media que vivían acomodadamente al auspicio de los grandes capitales estadounidenses y un pueblo llano con diversas carencias, frente a las cuales reclamaron, principalmente ante las malas condiciones laborales.
Esta época, conocida como la República Aristocrática, concluyó con la asunción de Augusto Leguía, quien permaneció en el poder durante once años —el Oncenio— con una política paternalista hacia los indígenas, la creación de una momentánea bonanza, la manipulación del orden jurídico y la amedrentación de la oposición. El Oncenio de Leguía, terminó en 1930 con el popular pronunciamiento de Luis Miguel Sánchez Cerro, que inició un período de gobiernos militares y de irrupción de movimientos populares —como la Alianza Popular Revolucionaria Americana o el Partido Comunista Peruano— en el escenario político.
Al final de este tercer militarismo se sucedieron presidentes democráticos interrumpidos primero por el Ochenio de Manuel Odría y un breve golpe militar para continuar con la sucesión presidencial. Hacia los años 1950 se inició el éxodo rural, principalmente desde la sierra hacia las urbes de la costa, en busca de mejores condiciones de vida y educación para sus hijos. Gradualmente, durante los años 1960 la crisis política se hizo patente, lo que propició en 1968 la llamada Revolución de la Fuerza Armada, la toma del poder político por parte de las Fuerzas Armadas del Perú al comando del general Juan Velasco Alvarado con un mensaje antiimperialista, especialmente antiestadounidense, y antioligarca.

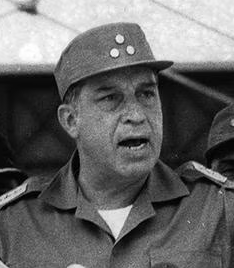
Francisco Morales Bermúdez como presidente en 1975. Lejos de las ideas de la revolución armada ocurrida a inicios de la década, Bermúdez al final de su gobierno entregó el poder a los civiles, convocando nuevas elecciones para 1980.

Se instauró un régimen de corte nacionalista y reformista de "progreso social y desarrollo integral", influida por las tesis de la CEPAL sobre la dependencia y el subdesarrollo. Seis días después del golpe, Velasco nacionalizó la International Petroleum Corporation (IPC), la empresa norteamericana que explotaba el petróleo peruano, y luego lanzó una reforma del aparato estatal, y una reforma agraria. Se trata de la mayor reforma agraria emprendida en América Latina: abolió el sistema de latifundio y modernizó la agricultura mediante una redistribución más equitativa de la tierra (el 90% de los campesinos formaron cooperativas o sociedades agrarias de interés social). Como la tierra debe ser propiedad de quienes la cultivan, se expropió a los grandes terratenientes. Las únicas grandes propiedades permitidas eran las cooperativas. Entre 1969 y 1976, 325.000 familias recibieron tierras del Estado con un tamaño medio de 73,6 acres. El "gobierno revolucionario" también planificó inversiones masivas en educación, elevó la lengua quechua -hablada por casi la mitad de la población pero hasta entonces despreciada por las autoridades- a un estatus equivalente al del español, y estableció la igualdad de derechos para los hijos naturales. Perú quiso liberarse de la dependencia y aplicó una política exterior tercermundista. Estados Unidos respondió con presiones comerciales, económicas y diplomáticas. En 1973, Perú pareció superar el bloqueo financiero impuesto por Washington al negociar un préstamo del Banco Internacional de Desarrollo para financiar su política de desarrollo agrícola y minero. Las relaciones con Chile se vieron gravemente afectadas tras el golpe de Estado del general Pinochet. El general Edgardo Mercado Jarrín (primer ministro y comandante en jefe del Ejército) y el almirante Guillermo Faura Gaig (ministro de Marina) escaparon a intentos de asesinato con semanas de diferencia. Hacia fines de los años 1970, el gobierno militar se encontró frente al descalabro económico. En 1975, el general Francisco Morales Bermúdez Cerruti tomó el poder y rompió con la política de su predecesor. Su régimen participó ocasionalmente en la Operación Cóndor en colaboración con otras dictaduras militares de América Latina apoyadas por los estadounidenses. Se redactó una nueva constitución mediante una Asamblea Constituyente en 1979 y se convocó a elecciones en 1980.

### La época del terrorismo y el Fujimorato

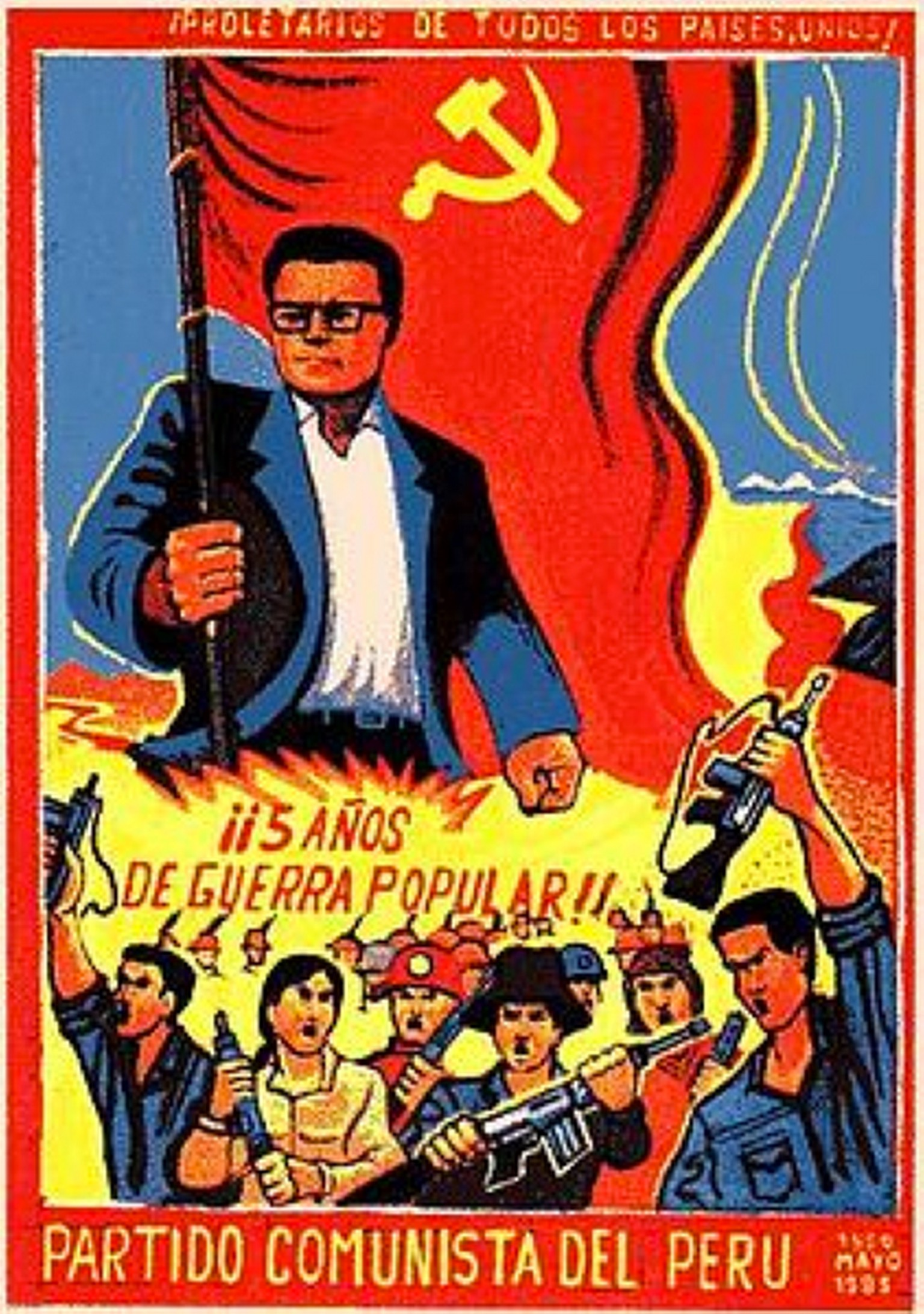
Cartel de Sendero Luminoso celebrando cinco años de «guerra popular», con una representación animada de su líder Abimael Guzmán. Este grupo terrorista fue el causante de múltiples ataques violentos desde los años 80, en donde se vulneraban los derechos humanos en busca de convertir al país en un Estado socialista.

Durante la década de 1980, el Perú enfrentó una fuerte crisis económica y social, debido al descontrol del gasto fiscal, una considerable deuda externa y la creciente inflación junto con un conflicto armado interno, propiciado por la insurrección de los grupos terroristas Sendero Luminoso y el Movimiento Revolucionario Túpac Amaru de inspiración maoísta y marxista-leninista, que pretendían tomar el poder mediante la lucha armada. El terrorismo obtuvo una respuesta represiva de las Fuerzas Armadas, la Policía primero y el Ejército después. Los combates entre ambos bandos provocaron la muerte de cerca de 70 000 personas entre combatientes, campesinos y habitantes de las ciudades.
La crisis entró en su fase más crítica a finales de la década, durante el primer gobierno de Alan García, cuando el país sufrió una fuerte crisis económica debido al descontrol del gasto fiscal y la consiguiente hiperinflación que llegó a un máximo de 7,649 % en 1990, mientras que Sendero Luminoso incursionó en las grandes ciudades del país, iniciando la fase más dura del conflicto armado interno.
El primer gobierno de Alan García terminó en medio de una creciente impopularidad. Las fuerzas armadas peruanas se sintieron frustradas por la incapacidad del gobierno de García para hacer frente a las crisis del país. Comenzaron a elaborar un plan para derrocarlo. A fines de la década de 1980, se atribuyó a las Fuerzas Armadas del Perú la creación del Plan Verde, que implicó el genocidio de los peruanos empobrecidos e indígenas, el control o censura de la prensa en la nación y el establecimiento de una economía neoliberal controlada por una junta militar.
En las elecciones de 1990, se dio un reñido balotaje entre el escritor liberal Mario Vargas Llosa y Alberto Fujimori, quien ganó la presidencia. Fujimori supuestamente adoptaría muchas de las políticas esbozadas en el Plan Verde. Desde el inicio de su mandato encontró una fuerte oposición en el Congreso por parte de la Alianza Popular Revolucionaria Americana y del Frente Democrático. En su primer año, aplicó una política de choque a la cual se había negado durante su campaña electoral, que se hizo conocido como el fujishock. Finalmente, implementó una serie de reformas de corte neoliberal, alineándose al Consenso de Washington. Paralelamente, el asesor presidencial Vladimiro Montesinos fue nombrado jefe del Servicio de Inteligencia Nacional del Perú, posición desde la cual dirigió la cleptocracia en la que derivó el gobierno de Fujimori.
La madrugada del 5 de abril de 1992, Fujimori desató una crisis constitucional cuando disolvió el Congreso de la República y restringió la libertad de prensa con apoyo de las fuerzas armadas. Posteriormente, convocó a la Asamblea Constituyente que produjo una nueva constitución política promulgada en el año 1993. Fujimori se mantuvo como presidente tras la promulgación de la constitución y logró ser reelegido en 1995, aunque no consiguió solucionar la larga recesión económica que afectaba al país. El 9 de abril de 2000, tras unas cuestionadas elecciones, Alberto Fujimori logró un tercer mandato. La oposición, conformada por los diversos partidos políticos y organizaciones civiles de diversa índole, intentó evitar la juramentación del tercer periodo presidencial de Fujimori pero no lo logró.
Seis semanas después, el 14 de septiembre, se difundieron filmaciones donde se mostraba claramente el soborno de algunos Congresistas de la oposición y empresarios para que favorezcan al Gobierno, lo que precipitó la caída del régimen. Fujimori abandonó el país solicitando permiso para participar en la cumbre del Foro de Cooperación Económica Asia-Pacífico para luego dirigirse a Japón, país del cual era ciudadano y desde el cual renunció por fax y donde se refugió. El Congreso no aceptó la renuncia y lo destituyó, inhabilitándolo para ejercer todo cargo político por 10 años.
El 22 de noviembre de 2000 el entonces Presidente del Congreso, Valentín Paniagua, fue investido como nuevo Presidente de la República ante la renuncia de los dos vicepresidentes. El gobierno de transición se orientó a la organización de nuevas elecciones y a una profunda campaña de moralización del aparato público y las fuerzas militares que habían caído bajo la influencia del sistema. El presidente firmó contratos de explotación para los yacimientos de gas de Camisea, y convocó a una polémica Comisión de la Verdad para investigar la lucha contra el terrorismo de los últimos años.

### El retorno de la democracia y la crisis política

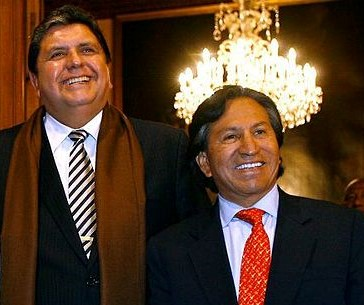
Alan García y Alejandro Toledo fueron presidentes del Perú durante los años 2000.

En las elecciones del 8 de abril de 2001, Alejandro Toledo fue declarado como nuevo Presidente de la República. Estas se caracterizan también por el retorno de Alan García y su muy sorpresivo segundo lugar en la contienda electoral. La paradoja del gobierno de Toledo es que gozó de baja popularidad, envuelto en acusaciones de corrupción de la más variada índole, mientras la economía peruana logró superar la recesión y tuvo un gran crecimiento especialmente en la capital, la sierra central y la costa norte. En este período se inició la negociación de un Tratado de Libre Comercio con los Estados Unidos el cual en su momento no era visto con buenos ojos por los campesinos del país porque temían que tuviera un efecto negativo sobre sus economías.
En las elecciones del 9 de abril y el 4 de junio de 2006 fue reelegido Presidente Alan García, (con un discurso y perfil más moderado y reivindicador pese a su primer gobierno) frente al exmilitar Ollanta Humala. En las elecciones de 2011, Humala pasó a segunda vuelta junto con Keiko Fujimori, hija del expresidente Alberto Fujimori, preso por delitos de lesa humanidad. Humala ganó en la primera vuelta dejando a Keiko Fujimori en empate técnico ante el economista y candidato liberal, Pedro Pablo Kuczynski. En la segunda vuelta, el nacionalista Ollanta Humala fue elegido presidente, por un margen de 2 % de ventaja. En las elecciones generales de 2016, el economista Pedro Pablo Kuczynski fue electo Presidente luego de vencer a Keiko Fujimori con un margen muy ajustado.

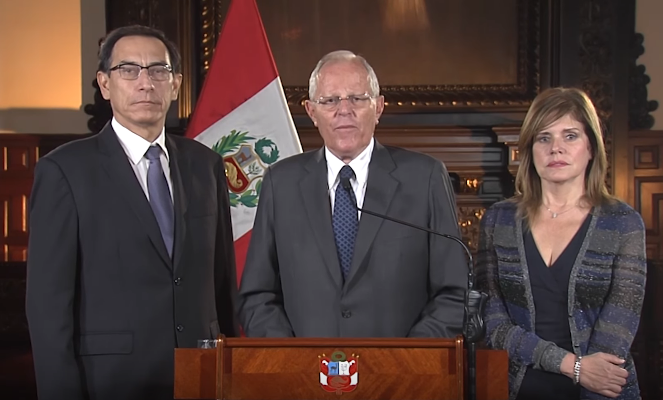
Pedro Pablo Kuczynski durante el primer intento de vacancia. El vicepresidente Martín Vizcarra (primero a la izquierda) terminaría asumiendo la presidencia unos meses después tras la renuncia del presidente Kuczynski en medio de un segundo intento de vacancia.

El 15 de diciembre de 2017 el Congreso del Perú admitió un pedido de vacancia presidencial el cual no alcanzó el mínimo de 87 votos necesarios para ser aprobado. Días después Kuczynski le concedió un indulto humanitario y derecho de gracia al expresidente Alberto Fujimori, quien cumplía una condena de 25 años por crímenes contra los derechos humanos. El 20 de marzo de 2018, a dos días de un segundo pedido de vacancia presidencial decidió renunciar a la presidencia, ocupando su lugar el vicepresidente Martín Vizcarra.
El gobierno de Vizcarra, si bien heredó la debilidad parlamentaria de su predecesor, intentó en un principio mantener buenas relaciones con la oposición. Sin embargo, el escándalo dentro del Consejo Nacional de la Magistratura reinició el enfrentamiento entre el Congreso y el Ejecutivo. Las iniciativas reformistas gubernamentales fueron acogidas con rechazo por la oposición, por lo que el gobierno empleó la cuestión de confianza ministerial y convocó a un referéndum (9 de diciembre) para lograr su aprobación.
Tras ello, el Ejecutivo continuó sus iniciativas reformistas (incluyendo varios proyectos de reforma política) para mejorar las relaciones y el equilibrio entre ambos poderes. Sin embargo, el Congreso nuevamente acogió con reticencias esos proyectos y, tras la recomposición de la oposición, se exacerbó el enfrentamiento. Tras el rechazo de su iniciativa de adelanto de elecciones generales y la inminente elección de miembros del Tribunal Constitucional, se empleó nuevamente la figura de cuestión de confianza, que fue rechazada. Posteriormente, Vizcarra disolvió el Congreso y convocó a elecciones parlamentarias (30 de septiembre de 2019). El nuevo Congreso fue elegido en enero de 2020.

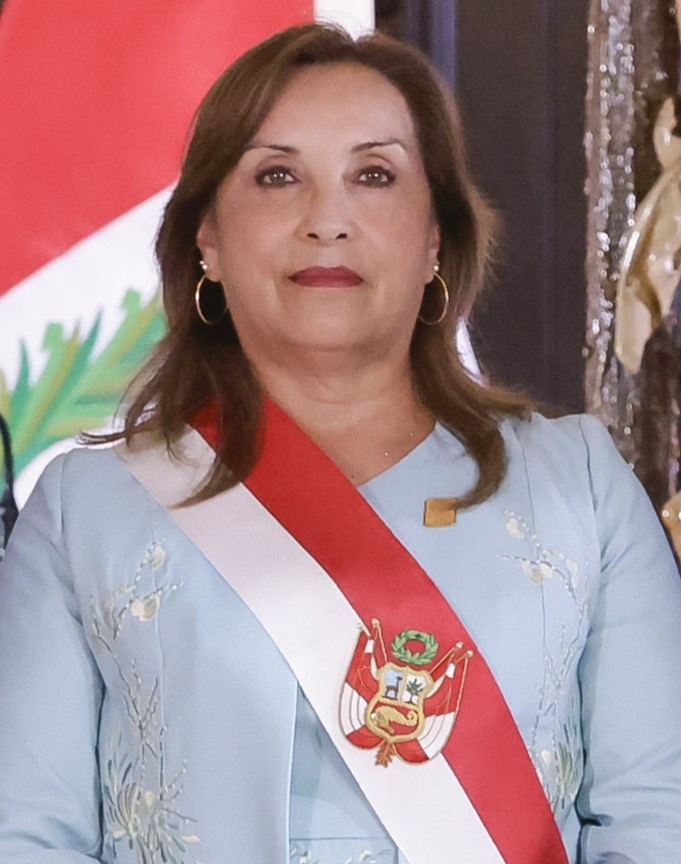
Tras un intento de autogolpe por el presidente Pedro Castillo, su vicepresidenta Dina Boluarte asumió por sucesión constitucional su cargo, convirtiéndose en la primera mujer presidenta en la historia del Perú.

Desde marzo de 2020, el gobierno peruano enfrenta a la pandemia de COVID-19. En noviembre de ese año, en un segundo intento, el Congreso destituyó por incapacidad moral a Vizcarra. La sucesión presidencial recayó sobre Manuel Merino, hecho que desencadenó manifestaciones en su contra. En menos de una semana, y tras la muerte de dos manifestantes, Merino renunció al cargo. El 17 de noviembre, el Congreso eligió a Francisco Sagasti como nuevo Presidente de la República, que gobernó bajo el autodenominado «gobierno de transición y emergencia». Durante su corto período, inició una campaña de vacunación contra la covid-19, heredó una crisis política causada por el denominado vacunagate y, tras una reñida elección, entregó el poder a su sucesor Pedro Castillo. Su gobierno estuvo marcado por la polémica debido al nombramiento de funcionarios públicos no idóneos e incluso con antecedentes penales, así como una animadversión con gran parte de la prensa y acusaciones de corrupción, lo que agravó la crisis política.
Cerca de un tercer proceso de vacancia presidencial por parte del Congreso, el 7 de diciembre de 2022, Castillo anunció el cierre del Congreso y la instauración de un «gobierno de excepción», lo que fue considerado un autogolpe de Estado. La medida fue condenada por los organismos judiciales, y originó la renuncia de gran parte de la cartera de ministros. El mismo día, el Congreso votó a favor de la destitución de Castillo y fue detenido por la Policía Nacional. Horas más tarde, la vicepresidenta Dina Boluarte asumió el cargo vacante, por sucesión constitucional, convirtiéndose en la primera mujer en ocupar la presidencia del país. Este conjunto de eventos dio inicio a una serie de protestas en 2022 y 2023 por parte de un sector opositor de la población peruana y diversas organizaciones sociales, especialmente en la sierra del país.

## Gobierno y política

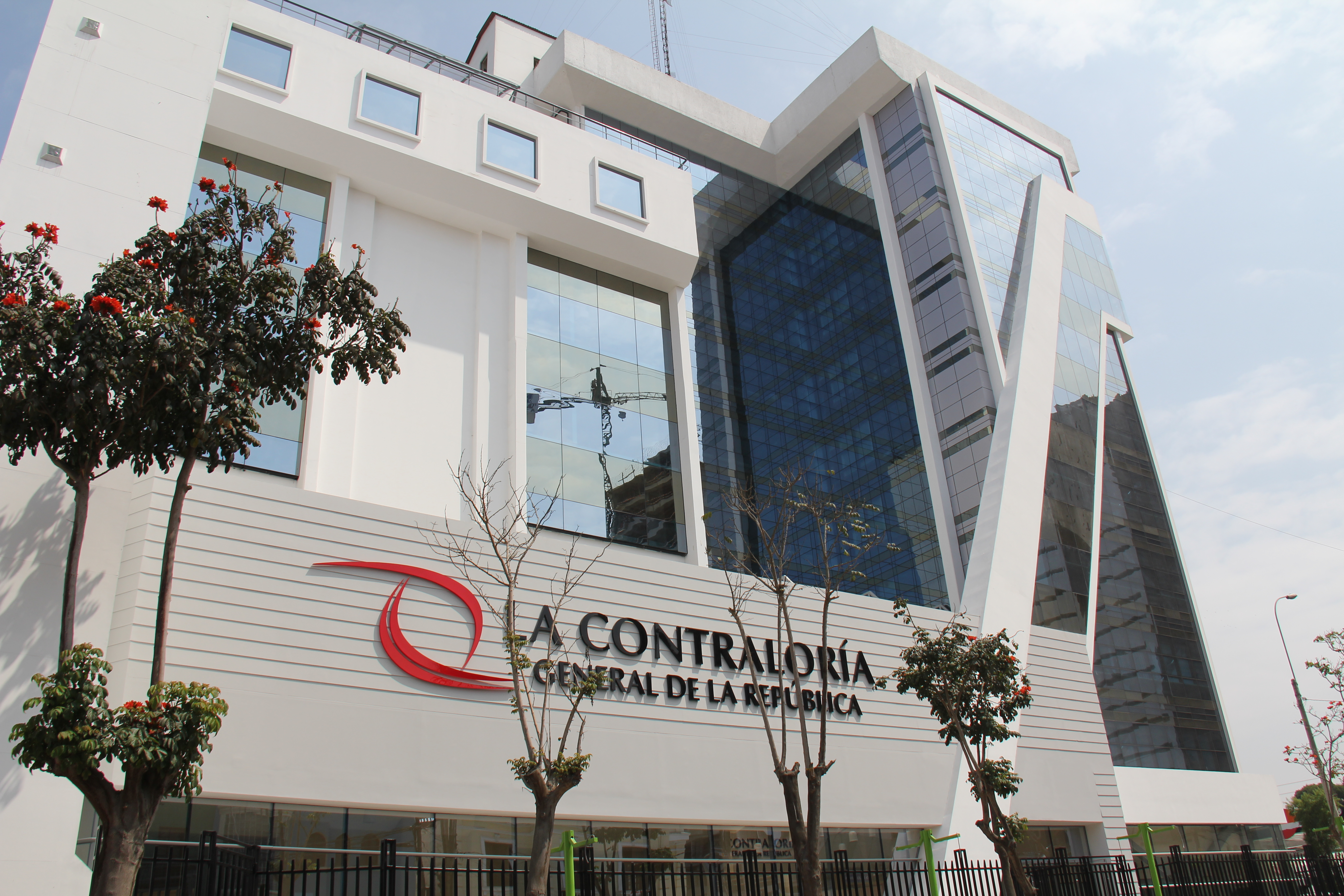
Sede de la Contraloría General de la República.

El Perú es una república unitaria, representativa, descentralizada, semipresidencialista con un sistema multipartidista. El Estado Peruano —que conceptualmente es la Nación Peruana jurídicamente organizada— es la entidad que ejerce el gobierno en la República del Perú. La estructura del Estado está definida en la Constitución Política del Perú aprobada mediante referendo, promulgada a finales de 1993 y vigente desde el 1 de enero de 1994.
La organización del gobierno se basa en el principio de separación de poderes, estos son el poder ejecutivo, el poder legislativo y el poder judicial. Además, la Constitución establece diez organismos denominados «constitucionalmente autónomos», de funciones específicas e independientes de los tres poderes del Estado. Dichos organismos son: el Tribunal Constitucional, el Ministerio Público, la Defensoría del Pueblo, la Contraloría General de la República, el Consejo Nacional de la Magistratura, la Superintendencia de Banca, Seguros y AFP, el Jurado Nacional de Elecciones, la Oficina Nacional de Procesos Electorales, el Registro Nacional de Identificación y Estado Civil y el Banco Central de Reserva. El gobierno peruano es directamente elegido, el voto es obligatorio para todos los ciudadanos entre los 18 y 70 años.
Existen controversias sobre el papel del poder ejecutivo en el sistema político, ya que históricamente el poder legislativo ha ostentado una posición destacada (gobierno de facto). A lo largo de la historia, diversos actores políticos han defendido la primacía del Congreso como «el primer poder del Estado».

### Poder ejecutivo

#### Presidente de la República

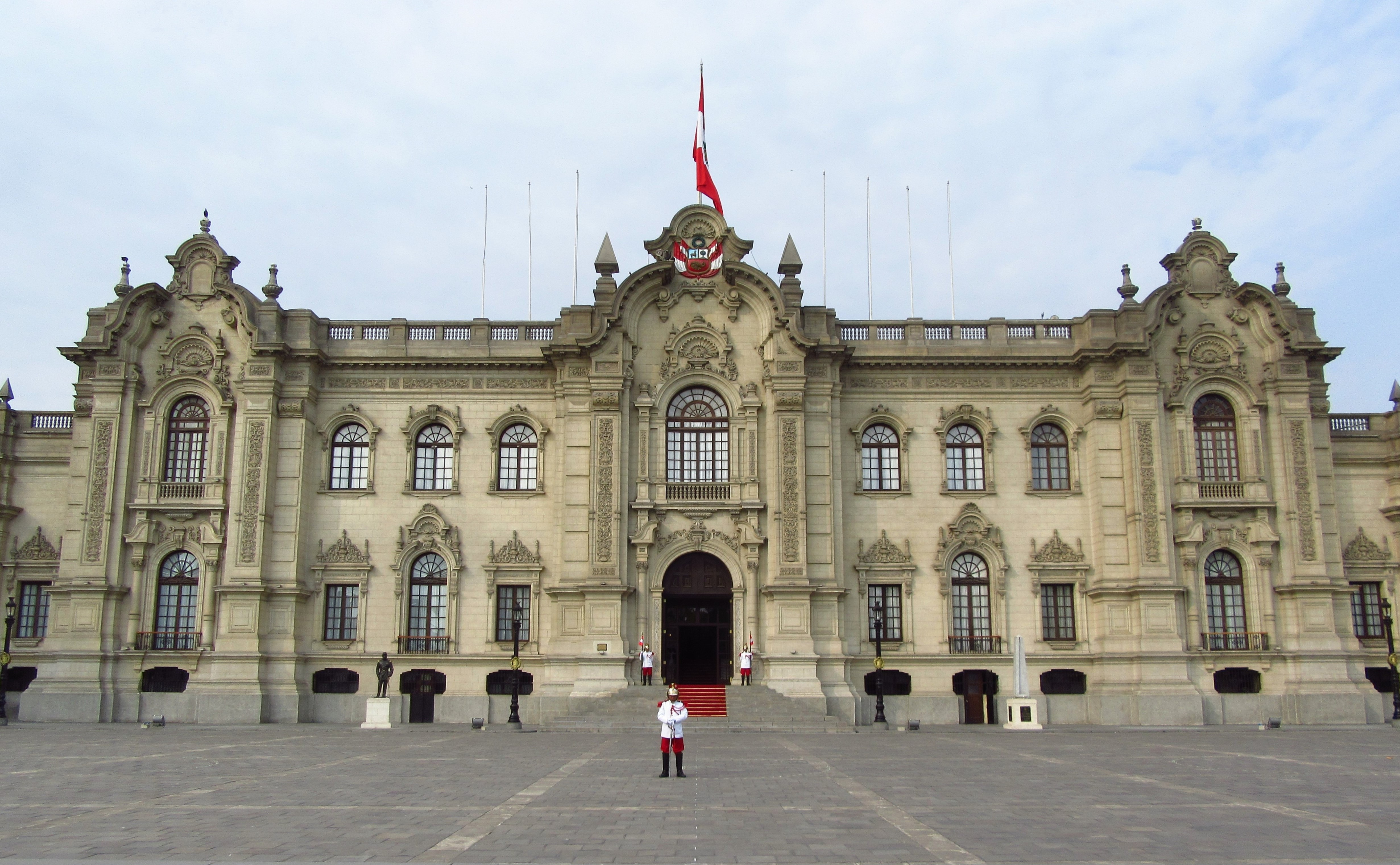
Palacio de Gobierno del Perú, sede del poder ejecutivo.

Según la actual constitución, el presidente de la República es el jefe de Estado y el jefe de Gobierno, es elegido cada cinco años y no puede cumplir mandatos consecutivos. El presidente designa al Consejo de Ministros, que está compuesto por los jefes de las carteras sectoriales, y por un Presidente del Consejo, quien podrá ocupar una cartera sectorial o solamente desempeñarse en el cargo presidencial.
El presidente de la República es el jefe del poder ejecutivo, y no comparte esta prerrogativa con el presidente del Consejo de Ministros ni ninguna otra autoridad. El presidente no tiene responsabilidad política sobre sus decisiones de gobierno. En el jefe de Estado reside exclusivamente la defensa nacional, llevada a cabo por las Fuerzas Armadas. Para coordinar su accionar, el país se halla subdividido en veinticuatro departamentos y una provincia constitucional. Actualmente, la jefa de Estado y de Gobierno es Dina Boluarte.

#### Consejo de Ministros

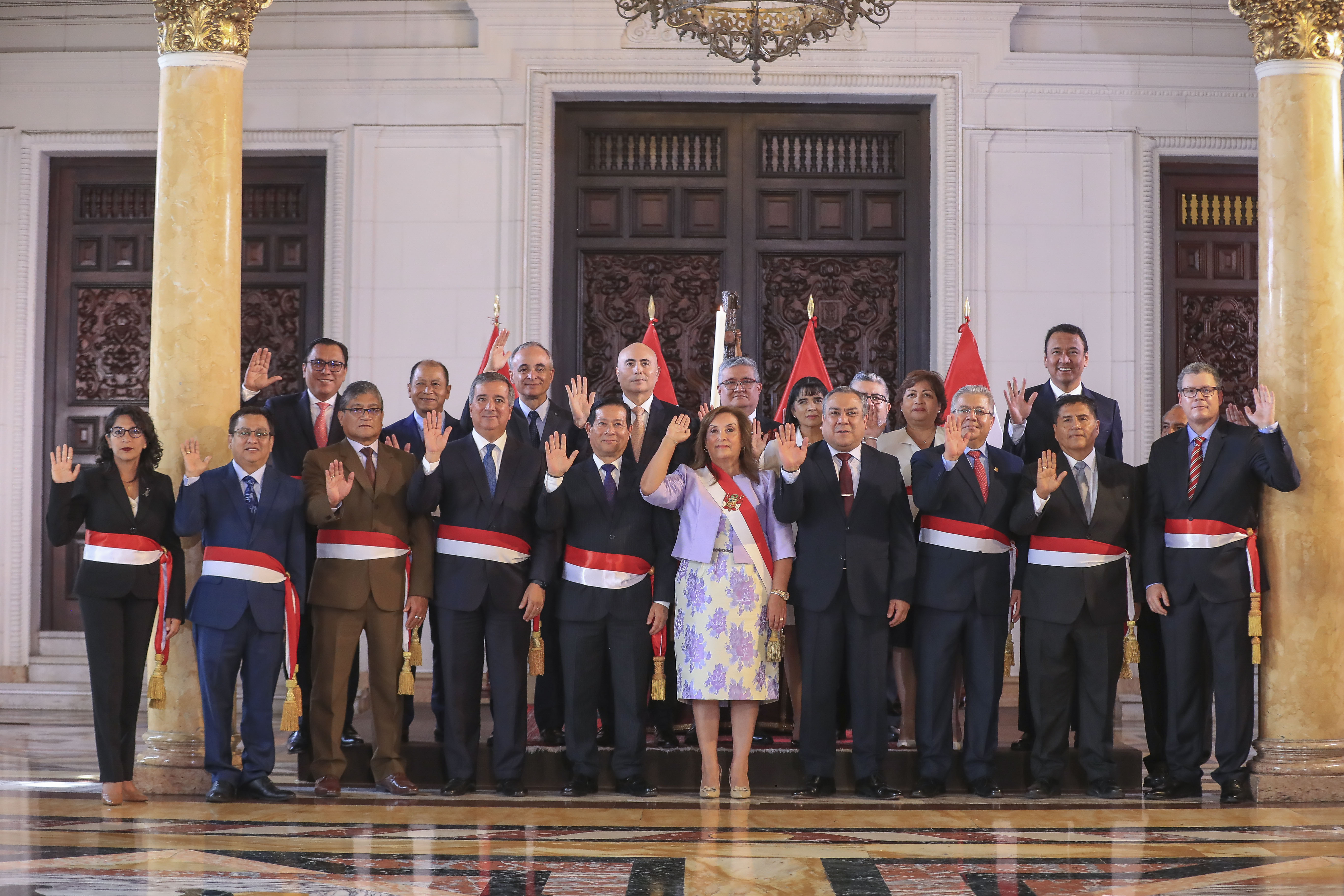
Dina Boluarte con los integrantes de su cuarto Consejo de Ministros.

El Consejo de Ministros es el órgano encargado de la dirección y la gestión de los servicios públicos del Estado. Está presidido por el presidente del Consejo de Ministros, cargo designado por el presidente de la República y está conformado por cada uno de los Ministros de Estado, quienes tienen a su cargo las carteras sectoriales del gobierno. El presidente del Consejo de Ministros podrá o no tener una cartera a su cargo y su función fundamental es refrendar los actos de los demás ministros y representar al Consejo de Ministros frente al Congreso. Además, es el portavoz oficial del gobierno frente a la sociedad.
En el país, al cargo de Presidente del Consejo de Ministros suele llamársele coloquialmente «Primer Ministro» o «Premier», de manera indistinta, aunque sus funciones difieran claramente de las de un primer ministro, puesto que no tiene capacidad de decisión política en ausencia de la aprobación del Presidente de la República. Las sesiones del Consejo de Ministros también son presididas por el presidente de la República. Los ministros de Estado tienen responsabilidad política sobre sus decisiones de gobierno, mientras que el presidente del Consejo de Ministros tiene responsabilidad sobre cada una de las decisiones de todo el gabinete ministerial.

### Poder legislativo

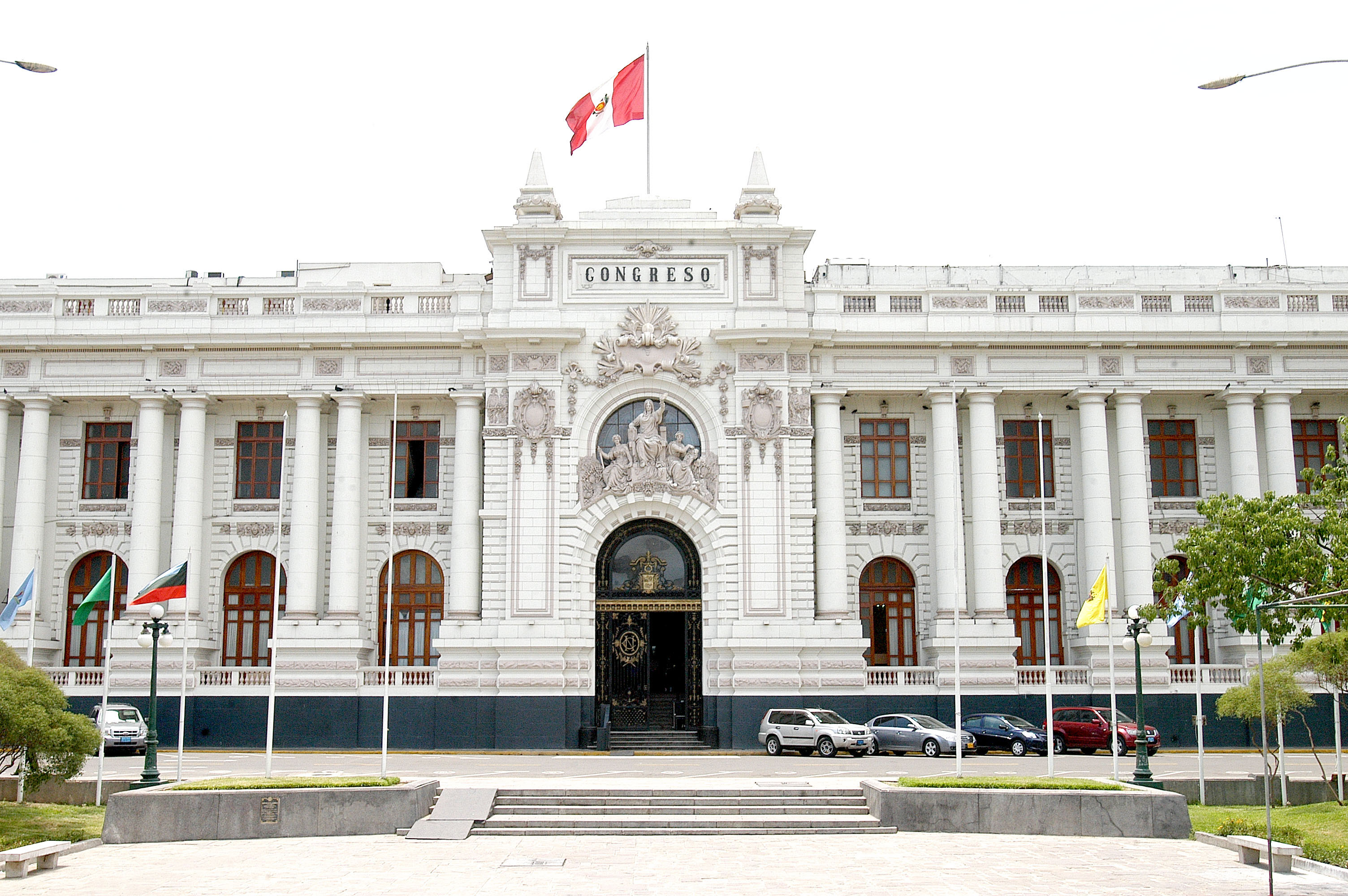
Palacio Legislativo del Perú, sede del poder legislativo.

El poder legislativo del Estado peruano reside en el Congreso de la República, el cual es unicameral y consta de 130 miembros elegidos por un período de cinco años. Los proyectos de ley pueden ser propuestos por el poder ejecutivo o legislativo; se convierten en ley luego de ser aprobadas por el Congreso y promulgadas por el presidente.
Actualmente el Congreso está compuesto por Fuerza Popular (24 escaños), Perú Libre (16 escaños), Acción Popular (15 escaños), Alianza para el Progreso (14 escaños), Avanza País - Partido de Integración Social (10 escaños), Bloque Magisterial de Concertación Nacional (10 escaños), Renovación Popular (9 escaños), Perú Democrático (7 escaños), Cambio Democrático (5 escaños), Perú Bicentenario (5 escaños), Podemos Perú (5 escaños), Somos Perú (5 escaños), y los No Agrupados (5 escaños). La facultad de interpretar la Constitución en materias específicas reside en el Tribunal Constitucional, que se compone de siete miembros elegidos por el Congreso de la República por un periodo de cinco años también. El actual Presidente del Congreso de la República del Perú es José Jerí.

### Poder judicial

Palacio de Justicia de Lima, sede de la Corte Suprema de Justicia del Perú.

El poder judicial es un organismo autónomo de la República del Perú constituido por una organización jerárquica de instituciones, que ejercen la Jurisdicción, que en teoría emana del pueblo, no obstante no es elegido directa ni indirectamente. Al darse la Independencia, José de San Martín creó la «Cámara de Apelaciones», por decreto del 12 de febrero de 1821, con una jurisdicción que alcanzó los territorios de los actuales departamentos de Cajamarca, Piura, Lambayeque, Amazonas, entonces conocido como Chachapoyas y de Huamachuco, que era como entonces se conocía a la actual provincia de Sánchez Carrión, con sede en la ciudad de Trujillo, con el objetivo de reemplazar a la Real Audiencia.
El poder judicial está encabezado por el presidente de la Corte Suprema de Justicia que tiene competencia en todo el territorio. El segundo nivel jerárquico lo forman las Cortes Superiores de Justicia con competencia en todo un Distrito Judicial. El tercer nivel es formado por los Juzgados de Primera Instancia cuya competencia es, aproximadamente, provincial. Luego, se encuentran los Juzgados de Paz Letrados, con competencia distrital. Y finalmente los Juzgados de Paz (no letrados), encargados de resolver asuntos judiciales sencillos.

### Fuerzas armadas y seguridad

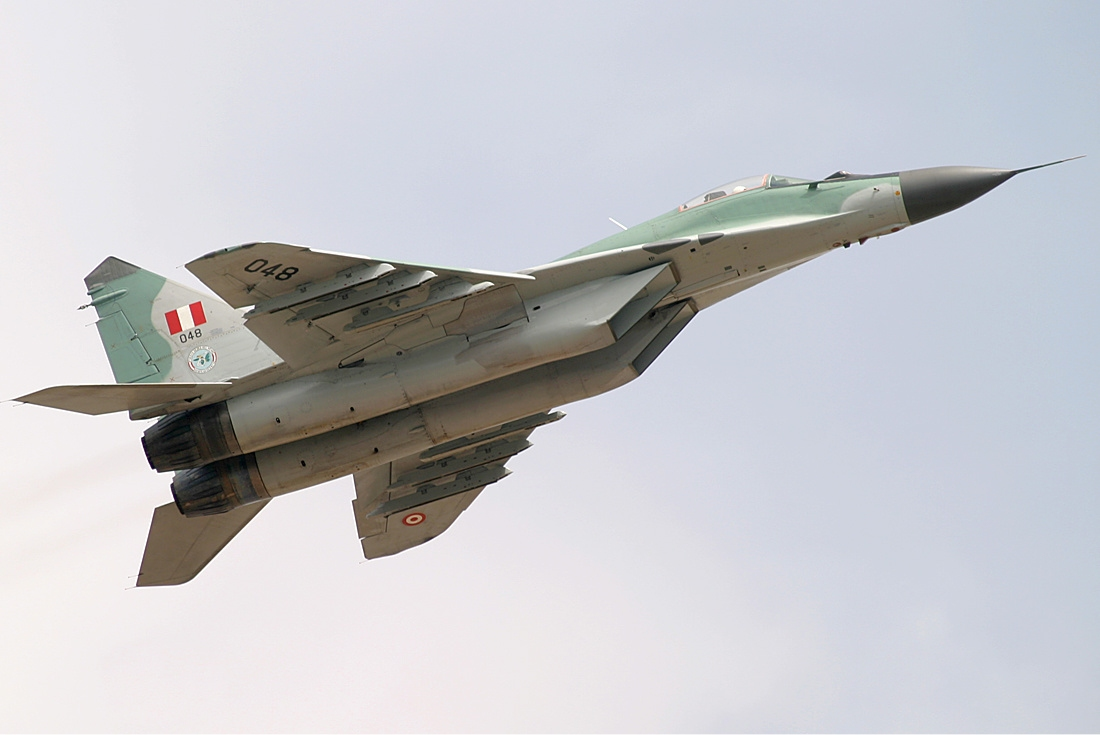
Caza MiG-29SE de la Fuerza Aérea del Perú.

La defensa del país está a cargo de las Fuerzas Armadas de la República del Perú, que, según el artículo 165 de la Constitución Nacional, tienen como finalidad primordial garantizar la independencia, la soberanía y la integridad territorial de la República. Las fuerzas armadas se hallan bajo la autoridad del Presidente de la República por medio del Ministerio de Defensa y coordinados por el Comando Conjunto de las Fuerzas Armadas.
El Comando Conjunto tiene subordinados a los Comandos Operacionales y Comandos Especiales, con los cuales realiza las operaciones militares que se requieran para la defensa y el cumplimiento de las tareas que disponga el poder ejecutivo. Las fuerzas armadas están compuestas por la Fuerza Aérea, el Ejército y la Marina de Guerra, siendo los dos últimos los componentes más antiguos de las Fuerzas Armadas.

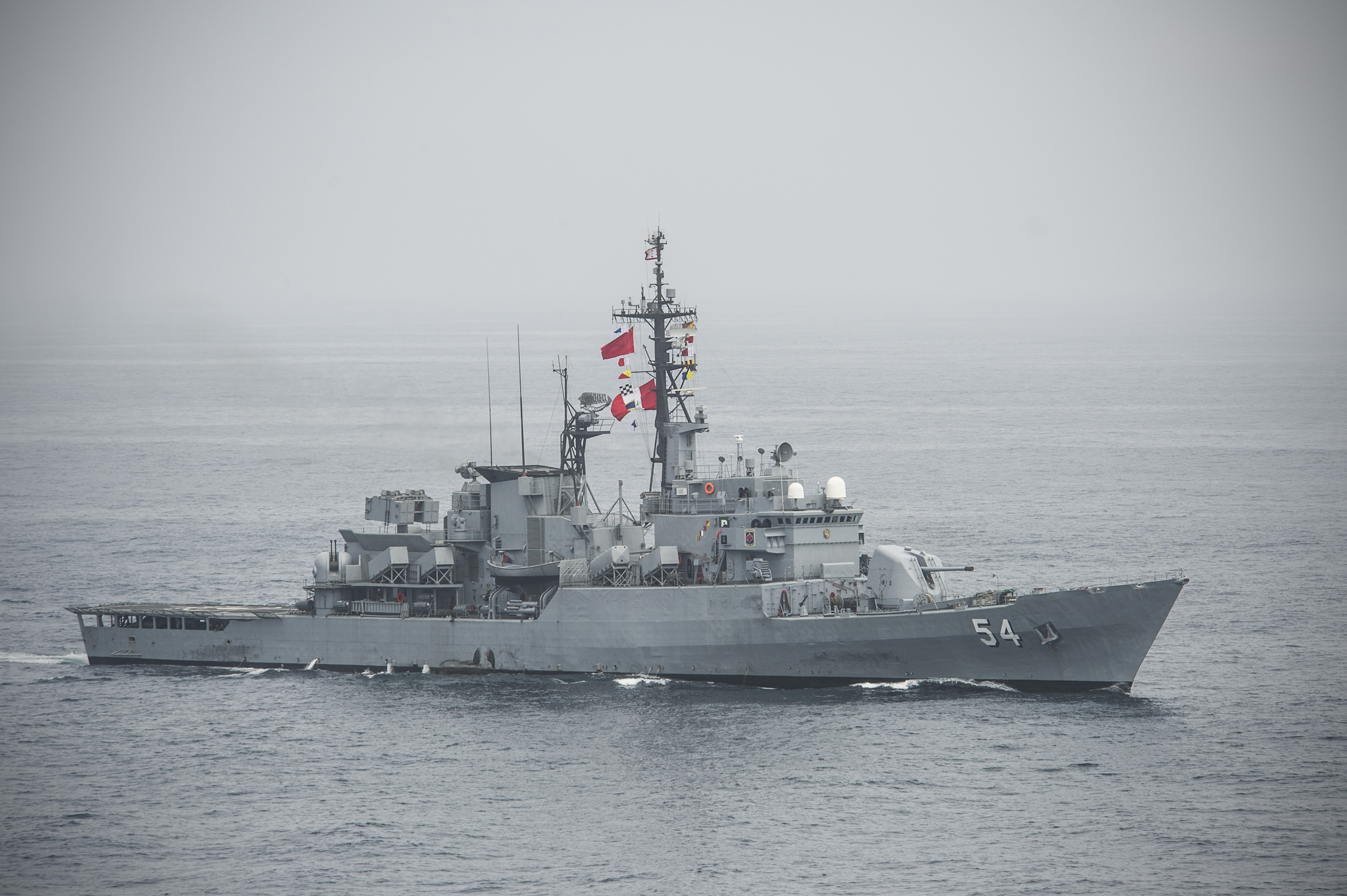
Fragata misilera BAP Mariátegui (FM-54) de la Marina de Guerra del Perú.

El Ejército está formado por la Jefatura de Estado Mayor, dos Órganos de Control, dos Órganos de Apoyo, cinco Regiones Militares y seis Comandancias. Hasta el año 2018, contaba con 85 000 miembros. La Fuerza Aérea fue creada oficialmente el 20 de mayo de 1929 con el nombre de Cuerpo de Aviación del Perú. Tiene como función principal la defensa aérea del país, además, participa en campañas de apoyo social a poblaciones de difícil acceso, organiza puentes aéreos en caso de desastres y participa en misiones de paz internacional. Cuenta con cuatro alas aéreas ubicadas en las ciudades de Piura, Callao, Arequipa e Iquitos.
La Marina de Guerra se encarga de la defensa marítima, fluvial y lacustre del país. Está integrada por 33 600 marinos, el personal naval se divide en tres estamentos: personal superior, personal subalterno y personal de marinería. Se considera a la Policía Nacional dentro de las fuerzas armadas aunque en realidad se trata de un organismo distinto con una misión civil diferente, sin embargo, su actuación y preparación en función a más de dos décadas de narcoterrorismo le ha dado en el caso del Perú, un carácter extremadamente militar, con importantes fuerzas de ataque terrestres, acuáticas y aéreas.

### Relaciones exteriores

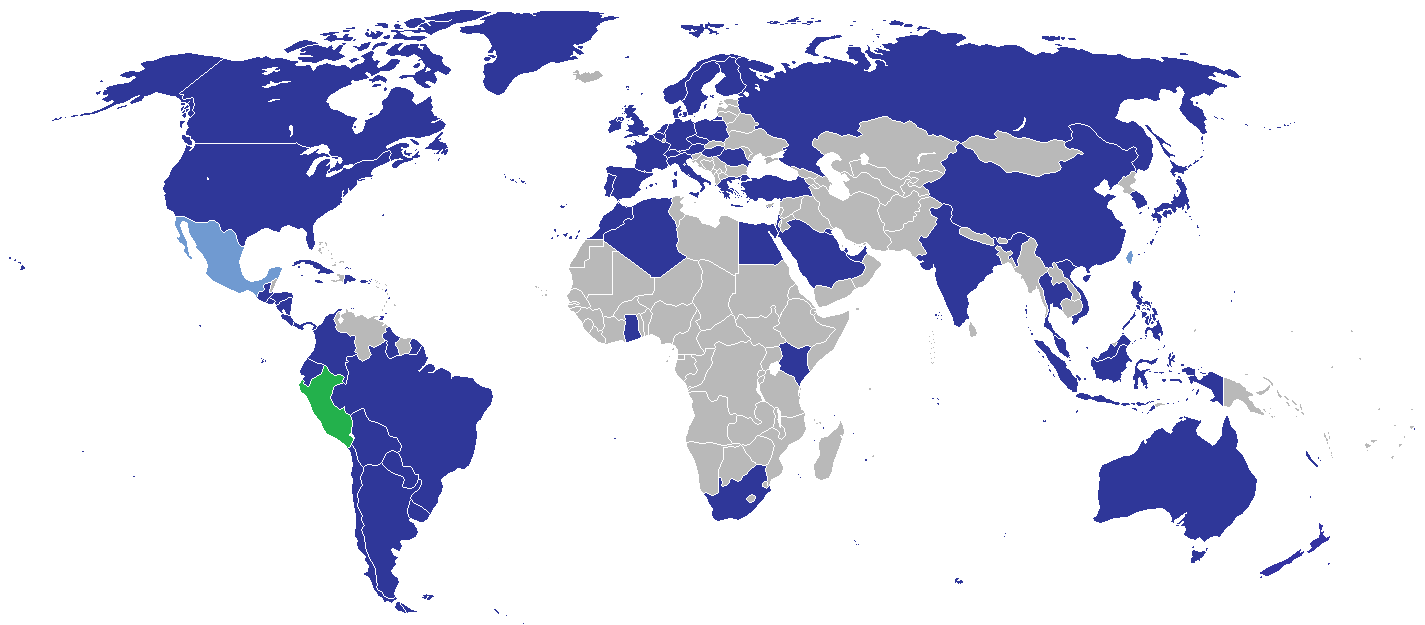
Mapa de misiones diplomáticas del Perú.
Perú
Embajada
Consulado General o Comercial

El Ministerio de Relaciones Exteriores o Cancillería es el organismo encargado de formular, ejecutar y evaluar la política exterior del país. La Cancillería administra las misiones diplomáticas en otras naciones y representaciones ante organismos multilaterales. La política exterior peruana está basada principalmente en promover la cultura de la paz, la democracia y el desarrollo, respetando los principios y normas del derecho internacional, en un marco de diálogo interinstitucional.
El país tradicionalmente ha tenido fuertes vínculos políticos y culturales con sus países cercanos, así como también con los Estados Unidos, con quien mantiene relaciones diplomáticas desde comienzos del siglo XIX con el nombramiento de Joel Roberts como agente residente para el Virreinato. En 1824 Estados Unidos nombró su primer cónsul en Lima, William Tudor quien se convirtió en el único representante de sus intereses en el territorio peruano hasta 1827.
Otro de las Estados con los que el gobierno peruano mantiene fuertes lazos de amistad es Japón. Las relaciones políticas con esta nación se inicieron el 21 de agosto de 1873 con la firma del Tratado de Paz, Amistad, Comercio y Navegación, de esta forma Perú se convirtió en el primer país de América Latina en establecer relaciones diplomáticas con los japoneses. Durante la Segunda Guerra Mundial, el país estuvo del lado de los aliados, le declaró la guerra a Alemania y permitió que los Estados Unidos construyera un aeropuerto en la ciudad de Talara.

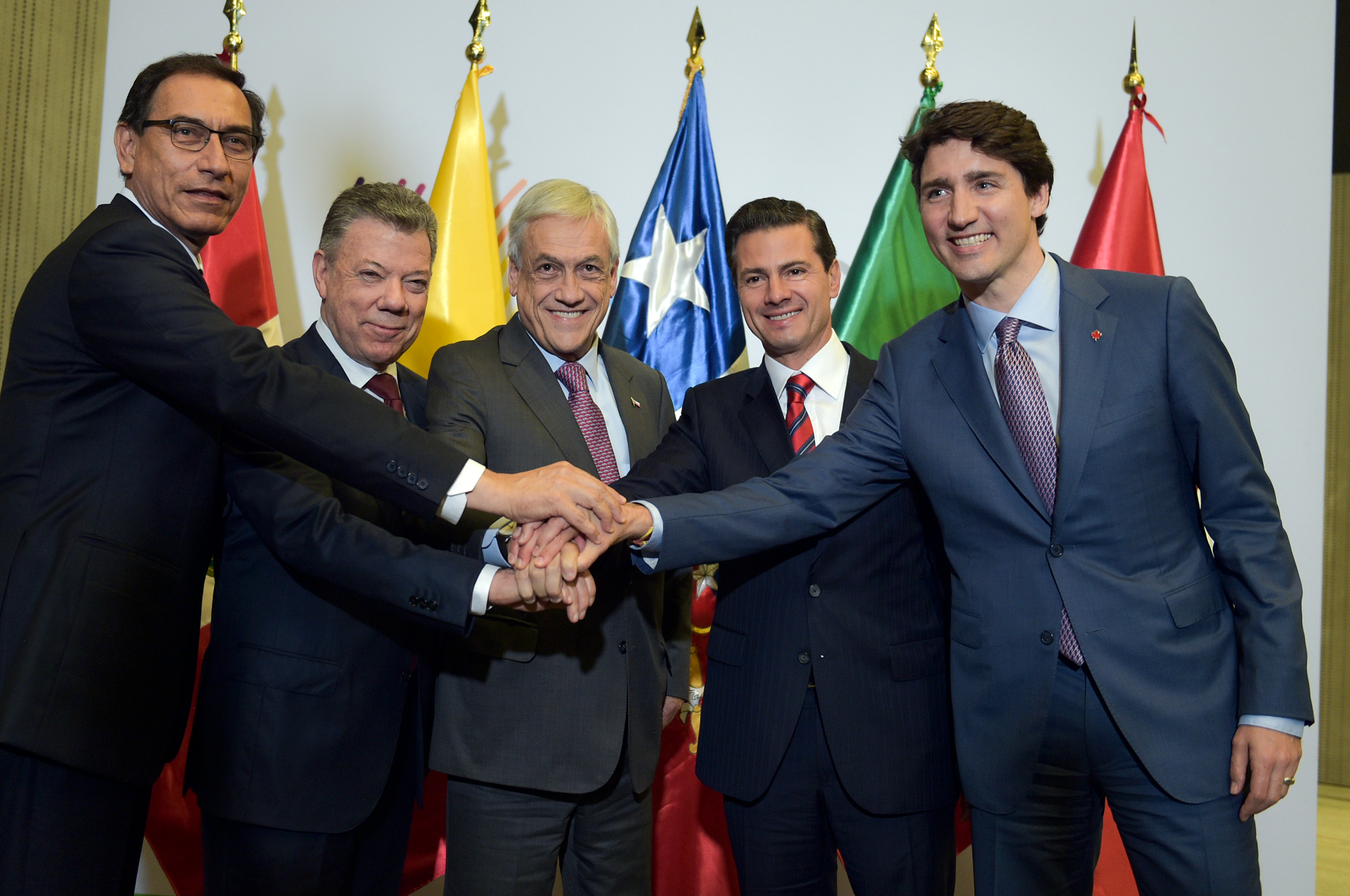
Martín Vizcarra junto a Juan Manuel Santos, Sebastián Piñera, Enrique Peña Nieto y Justin Trudeau durante la VIII Cumbre de las Américas realizada en Lima.

Perú es un estado miembro de la Organización de las Naciones Unidas desde el 31 de octubre de 1945. Ha formado parte de su Consejo de Seguridad en cinco ocasiones: en los periodos 1955-1956, 1973-1974, 1984-1985, 2006-2007, 2018-2019. El abogado y diplomático peruano Javier Pérez de Cuéllar fue Secretario General de las Naciones Unidas entre 1982 y 1991. En el campo de la integración regional, es miembro pleno de la Organización de los Estados Americanos, la Comunidad Andina, la Unasur y Estado asociado del Mercosur.
Ha hecho aportes con personal militar, policial u observador para las misiones de paz de las Naciones Unidas en Abyei (UNISFA), América Central (ONUCA), Burundi (ONUB), Chipre (UNFICYP), Congo (MONUSCO), Costa de Marfil (UNOCI), El Salvador (ONUSAL), Egipto e Israel (UNEF II), Etiopía y Eritrea (UNMEE), Haití (MINUSTAH), Irán e Irak (UNIIMOG), Líbano (UNOGIL), Liberia (UNMIL), Namibia (UNTAG), República Centroafricana (MINUSCA), Sahara Occidental (MINURSO), Sudán (UNMIS), Sudán del Sur (UNMISS) y Timor Oriental (UNMISET).

### Derechos humanos
En materia de derechos humanos, respecto a la pertenencia a los siete organismos de la Carta Internacional de Derechos Humanos, que incluyen al Comité de Derechos Humanos (HRC), Perú ha firmado o ratificado:
| Perú | Tratados internacionales | Tratados internacionales  | Tratados internacionales | Tratados internacionales | Tratados internacionales  | Tratados internacionales | Tratados internacionales | Tratados internacionales | Tratados internacionales | Tratados internacionales | Tratados internacionales                                                                                                  | Tratados internacionales | Tratados internacionales | Tratados internacionales | Tratados internacionales | Tratados internacionales | Tratados internacionales | Tratados internacionales |
| --- | ------------------------ | ------------------------- | ------------------------ | ------------------------ | ------------------------- | ------------------------ | ------------------------ | ------------------------ | ------------------------ | ------------------------ | --- | ------------------------ | ------------------------ | ------------------------ | ------------------------ | ------------------------ | ------------------------ | ------------------------ |
| Perú | CESCR                    | CESCR                     | CCPR                     | CCPR                     | CCPR                      | CERD                     | CED                      | CEDAW                    | CEDAW                    | CAT                      | CAT | CRC                      | CRC                      | CRC                      | CRC                      | MWC                      | CRPD                     | CRPD                     |
| Perú | CESCR                    | CESCR-OP                  | CCPR                     | CCPR-OP1                 | CCPR-OP2-DP               | CERD                     | CED                      | CEDAW                    | CEDAW-OP                 | CAT                      | CAT-OP | CRC                      | CRC-OP-AC                | CRC-OP-SC                | CRC-OP-CP                | MWC                      | CRPD                     | CRPD-OP                  |
| Pertenencia | Firmado y ratificado.    | Ni firmado ni ratificado. | Firmado y ratificado.    | Firmado y ratificado.    | Ni firmado ni ratificado. | Firmado y ratificado.    | Firmado y ratificado.    | Firmado y ratificado.    | Firmado y ratificado.    | Firmado y ratificado.    | Perú ha reconocido la competencia de recibir y procesar comunicaciones individuales por parte de los órganos competentes. | Firmado y ratificado.    | Firmado y ratificado.    | Firmado y ratificado.    | Firmado y ratificado.    | Firmado y ratificado.    | Firmado y ratificado.    | Firmado y ratificado.    |
| Firmado y ratificado, firmado, pero no ratificado, ni firmado ni ratificado, sin información, ha accedido a firmar y ratificar el órgano en cuestión, pero también reconoce la competencia de recibir y procesar comunicaciones individuales por parte de los órganos competentes. |                          |                           |                          |                          |                           |                          |                          |                          |                          |                          | |                          |                          |                          |                          |                          |                          |                          |

## Organización territorial

### Gobiernos regionales
Los departamentos son las divisiones administrativas mayores del país de acuerdo con la constitución vigente. La división departamental procede desde la Independencia como seguimiento de las intendencias virreinales. El grado de autonomía de los mismos ha sido fluctuante en la historia. En el año 2002, fueron creados veintiséis gobiernos regionales como entes autónomos destinados a administrar los veinticuatro departamentos y la provincia del Callao así como dirigir un proceso de conformación de regiones, a la fecha en su fase inicial; a la vez que se dotó a la provincia de Lima de independencia del gobierno regional de su departamento. Los gobiernos regionales se componen de un gobernador y un consejo, los cuales son electos por votación directa y sirven por un período de cuatro años.
Son jurisdicciones con gobierno regional propio veinticuatro departamentos, la provincia constitucional del Callao y de facto la provincia de Lima, cuya municipalidad provincial tiene atribuciones y facultades semejantes a las de un gobierno regional pese a estar excluida legalmente de formar parte de alguna región.

### Gobiernos locales
Las provincias (196 provincias a 2022) son los términos municipales del país, dirigidos por ayuntamientos conocidos como Municipalidades Provinciales. Estas, a su vez, se encuentran subdivididas en distritos, los cuales suman 1874, encontrándose dirigidos a su vez por Municipalidades Distritales. La ley permite la conformación de Municipalidades de Centros Poblados, que dirigen el gobierno municipal de una población alejada de la capital del distrito por petición de sus pobladores. A los principales mandos políticos de los gobiernos Municipales, elegidos mediante voto popular cada cuatro años, se les denomina Alcaldes Provinciales o Alcaldes Distritales.

## Geografía

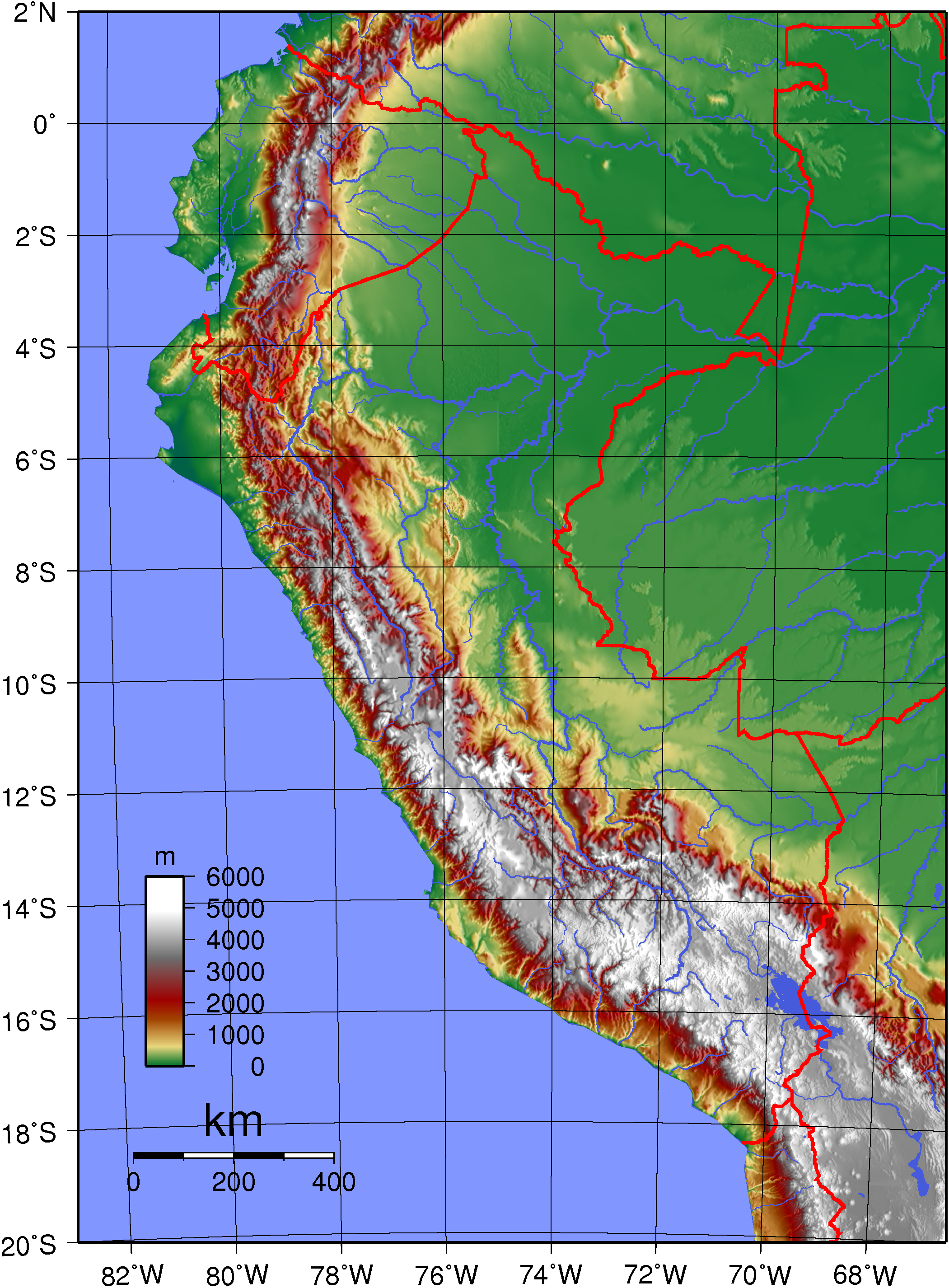
Mapa topográfico del Perú.

El país se encuentra en la zona intertropical de Sudamérica comprendida entre la Línea del Ecuador y el Trópico de Capricornio. Cubre un área de 1 285 216,20 km², lo que lo convierte en el decimonoveno país más grande en tamaño de la Tierra y el tercero de América del Sur. Limita al norte con Ecuador y Colombia, al este con Brasil, al sureste con Bolivia, al sur con Chile y al oeste con el océano Pacífico. Posee una enorme multiplicidad de paisajes debido a sus condiciones geográficas, lo que a su vez le da una gran diversidad de recursos naturales. La constitución expresa que el mar territorial se extiende hasta las 200 millas náuticas.

### Geología
El territorio peruano se encuentra determinado por la interacción de dos placas tectónicas: la Sudamericana al este, donde se halla todo su territorio continental, y la de Nazca debajo del océano Pacífico. Ambas comparten un límite convergente de subducción, es decir, la placa de Nazca se desplaza bajo la Sudamericana paralela a la costa occidental sudamericana, a una velocidad promedio de 7-8 cm/año.
Producto de esta subducción, se formó hacia el jurásico la fosa de Perú-Chile así como la elevación de la cordillera de los Andes. La cordillera ha sufrido un importante proceso de erosión eólica y aluvial; a consecuencia de la cual la región andina tiene una superficie bastante escarpada. Al este de la cordillera, se depositaron sedimentos producidos por la erosión andina donde antes se encontraba una vasta porción de mar; allí se formó la actual llanura amazónica.

### Relieve

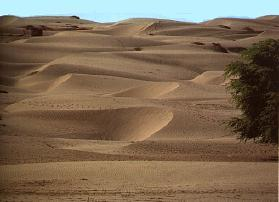
Desierto de Sechura ubicado al norte del país.

La cordillera de los Andes divide al país en tres regiones fisiográficas mayores: costa, sierra y selva. La costa peruana es una franja desértica y llana que corre paralela al litoral, su ancho alcanza un máximo de 140 km en el desierto de Sechura. Desde la latitud 6°S hasta la frontera con Chile se extiende el sector peruano del desierto del Pacífico el cual se encuentra atravesado por valles originados por ríos cortos de régimen estacional. A lo largo de la costa se pueden encontrar pampas cubiertas de arena que forman los desiertos del país, tales como el de Sechura (Piura) y el de Pisco (Ica).

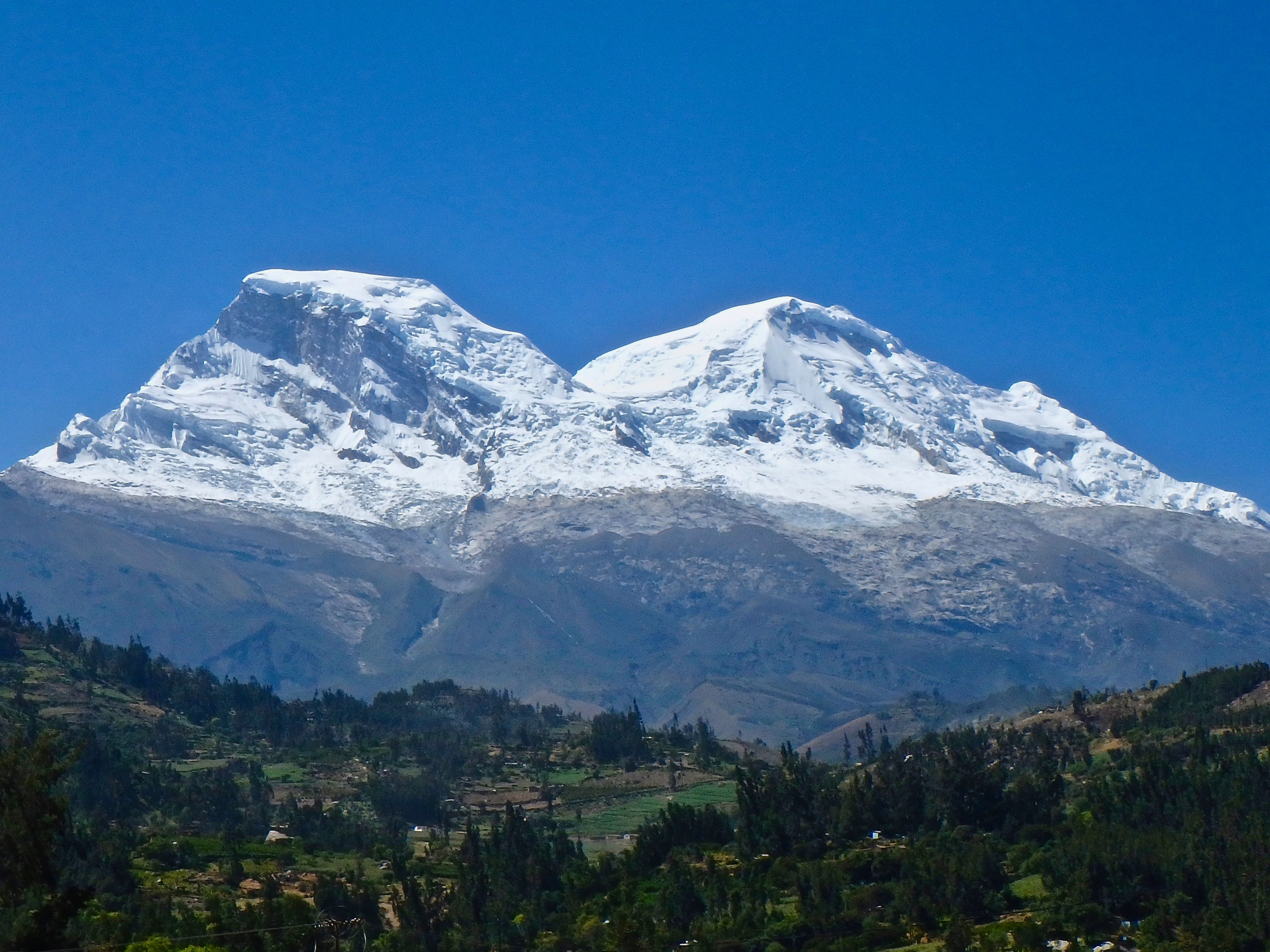
El nevado Huascarán, en la cordillera de los Andes, es el punto más alto del Perú y la cumbre más alta de la zona intertropical, además de ser el lugar con la menor fuerza de gravedad de la Tierra.

La sierra está conformada por un sistema de cordilleras. Estas montañas corren alineadas en cadenas paralelas: tres en el norte, tres en el centro y dos en el sur. Los Andes del norte confluyen con los del centro en el nudo de Pasco, mientras que los del centro confluyen con los del sur en el nudo de Vilcanota a la altura del Cuzco. Los Andes del norte son más bajos y más húmedos que el promedio, en ellos se encuentra el paso de Porculla, que con 2145 m s. n. m. (metros sobre el nivel del mar) es el punto más bajo de la cordillera andina. Los Andes del centro son los más altos y empinados, es aquí donde se encuentra el pico más alto del país, el nevado Huascarán, con 6768 m s. n. m. Los Andes del sur son de mayor espesor que los del norte y centro. En este sector se encuentra la meseta del Collao, también conocido como altiplano.
La selva, ubicada hacia el este, es una vasta región llana cubierta por vegetación. Constituye casi el 60 % de la superficie del país. Se aprecian dos regiones distintas: selva alta y selva baja. La selva alta se ubica en todo el flanco oriental de los Andes. Su altura varía entre los 800 y 3500 m s. n. m. Abarca desde la zona fronteriza septentrional hasta el extremo sur del país. El relieve de esta zona es variado, al ser la salida de las fuertes pendientes los Andes y el ingreso a la región plana y natural de la selva.
La selva baja o bosque tropical amazónico se ubica entre los 80 y los 800 m s. n. m., en esta zona se encuentran los ríos más extensos y navegables como es el caso del Amazonas, que pasa por la ciudad de Iquitos. La forma del relieve es llana y destaca la presencia de la sierra de Contamana, ubicada en la margen izquierda del río Yavarí. Su punto más alto alcanza los 780 m s. n. m.

### Hidrografía
El país cuenta con cincuenta y cuatro cuencas hidrográficas, cincuenta y dos de las cuales son pequeñas cuencas costeras que vierten sus aguas al océano Pacífico. Las otras dos son la cuenca del Amazonas, que desemboca en el océano Atlántico, y la cuenca endorreica del lago Titicaca, ambas delimitadas por la cordillera de los Andes. En la segunda de estas cuencas nace también el gigante río Amazonas que, con sus 6872 km, es el río más largo y caudaloso del mundo. Su vertiente ocupa el 75 % del territorio peruano. El Perú contiene el 4 % del agua dulce del planeta.

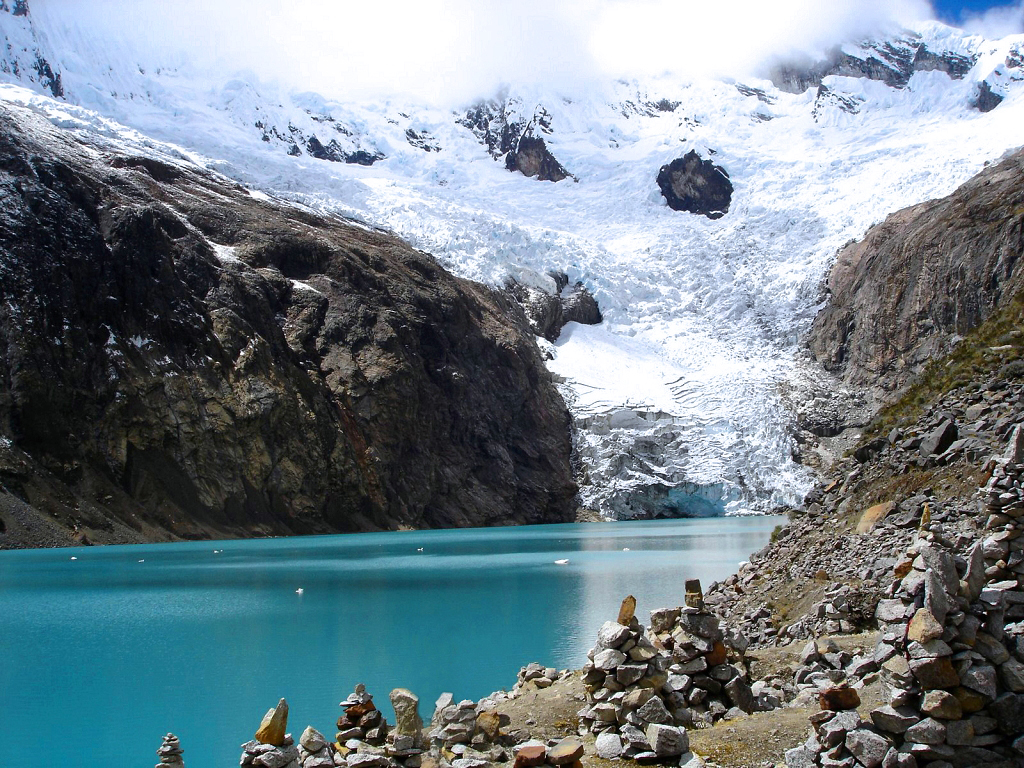
Vista de la Laguna Arhuaycocha. Al fondo a la derecha puede observarse el Glaciar Arhuay.

La mayoría de ríos peruanos drenan desde los Andes y hacia una de las tres vertientes hidrográficas del país. Los procedentes de los Andes que desembocan en el océano Pacífico son de corto recorrido, torrentosos y de régimen variable según la intensidad de las lluvias que se producen en la sierra. Las cuencas que desembocan en el Titicaca, para luego seguir su camino en otros ríos y desembocar en un océano, tienen características muy similares a las de la vertiente del Pacífico. Este es el lago más alto del mundo (3808 m s. n. m.) y el segundo más extenso de Sudamérica (8300 km² de área total).
Los ríos de la vertiente del Atlántico nacen también en la cordillera de los Andes, hasta llegar al río Amazonas, que a su vez desemboca luego en el océano Atlántico. Son más largos, mucho más caudalosos y su curso tiene una pendiente menor una vez que salen de la sierra. Los ríos más largos del Perú son de la cuenca amazónica: el Ucayali, el Marañón, el Putumayo, el Yavarí, el Huallaga, el Urubamba, el Mantaro y el Amazonas. Los ríos que desembocan en el lago Titicaca son por lo general cortos y tienen gran caudal.

### Clima
A diferencia de otros países ecuatoriales, el Perú no presenta un clima exclusivamente tropical; la influencia de los Andes y la corriente de Humboldt conceden una gran diversidad climática al territorio peruano. La costa central y sur del país presentan un clima subtropical árido o desértico, con una temperatura promedio de 18,9 °C y precipitaciones anuales de 16 mm, por acción del mar frío de Humboldt. En cambio, la costa norte posee un clima árido tropical, debido al mar tropical, con una temperatura promedio por encima de los 24 °C y lluvias durante el verano. Cuando hay ocurrencia del fenómeno de El Niño, la temperatura promedio de toda la costa se eleva (con máximas mayores a 30 °C) y las lluvias se incrementan de manera significativa en la costa norte y central. En ocasiones se forman trombas de agua en el Lago Titicaca, como la ocurrida en el año 2016, y en el Altiplano Andino se pueden registrar tornados como el ocurrido el 10 de mayo de 2018 en la Rinconada, Puno, cerca de los 5000 m s. n. m. (metros sobre el nivel del mar). En la costa sur, suelen ocurrir con frecuencia vientos fuertes que generan levantamiento de nubes de polvo y arena, una de las de mayor tamaño como la ocurrida en 2016 que logró verse desde el espacio, más conocidos como vientos paracas o paraca.
En la sierra se observan los siguientes climas: clima templado subhúmedo, en áreas entre los 1000 y los 3000 m s. n. m., con temperaturas alrededor de los 20 °C y precipitaciones entre los 500 y 1200 mm al año; clima frío entre los 3000 y 4000 m s. n. m., con temperaturas anuales promedio de 12 °C y heladas durante el invierno; clima frígido o de puna, en áreas entre los 4000 y 5000 m s. n. m., con una temperatura promedio de 6 °C y precipitaciones anuales de 700 mm; y clima de nieve o gélido en zonas por encima de los 5000 m s. n. m., con temperaturas debajo de los 0 °C y nevadas. En la selva hay dos tipos de clima: clima semitropical muy húmedo en la selva alta, con precipitaciones mayores a los 2000 mm al año y temperaturas promedio alrededor de los 22 °C; y el clima tropical húmedo en la selva baja, con precipitaciones que oscilan los 2000 mm al año y temperaturas promedio de 27 °C.

### Regiones naturales

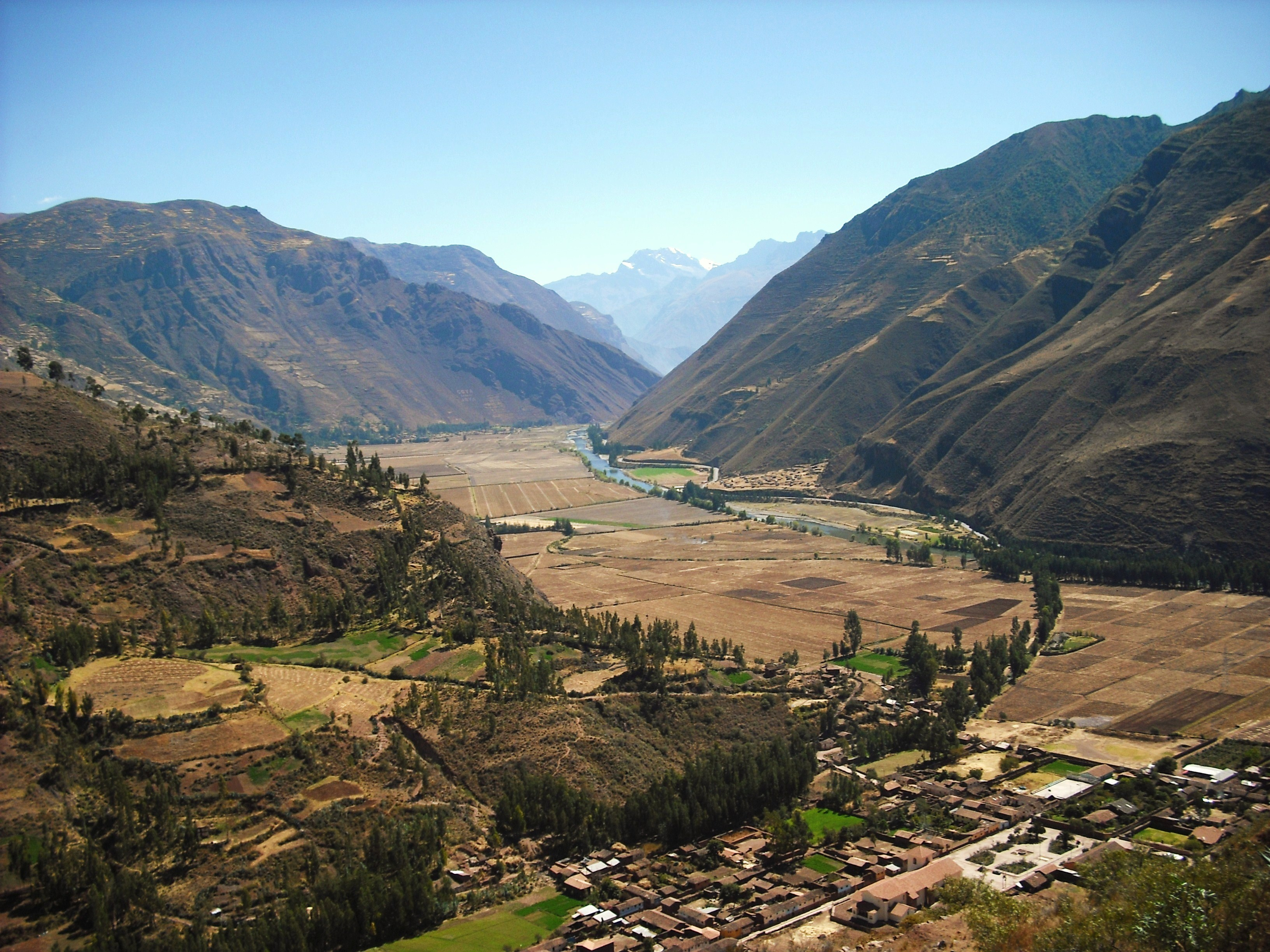
Valle Sagrado de los Incas, ubicado en la región Quechua.

Los antiguos habitantes de los Andes poseían un conocimiento geográfico importante sobre el suelo que habitaban. Este conocimiento se dio gracias a la interacción que experimentaron con su medio en el proceso de producción de sus medios de existencia. Estos hombres llegaron a identificar diversos pisos ecológicos a los cuales les dieron distintos nombres. Con la llegada de los españoles a territorio americano, a la división hecha por los antiguos pobladores andinos se impuso una nueva en la que se dividía el territorio peruano en tres grandes regiones: costa, sierra y selva.
En las primeras décadas del siglo XX, se volvió a plantear la existencia de diversas regiones altitudinales al interior del país, criticando la división simplista dada por los conquistadores españoles. Posteriormente gracias al esfuerzo de diferentes estudiosos nacionales y extranjeros como: Pedro Paulet, José de la Riva-Agüero, entre otros, se fueron acumulando estudios geográficos modernos sobre el Perú. Estos estudios fueron sintetizados y expuestos años más tarde en la tesis sobre las Ocho Regiones Naturales del Perú (1943) postulada por Javier Pulgar Vidal. De acuerdo con Pulgar Vidal, las regiones naturales del país son las siguientes, de oeste a este: Chala, Yunga, Quechua, Suni, Puna, Janca, Rupa-Rupa y Omagua.

### Biodiversidad

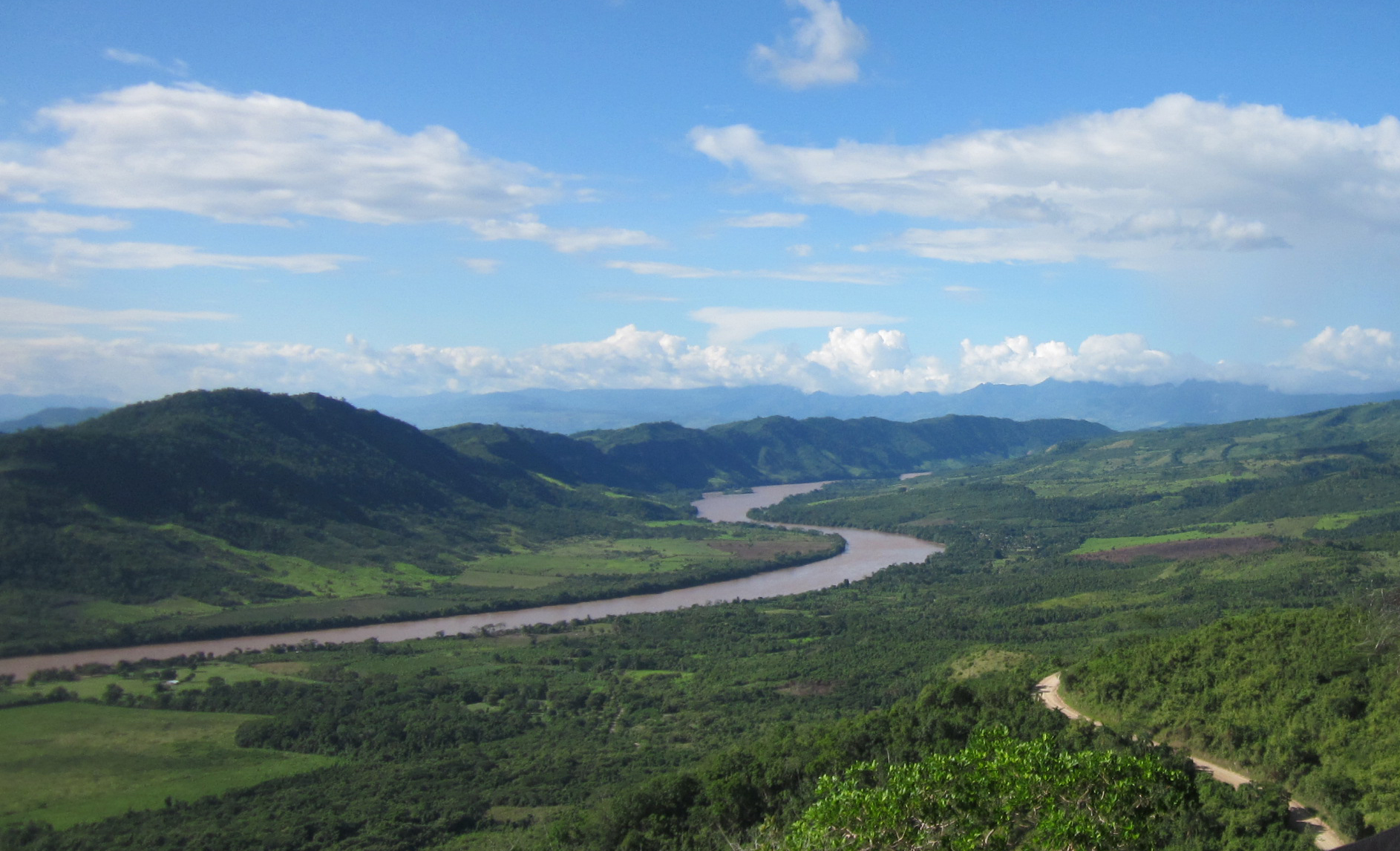
En la zona del río Huallaga existe una gran diversidad de aves.

El accidentado relieve y particular historia natural del Perú ha causado que este sea considerado uno de los diecisiete países megadiversos, con una gran variedad de ecosistemas y, consecuentemente, de flora y fauna. El país presenta en su territorio seis biomas terrestres diferentes, dos biomas marinos y tres biomas de agua dulce. A lo largo de la mayor parte de la costa se extiende el desierto del Pacífico, mientras que en la costa norte y valles interandinos del río Marañón y algunos afluentes, se extiende el bosque seco ecuatorial, un tipo de ecosistema similar a una sabana tropical que proviene de la convergencia de afluentes amazónicos, andinos y del bosque tropical del Pacífico.
En las desembocaduras de los ríos Tumbes y Piura se extienden los manglares y subiendo a los Andes se extiende el bioma de matorral montano. Según el Fondo Mundial para la Naturaleza, los ecosistemas correspondientes son la puna seca, la puna húmeda y el páramo. El bioma más extendido del país (59 % del territorio) así como el más biodiverso se encuentra al oriente: la selva amazónica peruana. Esta se subdivide en selva baja y selva alta. Los ecosistemas que en esta región destacan son bosque de neblina (al norte de los departamentos de Piura y Cajamarca) y una pequeña porción de sabana de palmeras en el extremo oriental del país, en el departamento de Madre de Dios. En cuanto al mar peruano, dos corrientes marinas que discurren en sentido contrario caracterizan sendos ecosistemas.
De la latitud 6° S hacia el norte se presenta la corriente de El Niño con una temperatura que oscila entre los 22 °C y 27 °C. Esta choca con la corriente peruana o de Humboldt con temperaturas que oscilan entre los 13 °C y 19 °C. Aunque las dos corrientes brindan recursos innumerables, es la corriente de Humboldt la de mayor importancia debido a que ella presenta abundancia de plancton y se encuentra en la zona de amplitud del zócalo continental, la cual favorece a una mayor productividad y cantidad de recursos marinos, tal es el caso de la anchoveta y la consecuente producción masiva de harina de pescado. La flor nacional es la cantuta y el árbol más representativo del país es el árbol de la quina. En cuanto a fauna, las especies más emblemáticas son la vicuña y el gallito de las rocas.

## Economía

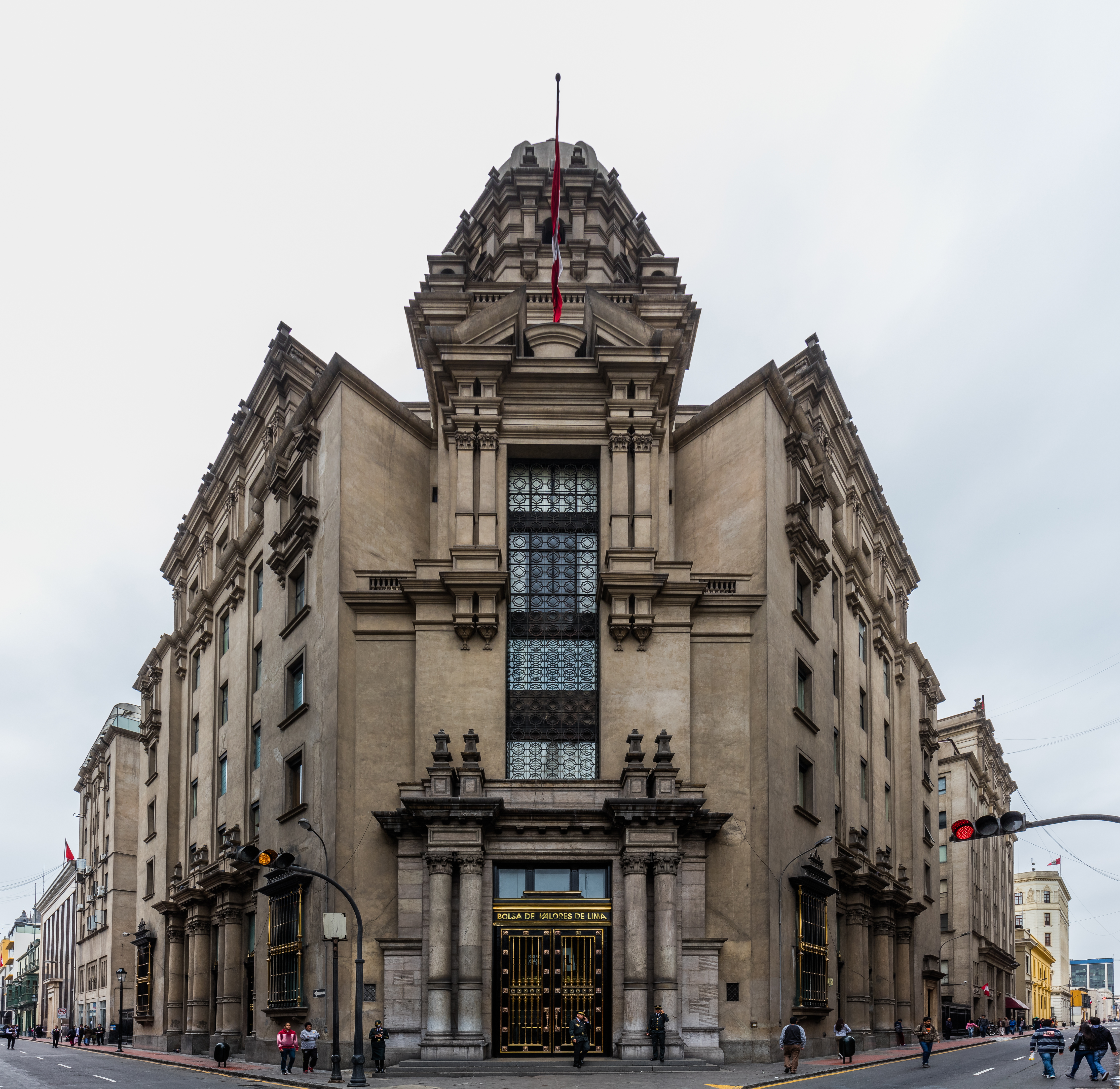
Sede de la Bolsa de Valores de Lima.

En los últimos años la economía peruana ha tenido un nivel de crecimiento notable respecto de otras economías del mundo, solo comparable al de China. Según la revista AméricaEconomía y el Fondo Monetario Internacional, el país tuvo en el año 2008 la segunda inflación más baja del mundo después de Francia y por lo tanto una de las economías en este sentido más sólidas de la región. Tiene un índice de desarrollo humano alto, con una puntuación de 0,777 en 2019 que lo ubica en el puesto 79 a nivel mundial.
De acuerdo con estimaciones del FMI la renta per cápita se encuentra por encima de los 13 410 dólares, ocupando el lugar 97 a nivel mundial. La Comisión Económica para América Latina y el Caribe estimó que en el año 2012 la economía peruana crecería un 5,9 %, aunque su enorme dependencia de la exportación de metales y minerales y la importación de alimentos hace que la economía sea muy dependiente de la fluctuación de los precios a nivel global.
Para los próximos años está previsto un menor crecimiento así como riesgos inflacionarios debido a la posible devaluación de los precios de las materias primas dada la evolución de la crisis en los países desarrollados, cuyo menor crecimiento podría afectar negativamente a las economías de países —como Perú— que abastecen con materia prima a sus industrias, incluso contando con China como primer socio comercial. En marzo de 2018 se estableció el salario mínimo en S/ 930, el equivalente a US$ 290 aproximadamente. Es el cuarto mejor país emergente más prometedor para los inversores, según la lista de clasificación elaborado por la revista Bloomberg Markets. La inflación en el año 2014 fue la más baja de la región con un 3,22 %.
Según el directorio ejecutivo del Fondo Monetario Internacional el país se ha convertido en una de las economías de crecimiento más pujante y más estables de América Latina. El 23 de octubre de 2013, la entidad calificadora de riesgos Fitch Group elevó la calificación de crédito del Perú al nivel de BBB+. En julio de 2014, la agencia Moody's también elevó la calificación crediticia del país de Baa2 a A3 debido a las expectativas del crecimiento de la economía, el fortalecimiento de su desempeño fiscal y su potencial de expansión.

### Acuerdos comerciales
| Tipo                                 | Organismo o País                     |
| ------------------------------------ | ------------------------------------ |
| Acuerdo de Alcance Parcial           | Venezuela                            |
| Acuerdo de Asociación Económica      | Japón                                |
| Acuerdo de Complementación Económica | Cuba                                 |
| Acuerdo de Complementación Económica | Mercosur                             |
| Tratado de Libre Comercio            | Asociación Europea de Libre Comercio |
| Tratado de Libre Comercio            | Australia                            |
| Tratado de Libre Comercio            | Canadá                               |
| Tratado de Libre Comercio            | Chile                                |
| Tratado de Libre Comercio            | China                                |
| Tratado de Libre Comercio            | Corea del Sur                        |
| Tratado de Libre Comercio            | Costa Rica                           |
| Tratado de Libre Comercio            | Estados Unidos                       |
| Tratado de Libre Comercio            | Honduras                             |
| Tratado de Libre Comercio            | México                               |
| Tratado de Libre Comercio            | Panamá                               |
| Tratado de Libre Comercio            | Reino Unido                          |
| Tratado de Libre Comercio            | Hong Kong                            |
| Tratado de Libre Comercio            | Singapur                             |
| Tratado de Libre Comercio            | Tailandia                            |
| Unión Europea                        |                                      |
| Zona de Libre Comercio               | Comunidad Andina                     |
| Zona de Libre Comercio               | Alianza del Pacífico                 |
| Zona de Libre Comercio               | CPTTP                                |

### Agricultura
La agricultura ha sido la actividad económica tradicional del Perú prehispánico, donde se cultivó de forma intensa productos como el maíz y la papa. Los pobladores prehispánicos se adaptaron a las condiciones del ambiente y debido a carencia de espacios abiertos se crearon sistemas de terrazas (andenes) convirtiendo las limitaciones de la pendiente en ventajas en el uso del espacio. También se domesticaron animales como la alpaca, la llama y el cuy. Esta actividad respondía a una visión teocrática, panteísta y premoderna del mundo, donde el trabajo colectivo realizado por las familias (aillu) permitió el desarrollo de las actividades agropecuarias como base de la economía andina. Los principales productos agrícolas peruanos son: papa, arroz, maíz, camote, maca, trigo, quinua, café, así como también las frutas: manzana, pera, uva, durazno, plátano y las verduras: habas, cebollas, tomate, ajos.

Producción agrícola del Perú
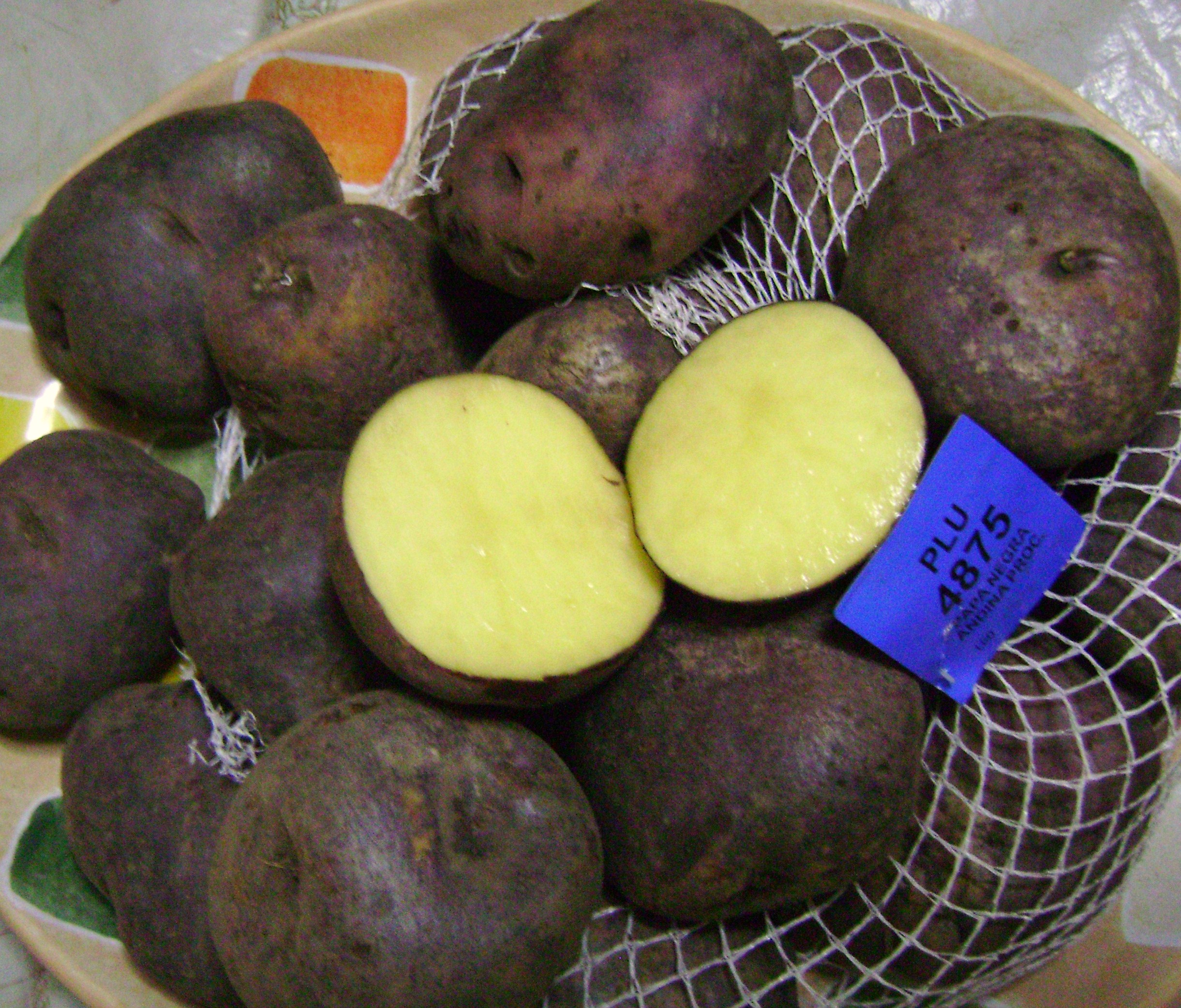
Solanum tuberosum Papa
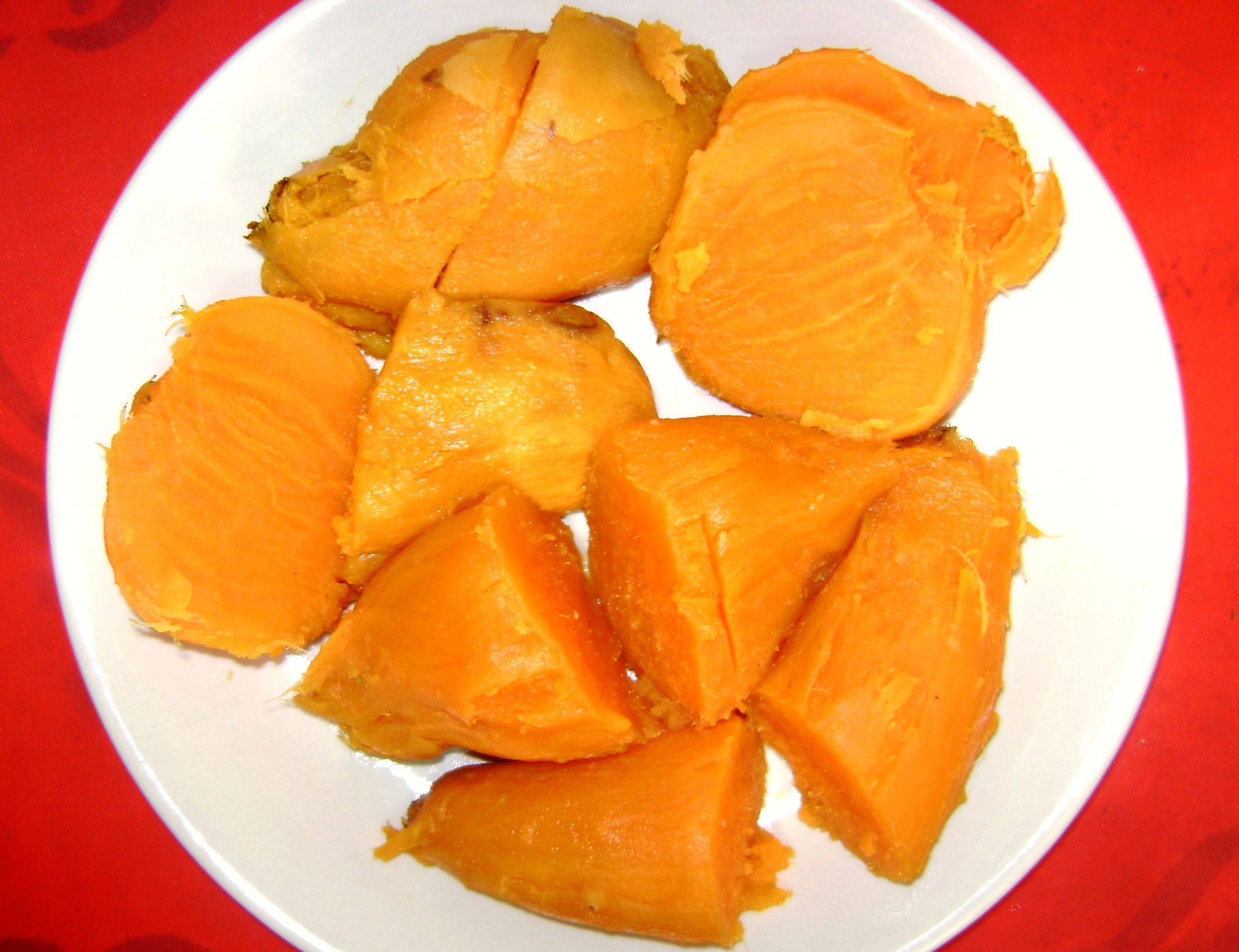
Ipomoea batatas Camote
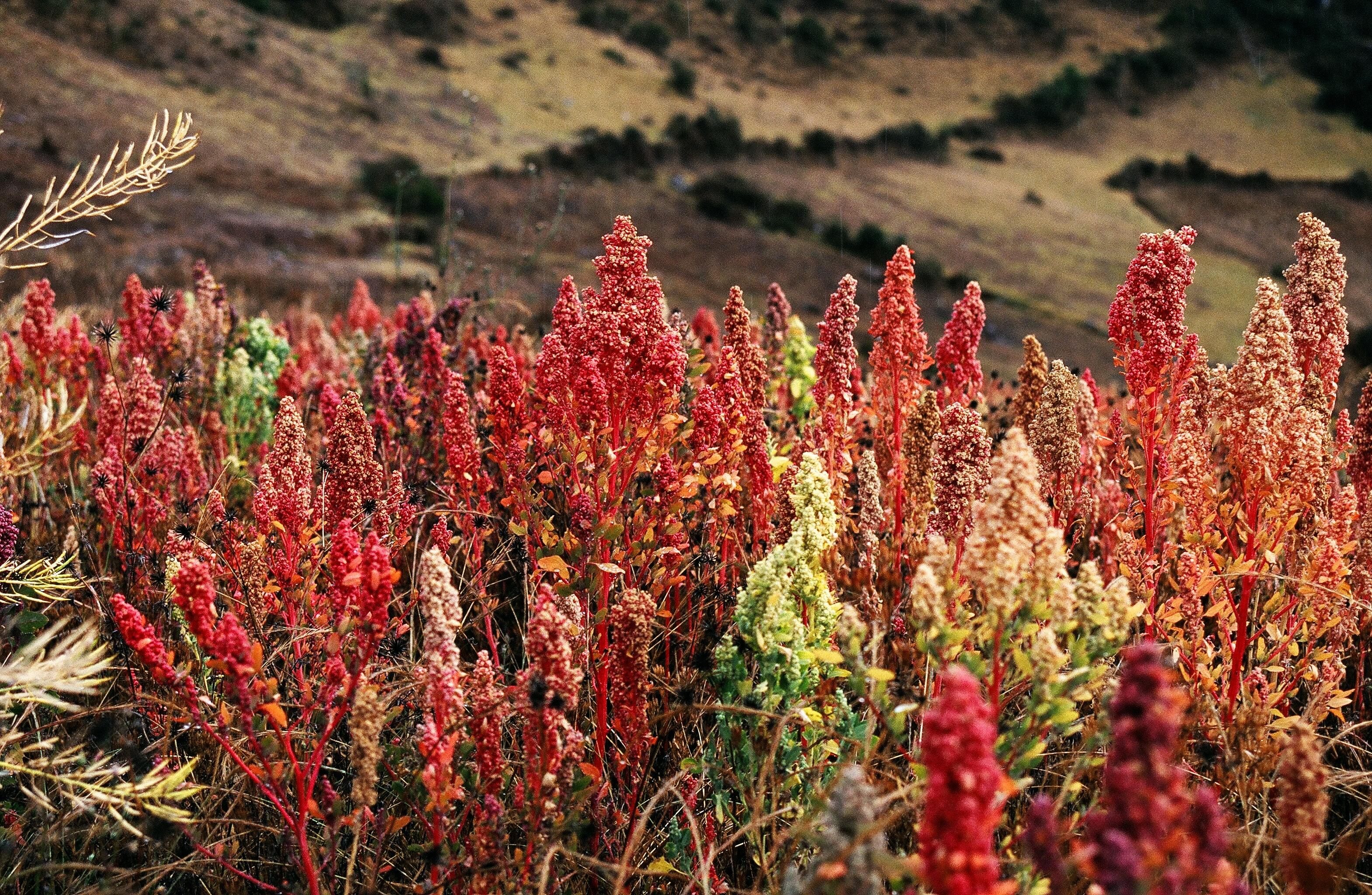
Chenopodium quinoa Quinua
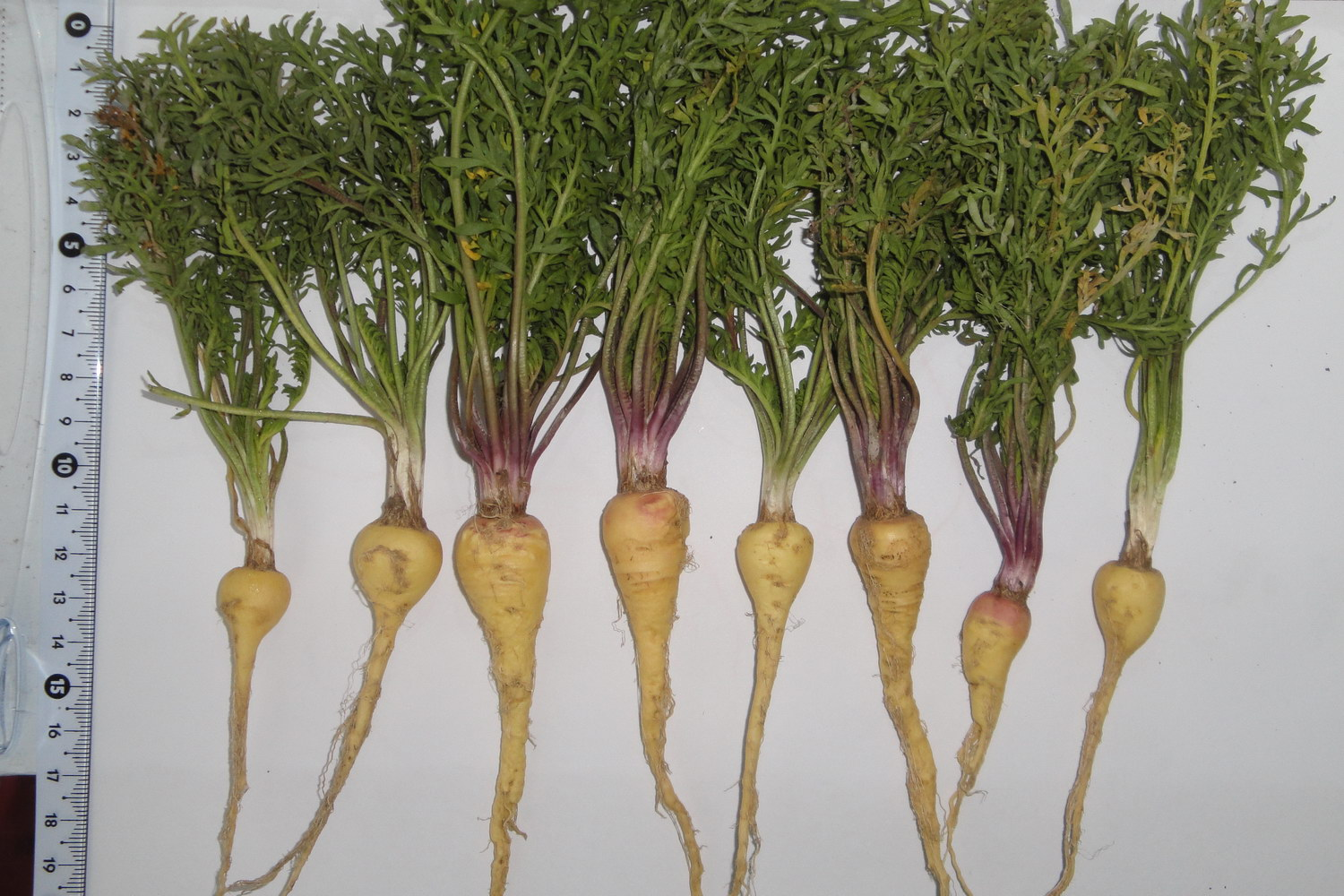
Lepidium meyenii Maca
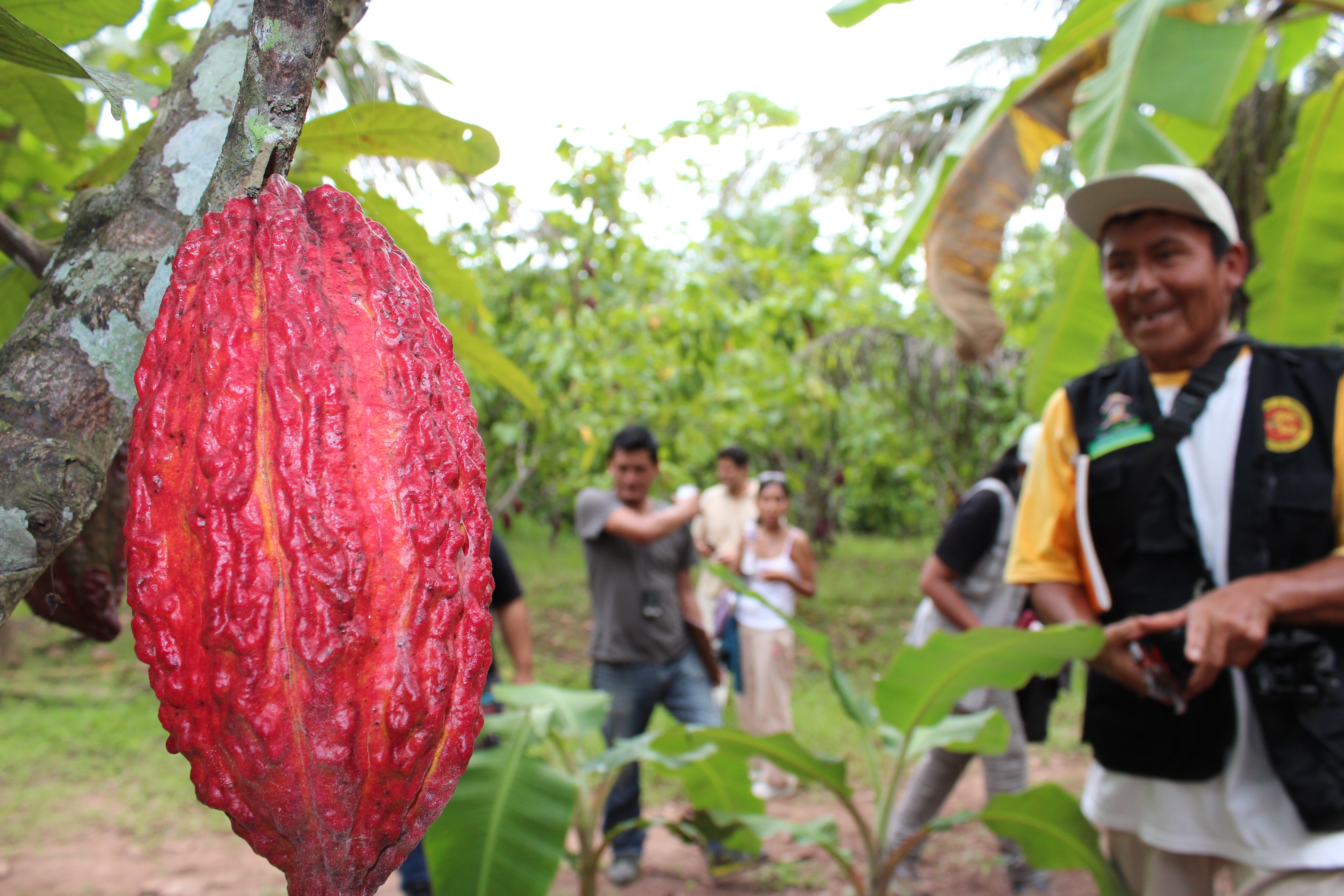
Theobroma cacao Cacao

De acuerdo con las estadísticas de Producción Agrícola Nacional, la producción nacional de los cultivos con producción superior a medio millón de toneladas, es la siguiente:
| Cultivo           | 2021       |
| ----------------- | ---------- |
| Arroz cáscara     | 3 526 859  |
| Cebolla cabeza    | 602 078    |
| Maíz a. duro      | 1 272 605  |
| Papa              | 5 668 898  |
| Yuca              | 1 326 781  |
| Mandarina         | 588 121    |
| Naranja           | 574 543    |
| Palma aceitera    | 1 172 587  |
| Palta             | 778 791    |
| Caña para alcohol | 728 056    |
| Caña para azúcar  | 9 830 761  |
| Caña para etanol  | 1 785 26   |
| Piña              | 588 398    |
| Plátano           | 2 384 714  |
| Alfalfa           | 7 351 296  |
| Braquearia        | 11 490 850 |
| Gramalote         | 733 483    |
| Pasto elefante    | 2 166 037  |
| Rye grass         | 2 447 408  |

### Hidrocarburos
El Perú posee 18 cuencas sedimentarias, ocho offshore (Tumbes-progreso, Talara, Sechura, Salaverry, Trujillo, Lima, Pisco y Mollendo) y diez onshore (Lancones, Moquegua, Santiago, Bagua, Huallaga, Ene, Titicaca, Marañón, Ucayali y Madre de Dios).
Perupetro es la Agencia Nacional de Hidrocarburos y actúa como una empresa estatal de derecho privado que tiene a su cargo la administración de los recursos de hidrocarburos para su aprovechamiento.
Entre enero y noviembre de 2022, las empresas que trabajan en el sector hidrocarburos pagaron al Estado, por concepto de regalías, un total de 1 689,2 millones de dólares.

#### Petróleo
Las reservas probadas de petróleo en Perú sumaron en 2021 unos 243 millones de barriles.

#### Gas
Las reservas probadas de gas en Perú sumaron en 2021 unos 9,3 trillones de pies cúbicos (TCF).
Luego de más de veinte años de haber sido descubierto, el yacimiento de gas natural ubicado en Camisea, departamento del Cuzco, empezó a ser explotado y su producción está por ahora destinada principalmente al consumo interno y a la sierra peruana; y el excedente es vendido al exterior. Este gas de Camisea llegó a Lima en agosto de 2004. La explotación gasífera, junto con la minería, son los sectores con mayor potencial de inversiones por la calidad y abundancia de recursos.
Asimismo, Madre de Dios cuenta con un yacimiento similar al de Camisea.

### Minería
El país tiene una expectante posición competitiva en la minería mundial, manteniendo el liderazgo minero en Latinoamérica y una sólida historia y trayectoria minera. En el mercado latinoamericano, es el mayor productor de oro, zinc, plomo y estaño; registrando una producción anual de 164 toneladas métricas y reservas estimadas en 2 762 000 toneladas. Asimismo, es el segundo productor de plata y de cobre, además de producir otros importantes productos metálicos y no metálicos.
La mina de Yanacocha es la principal fuente de extracción de oro en el Perú. Es considerada la mayor mina aurífera de Sudamérica y la segunda más grande a nivel mundial. En el año 2005 se produjeron 3 333 088 onzas del preciado metal. Un indicador del crecimiento minero, lo podemos observar en las exportaciones mineras, habiendo crecido de US$ 1447 millones de 1990 a US$ 14 639 millones hasta mayo de 2021.

### Recursos marinos
La explotación de los recursos marinos como anchoveta, corvina, lenguado, bonito, perico y jurel es vital para la economía peruana. De la anchoveta, por ejemplo, se hace la harina de pescado, de la cual el país es el mayor productor mundial. Gran parte de lo producido se destina para el mercado interno, en especial de las zonas costeras.

### Producciones

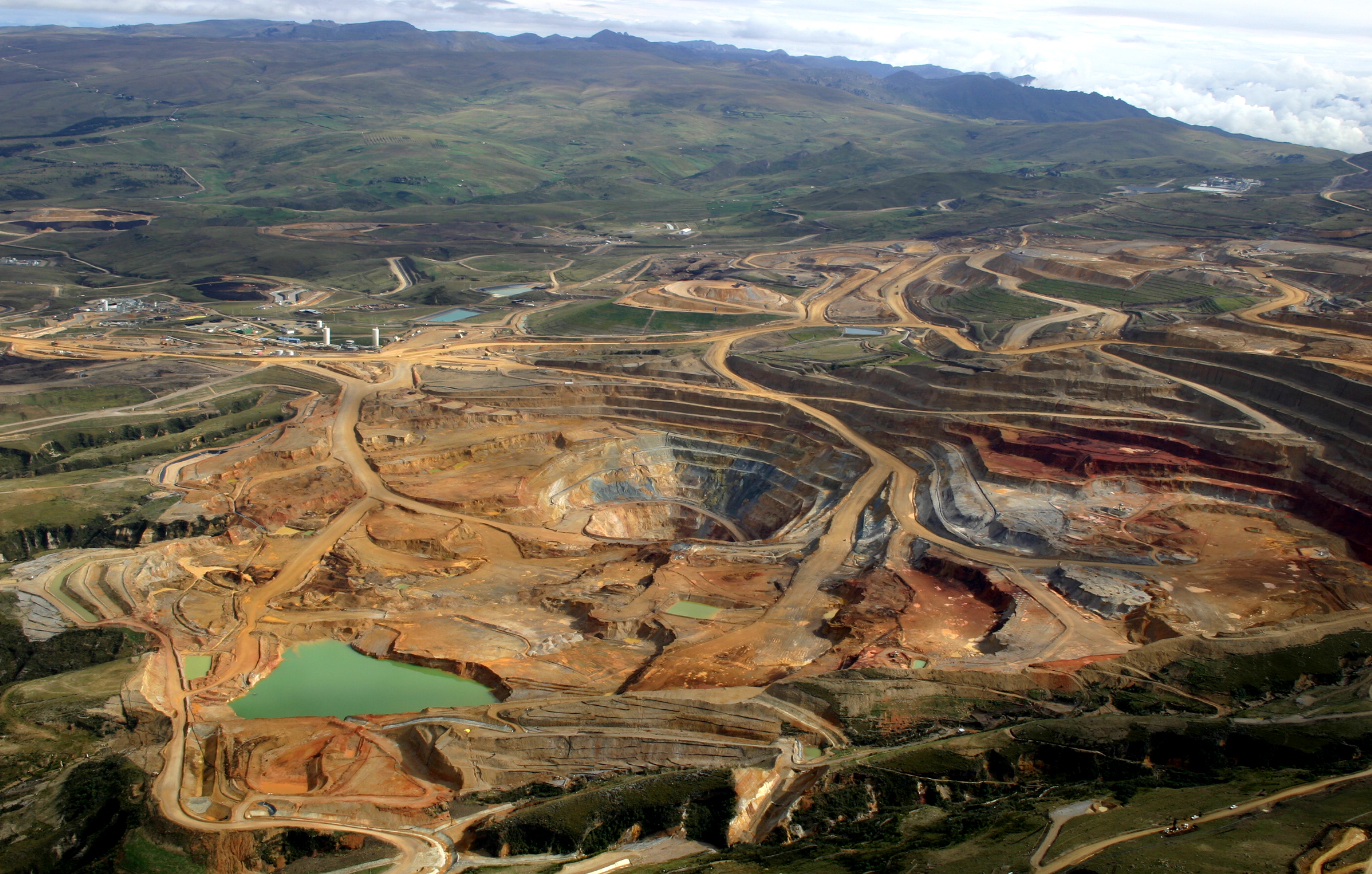
Cuenca minera aurífera Yanacocha cerca de la ciudad de Cajamarca.

El Perú se situaba en 2011, en agroindustria, como el primer productor mundial de harina de pescado, segundo productor mundial de espárragos, séptimo productor mundial de maíz, cuarto productor mundial de alcachofas, sexto productor mundial de café; en minería como el tercer productor mundial de plata, de cobre y de zinc, cuarto productor mundial de plomo y de estaño, quinto productor mundial de oro, además de contar con grandes yacimientos de hierro, estaño, manganeso; además de petróleo y gas natural.
Es además, el primer productor mundial de lana de alpaca, y el más importante exportador de prendas textiles de algodón en América Latina y por su riqueza natural es un excelente lugar para el desarrollo de la industria de los polímeros a nivel mundial. El país se encuentra en una etapa de crecimiento económico y se espera a la luz de los acuerdos y tratados firmados en áreas de libre comercio, se constituya como una de las naciones de Sudamérica más atractivas para desarrollar negocios.
Una de las actividades económicas más recientes y de gran potencial es la explotación de los recursos forestales (cedro, roble y caoba, principalmente) que aporta una gran cantidad de ingresos para la población de la selva. Se espera que la deforestación sea controlada y con grandes inversiones en reforestación. El Servicio Nacional de Áreas Naturales Protegidas por el Estado es el encargado de dar las normas necesarias y controlar dichos proyectos generando importantes fuentes de divisas para el país.
En cuanto al desarrollo industrial se puede mencionar una gran variedad de empresas dedicadas al consumo interno y a la exportación. Hoy en día el país produce y exporta carrocerías para buses de dos pisos, maquinaria para la minería, grupos electrógenos, equipos de bombeo, tuberías, herramientas y diferentes productos metalmecánicos. También productos químicos como ácidos y detergentes, productos plásticos, productos textiles, productos de papel y de cuero, productos agroindustriales y alimenticios. La gran riqueza de recursos mineros (es un país polimetálico), recursos vegetales (inmensa variedad de plantas debido a su rica biodiversidad) y recursos animales (ganadería, pesquería), hace que el Perú tenga un gran potencial para la industrialización extensiva en un futuro muy cercano.

### Exportaciones

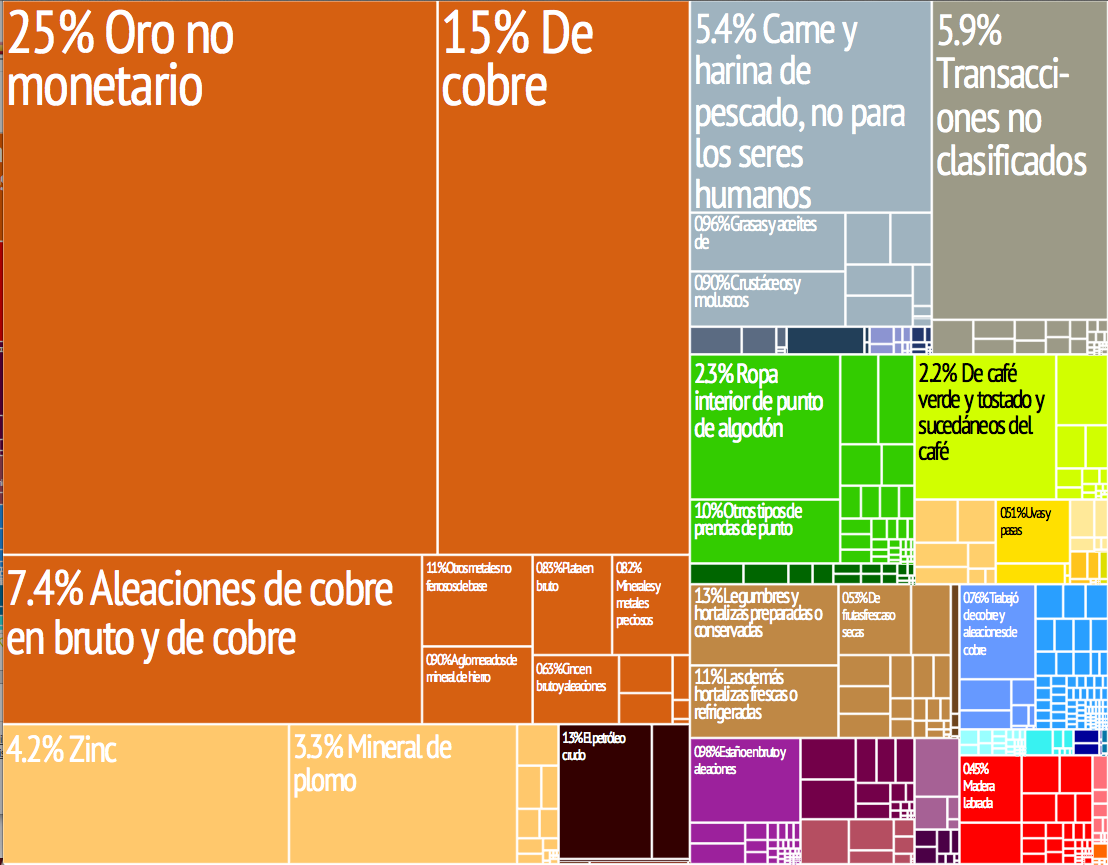
Representación gráfica de los productos de exportación del país en categorías codificadas por color (2012).

Los principales productos que Perú exportaba en el periodo de 1880-1914 eran el azúcar, que venía a representar un 30 % aproximadamente del total de productos exportados; la plata, representando un 18 %; el cobre 20 % y por último, el algodón con un 26 %. El país dependía alrededor del 50 % de las exportaciones. Es a partir de 1920 cuando se comenzó a exportar petróleo. Según el Ministerio de Comercio Exterior y Turismo, en el año 2008, las exportaciones crecieron un 11,2 %, comercializándose más de 5000 productos diferentes, alcanzándose el monto de 31,236 millones de dólares.
Se estima que el 62,1 % de las exportaciones corresponden al sector minero. Las principales exportaciones son el cobre, oro, zinc, textiles y productos pesqueros; sus principales socios comerciales son Estados Unidos, China, Brasil y Chile. Los principales destinos de exportación de productos tradicionales y no tradicionales entre enero y septiembre de 2011, fueron en orden de importancia por importadores, China, Estados Unidos, Suiza, Canadá, Japón, Chile, Alemania, Corea del Sur, España e Italia. El ritmo de crecimiento de las exportaciones no tradicionales con valor agregado fue del 32 % en 2011 en comparación con el año anterior.
En los últimos años, se ha observado un proceso de industrialización de los productos agrícolas (agroindustria) y de diversificación de exportaciones. El número de empresas exportadoras para el año 2011 se incrementó a 8200. Según la revista The Economist, es el sexto país con mayor crecimiento económico en el mundo, y según el Banco Mundial el quinto país con el mayor crecimiento exportador. En el período 2006-2012 el número de empresas exportadoras se incrementó de 6505 a 8135 lo que representó un crecimiento del 25 %. Sin embargo durante el año 2012 en medio de un enfriamiento económico 2465 empresas dejaron de registrar envíos, y las exportaciones cayeron un 2 % respecto al año 2011. Según Juan Varilias, expresidente de la Asociación de Exportadores cada año 2500 empresas exportadoras abandonan el mercado debido a la falta de una política adecuada para el sector y a problemas con la infraestructura del país.

### Inversión extranjera directa
Durante el año 2012, la entrada de inversión extranjera en el país registró una tasa de crecimiento elevada, con una variación del 49 % respecto al año anterior. Con un ingreso de inversión extranjera de 12 240 millones de dólares. equivalente al 5,9 % de su PIB el país se constituyó como el quinto receptor en América Latina, después de Brasil, Chile, Colombia y México. Replicando el patrón de los últimos años, la reinversión de utilidades (8263 millones de dólares) fue el componente predominante de la inversión en 2012, seguido por aportes de capital (4637 millones de dólares), mientras que el flujo de préstamos de las casas matrices fue levemente negativo.
La elevada rentabilidad de la inversión extranjera de empresas en el Perú, principalmente en la minería, explica estos procesos en que una parte considerable de la ampliación de la capacidad productiva se financia reinvirtiendo utilidades. No hay datos oficiales sobre la distribución de la inversión por sectores de destino, sin embargo, varias informaciones permiten estimar que el sector minero sería el principal receptor, seguido por la ampliación de la infraestructura eléctrica y de comunicaciones y el sector financiero. Según el Ministerio de Energía y Minas, las inversiones en el sector, la gran mayoría relacionadas con empresas extranjeras, habrían alcanzado los 8549 millones de dólares en 2012.
En el año 2017 Perú fue el cuarto país con mayor recepción de inversión extranjera directa en Latinoamérica, alcanzando los 6769 millones de dólares superando a países como Chile, Bolivia o Uruguay.
El año 2022, el Perú recibió inversiones extranjeras directas por un total de 11,6 mil millones de dólares.
| I.E.D. 2011 Entrada | I.E.D. 2011 Salida | I.E.D. 2012 Entrada | I.E.D. 2012 Salida | Stock I.E.D. Entrada | Stock I.E.D. Salida |
| ------------------- | ------------------ | ------------------- | ------------------ | -------------------- | ------------------- |
| 8233                | 113                | 12 240              | -57                | 63 510               | 3041                |

### Reservas internacionales
Hasta junio de 2022 las reservas internacionales netas del Perú alcanzaban los 75 161 millones de dólares. En cuanto a las reservas oficiales de oro, hasta el año 2010 el país ocupaba el sexto lugar en América Latina y el puesto 53.º del mundo, con 34,7 toneladas, el equivalente al 4 % de sus reservas internacionales, para 2021 Perú mantiene sus reservas de oro en 34,7 toneladas y ocupa el puesto 55.º del mundo.
Al 27 de junio de 2023, el nivel de Reservas Internacionales Netas totalizó 74 mil millones de dólares, mayor en 2,2 mil millones de dólares al del cierre de 2022.

### Turismo

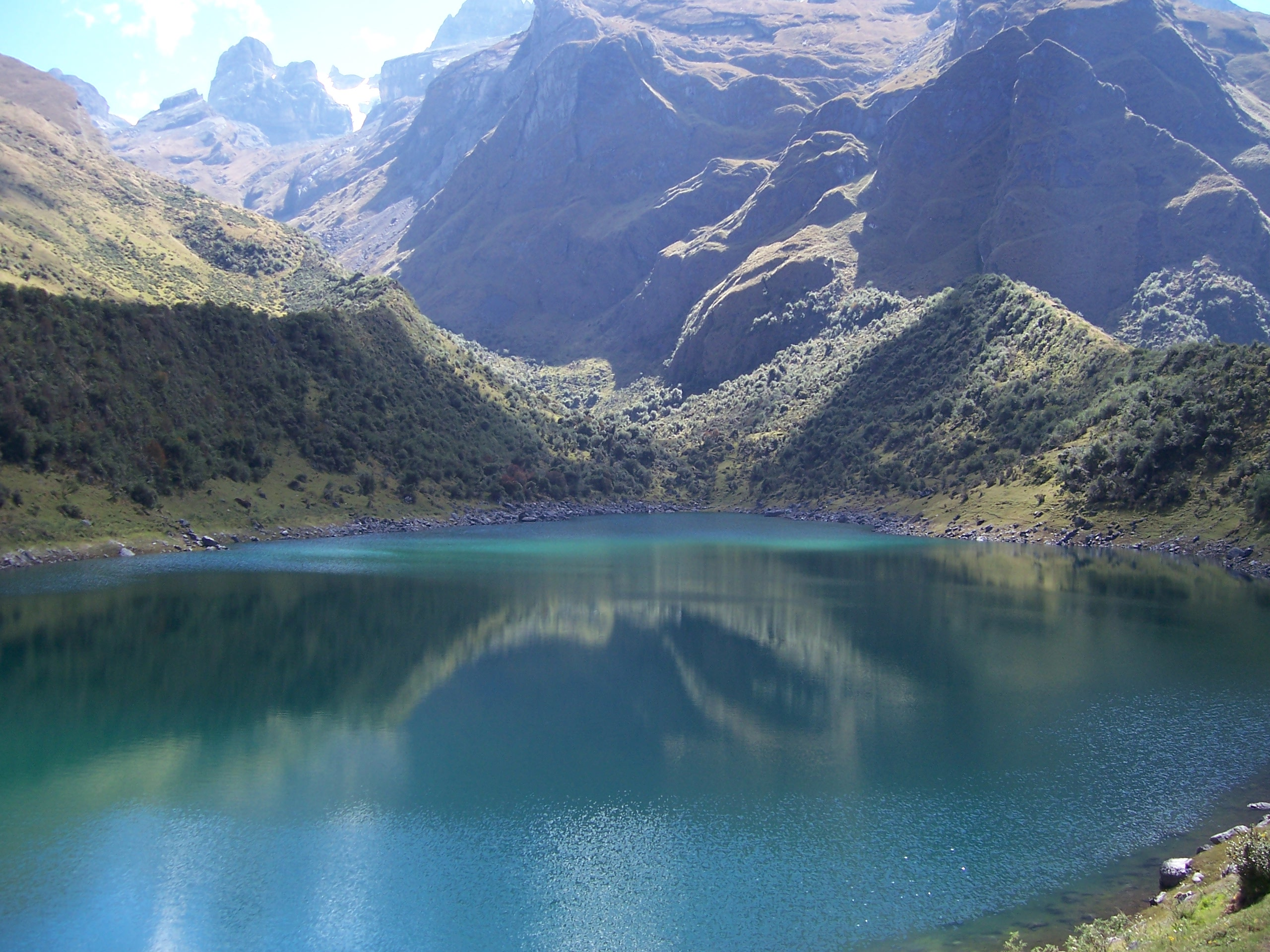
Laguna Uspaccocha ubicado en el Santuario Nacional de Ampay.

El turismo constituye la tercera industria más grande de la nación, detrás de la pesca y la minería. El turismo se dirige mayoritariamente hacia los monumentos arqueológicos, pues cuenta con más de cien mil sitios arqueológicos. De acuerdo con un estudio del gobierno peruano, el índice de satisfacción de los turistas después de visitar el Perú es del 94 %. Es la industria de más rápido crecimiento en el país, creció anualmente a un ritmo del 25 % en los últimos cinco años, siendo la tasa de crecimiento más alto que cualquier otro país en América del Sur.
El turismo tiene un impacto del 7 % del PBI del Perú, es regulado y estimulado por la Comisión de Promoción del Perú para la Exportación y el Turismo del Ministerio de Comercio Exterior y Turismo. Por tal razón, en 2011 se creó la Marca Perú, que es una iniciativa del Ministerio de Comercio Exterior y Turismo en asociación con empresas y startups peruanas para promover la compra y el consumo de productos creados en el país. Los pilares de esta iniciativa son: las exportaciones, el turismo y las inversiones.
Los países más populares de origen de los turistas son Chile, Estados Unidos, Ecuador, Colombia, Costa Rica, Bolivia, México, Venezuela, Reino Unido y China. El turismo emplea al 11 % de la población económicamente activa del país (484 000 empleos directos y 340 000 indirectos), la mayor parte en hostelería y en el transporte.

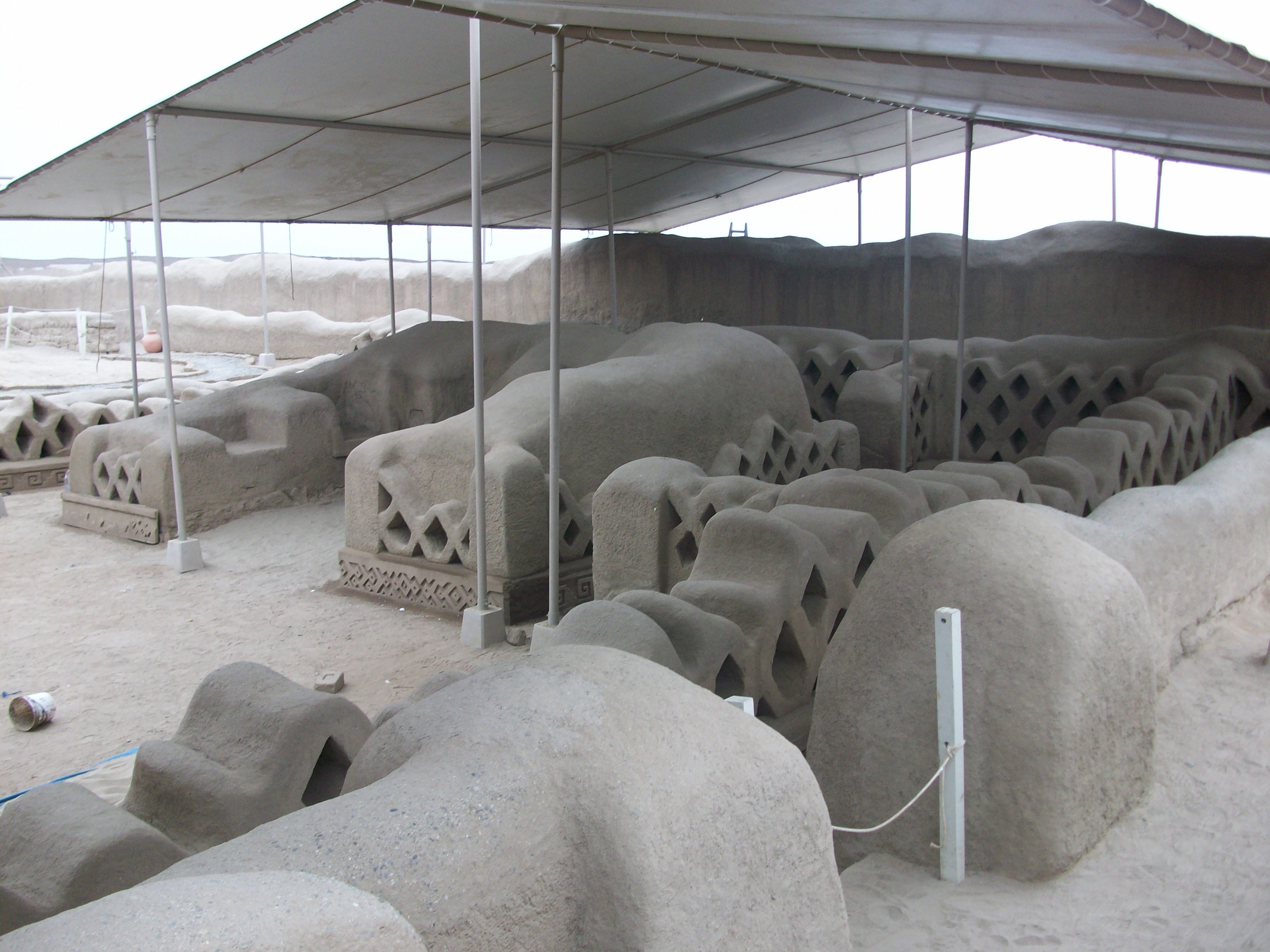
Ruinas de la ciudadela de Chan Chan en Trujillo.

Los lugares más visitados por los turistas son las ciudades de Lima y su centro histórico, Cuzco que se caracteriza por su arquitectura incaica y colonial pero sus principales atractivos son el Valle Sagrado de los Incas y Machu Picchu, Arequipa por el centro histórico, también por el Valle del Colca y finalmente Puno por el lago Titicaca. El principal circuito turístico del país es el circuito sur, que engloba ciudades como; Ica, Nazca, Pisco, Paracas, Arequipa, Chivay, Puno, Cuzco, Ayacucho y Puerto Maldonado, con atractivos arquitectónicos, culturales y naturales. La segunda ruta en importancia es la del Callejón de Huaylas, en el departamento de Áncash, sede del turismo de aventura y principal punto de referencia de la gastronomía novoandina.
Perú tiene muchas otras rutas turísticas. Entre estas se encuentran las del valle del río Mantaro, con la ciudad de Huancayo como uno de sus ejes, y el Valle de Tarma como otro eje que a su vez es la entrada a la selva central. La costa central sur (departamento de Ica y provincia de Cañete) y la ciudad norteña de Trujillo donde se encuentra Chan Chan la ciudadela de adobe más grande del mundo, el tradicional balneario de Huanchaco y las Huacas del Sol y de la Luna pertenecientes a la cultura Chimú. Según el Ministerio de Comercio Exterior y Turismo la visita de turistas extranjeros aumentó en 7 % durante el año 2015 y habría generado US$ 3500 millones en divisas para el país.

## Infraestructura

### Transporte

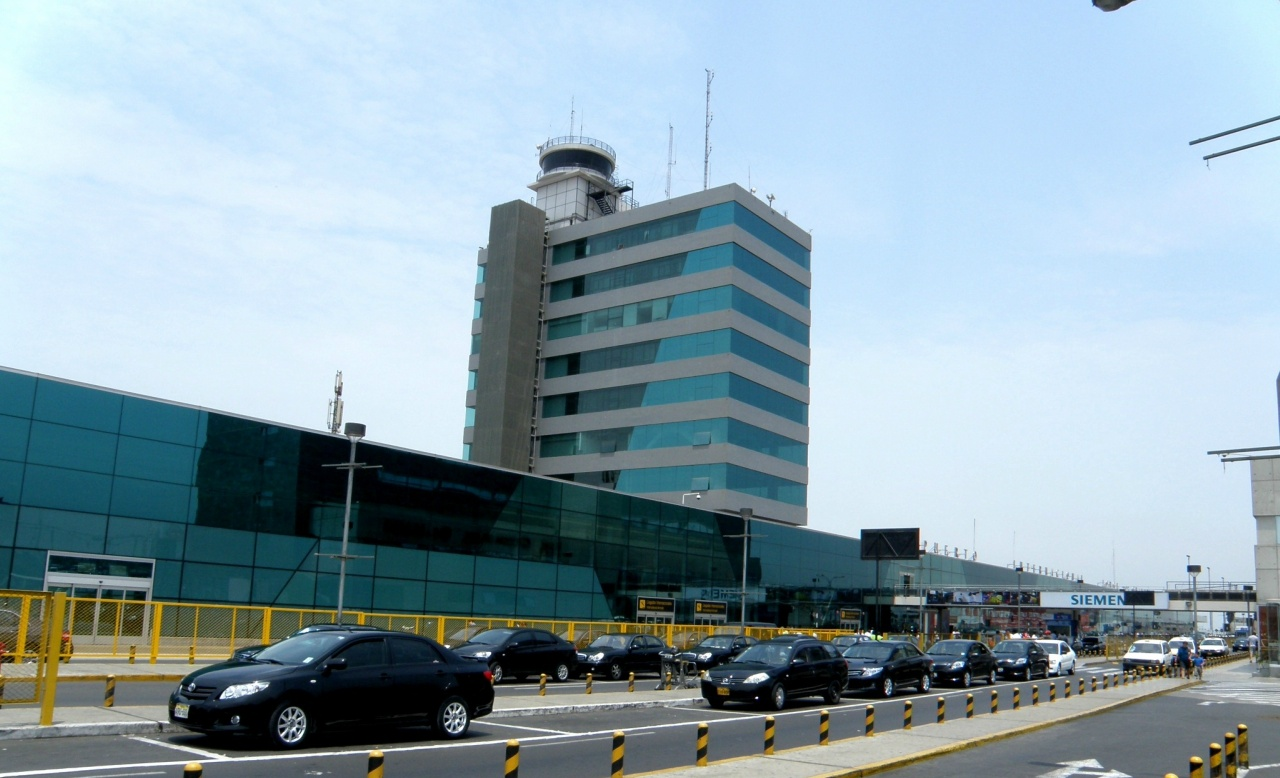
Aeropuerto Internacional Jorge Chávez, uno de los aeropuertos con la mayor cantidad de flujo de pasajeros de Latinoamérica.

Hasta julio de 2021, la red vial del Perú estaba compuesta por 175 589 km de carreteras, de los cuales 29 579 km estaban pavimentadas. En 2016, el país tenía 827 km de carreteras de doble calzada, con una estimación de 2634 km para el año 2026. La red vial peruana se encuentra organizada en tres grandes grupos: los ejes longitudinales, los ejes transversales y las variantes y ramales . Conectan a todas las capitales de departamento y la mayoría de las capitales de provincia, permitiendo que cualquier ciudadano se pueda movilizar con su vehículo a los principales centros urbanos del país, adonde llegan también un gran número de líneas de buses interprovinciales.
El transporte ferroviario es limitado y básicamente utilizado para transportar minerales que se trasladan desde los centros de producción hasta los centros de exportación ubicados en diferentes puertos. Hasta 2018, Perú contaba con 1939,7 km de vías férreas. En la ciudad de Lima se encuentra una antigua estación de ferrocarril llamada estación de Desamparados. Su uso es exclusivamente administrativo, aunque finalmente ofrece servicios de carga y transporte de pasajeros desde Lima hacia la sierra central. Asimismo, desde 2010, el transporte ferroviario metropolitano de pasajeros viene tomando una gran relevancia con la construcción del Metro de Lima y Callao el cual cuenta con una línea completada y una segunda en plena etapa de construcción, se tiene planificada la construcción de una red de seis líneas.
El transporte aéreo se encuentra bien desarrollado y sirve a las veintiún ciudades más importantes con vuelos regulares en aviones de diferente tamaño. Algunas poblaciones alejadas, especialmente de la selva cuentan con aeródromos para la recepción de avionetas. El Aeropuerto Internacional Jorge Chávez es el principal terminal aéreo del país. Está ubicado en el área metropolitana de Lima que comprende a Lima y Callao. Es el aeropuerto más importante, pues concentra la gran mayoría de vuelos internacionales y nacionales del país, sirviendo a más de 22 000 000 pasajeros por año.
Además del aeropuerto de Lima, Perú tiene otros once aeropuertos funcionando como internacionales; de ellos cinco en la costa: el Aeropuerto Víctor Montes Arias en Talara, el Aeropuerto Guillermo Concha Iberico en Piura, el Aeropuerto José A. Quiñones en Chiclayo, el Aeropuerto Carlos Martínez de Pinillos en Trujillo, el Aeropuerto Carlos Ciriani Santa Rosa en Tacna), tres en la sierra: el Aeropuerto Rodríguez Ballón en Arequipa, el Aeropuerto Alejandro Velasco Astete en Cuzco, el Aeropuerto Inca Manco Cápac en Juliaca; y tres en la selva: el Aeropuerto Francisco Secada Vignetta en Iquitos, el Aeropuerto David Abensur Rengifo en Pucallpa, el Aeropuerto Padre Aldamiz en Puerto Maldonado.

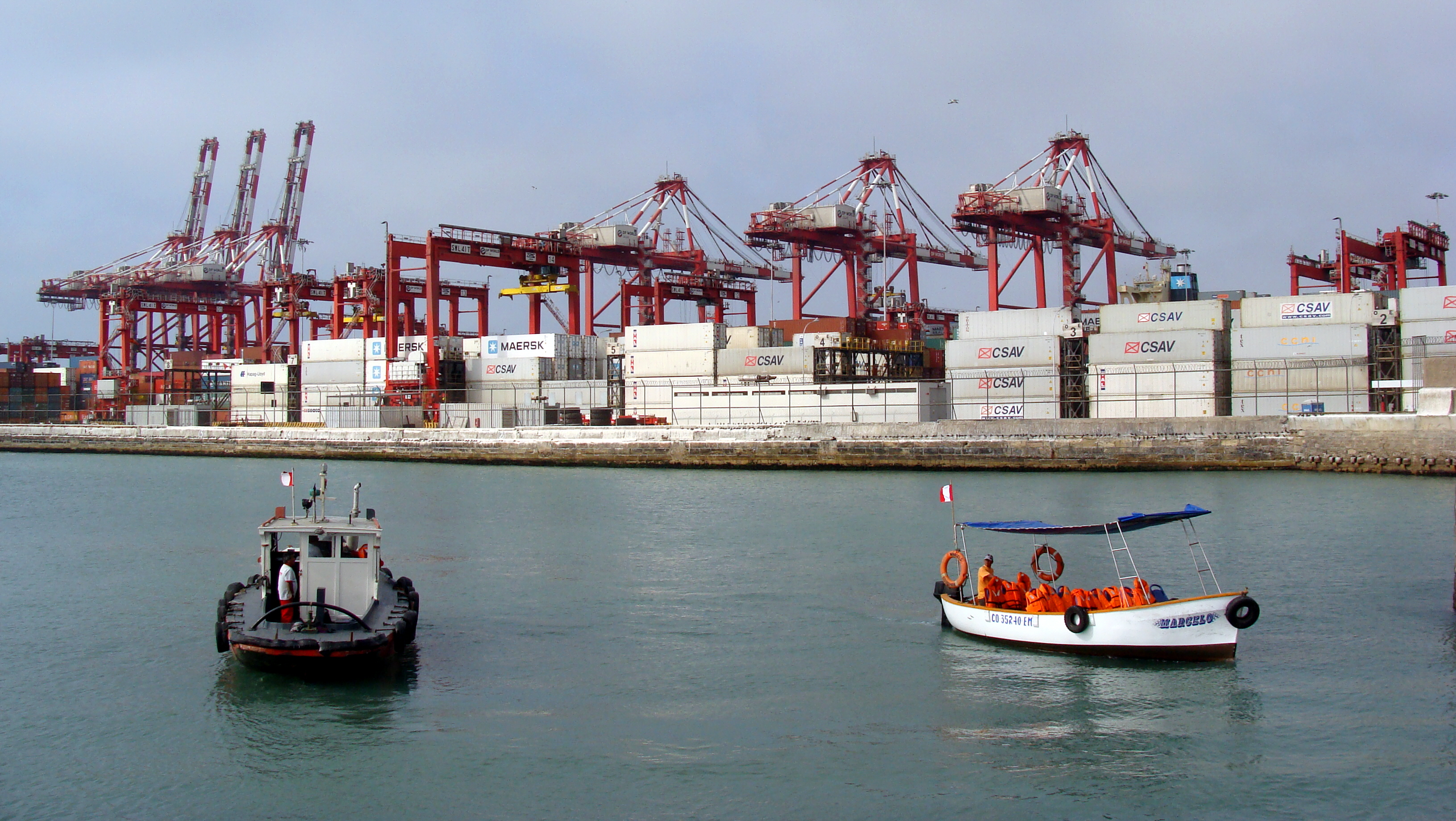
Puerto del Callao, considerado uno de los principales puertos de América del Sur y el Caribe.

En el país existen varios puertos localizados a lo largo de sus 3070,5 km de costa en el océano Pacífico, en el lago Titicaca y en la cuenca amazónica que por naturaleza propia cuenta con ríos navegables que hacen posible el transporte fluvial de carga y pasajeros. Los puertos del país se clasifican según el tipo de categoría: los puertos mayores utilizados para el comercio nacional e internacional, los puertos menores que se utilizan solo para exportar y la caleta que es el lugar habilitado u ocasional de embarque y desembarque de mercadería. El Callao es el principal puerto marítimo del país. Concentra el 90 % del transporte marítimo tanto mercante como militar ya que en su territorio se extiende el terminal marítimo y la Base Naval de la Marina de Guerra del Perú.
Si bien el transporte civil marítimo no ofrece servicios comerciales con regularidad, varios cruceros anclan en el Callao periódicamente. En Lima también se encuentra un pequeño puerto en el distrito de Lurín cuyo tránsito sobre todo se debe a los barcos petroleros de la refinería de Conchán que se encuentra cerca. Otros principales puertos marítimos son: Paita, Salaverry, Chimbote, San Martín, Matarani e Ilo.

### Medios de comunicación

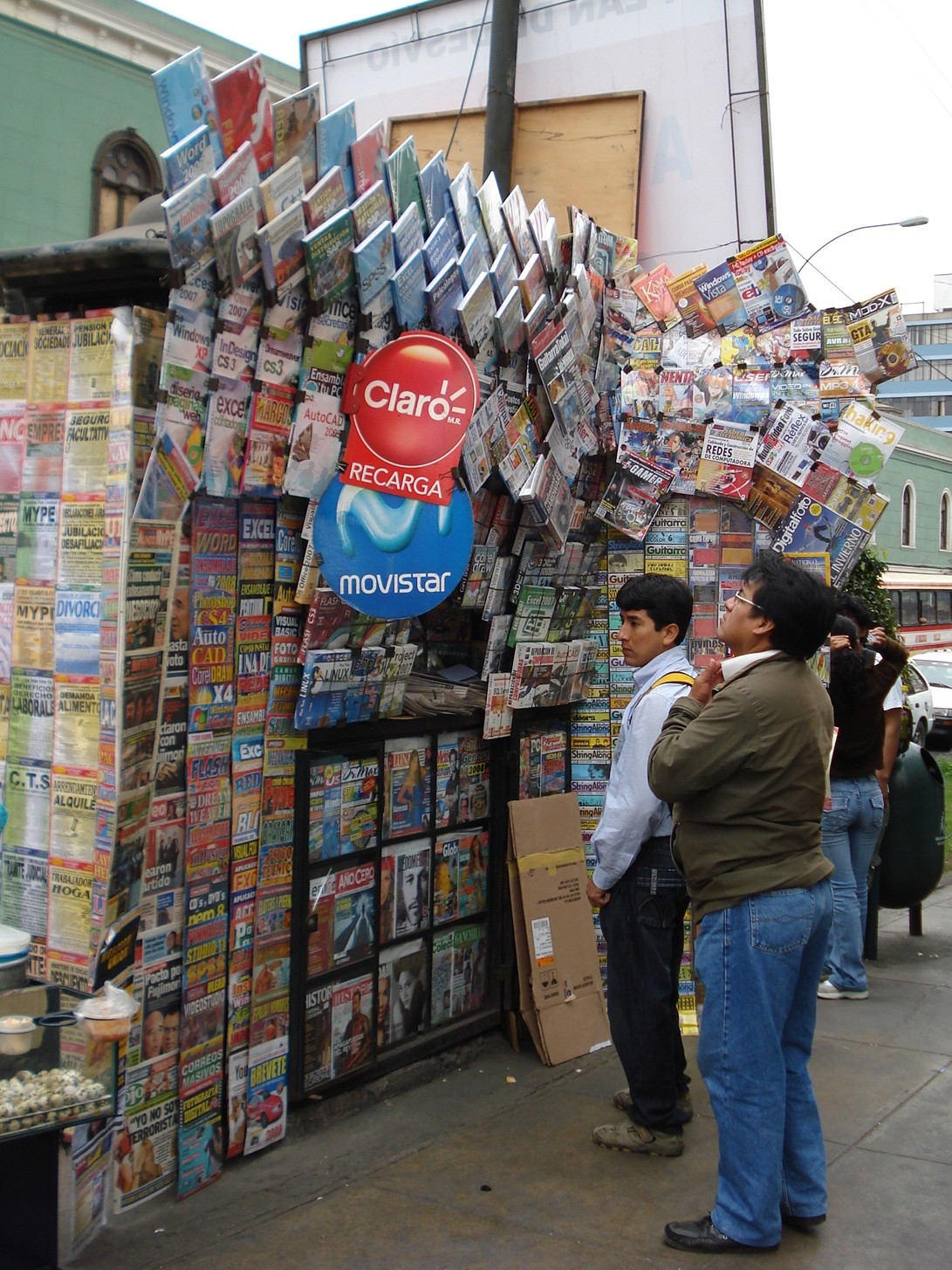
Quiosco de periódicos y revistas en la ciudad de Lima.

En el país la libertad de expresión y la libertad de prensa están amparadas por la Constitución Nacional. Según un estudio realizado en 2022 por la organización Reporteros Sin Fronteras, Perú es el octavo país de América Latina con la mayor libertad de prensa. Las comunicaciones del país se encuentran reguladas dentro de las funciones del Ministerio de Transportes y Comunicaciones. Los medios de comunicación masiva más utilizados son la prensa escrita, la radio y la televisión.
El primer diario peruano fue la Gaceta de Lima, que circuló por primera vez en el año de 1715. El Diario Oficial El Peruano, fundado el 22 de octubre de 1825 por Simón Bolívar es actualmente el diario de circulación más antiguo del país y de América. Lima es sede de los principales y mayores diarios de circulación nacional, entre los que destacan: Depor, Diario Correo, El Comercio, El Bocón, Expreso, La Razón, La República, Líbero, Perú 21, Todo Sport y Trome.
La primera emisora de radio del país se llamó OAX, fue inaugurada el 20 de junio de 1925 por el entonces presidente Augusto Leguía. Desde la capital peruana emiten varias emisoras de tipo AM y FM con alcance local, nacional e internacional. De acuerdo con una encuesta realizada por la Compañía Peruana de Estudios de Mercado y Opinión Pública S. A. C. en 2017, las emisoras de radio con mayor audiencia a nivel nacional son: Radio Programas del Perú, Moda, Karibeña, Ritmo Romántica, La Zona, Onda Cero, Panamericana, Nueva Q, La Kalle, Radio Nova y Radio Felicidad.
En 1939 se realizó la primera demostración experimental de televisión en el país al transmitirse una película y un programa artístico desde el Colegio Nacional Nuestra Señora de Guadalupe. Luego se realizó otra prueba, esta vez desde el Gran Hotel Bolívar el 28 de mayo de 1954. Finalmente el 17 de enero de 1958, inició sus emisiones el canal estatal, con la transmisión de un documental técnico. Los canales de televisión nacionales más importantes son: América Televisión, ATV, La Tele, Latina Televisión, Global Televisión, Panamericana Televisión, RBC Televisión y TV Perú.

### Telecomunicaciones
La entidad estatal encargada de regular y supervisar el mercado de servicios públicos de telecomunicaciones en el país es el Organismo Supervisor de Inversión Privada en Telecomunicaciones (OSIPTEL). Perú cuenta con un sistema de telecomunicaciones que cubre la mayor parte de su territorio. Hasta septiembre de 2019 existían 2 751 796 líneas de telefonía fija y 40 885 766 abonados a telefonía móvil. El código de dominio de nivel superior geográfico en internet es .pe; el cual es administrado por la Red Científica Peruana desde 1991. Existen más de 140 000 páginas web registradas con dominio peruano. De acuerdo con el Informe Técnico de Estadísticas de las Tecnologías de Información y Comunicación en los Hogares realizado por el Instituto Nacional de Estadística e Informática durante el primer trimestre de 2022, el 36,4 % de los hogares del país poseen al menos una computadora y el 56,9 % tiene acceso a internet. El informe también señala que el 72,5 % de la población de 6 y más años de edad hace uso de internet.

### Energía

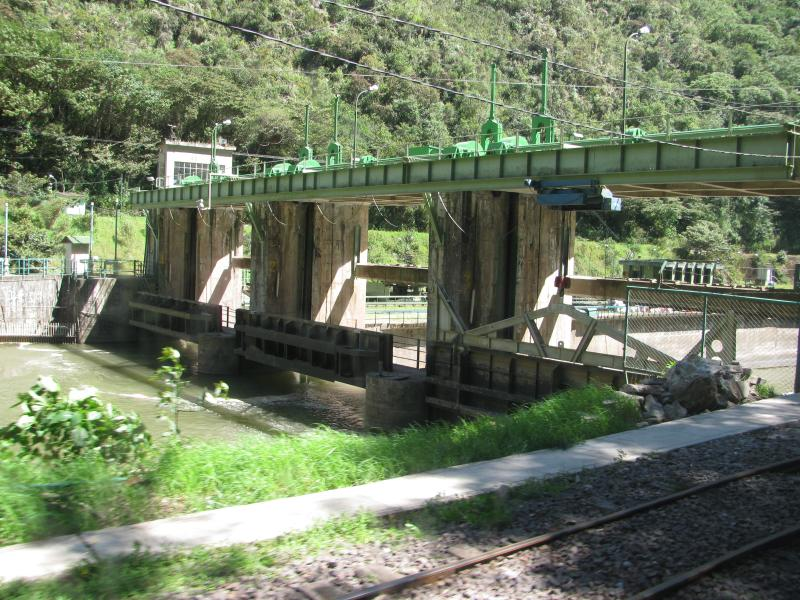
Represa ubicada sobre el río Urubamba.

El sector eléctrico ha experimentado notables mejoras en los últimos años. La cantidad de hogares con alumbrado eléctrico creció del 82 % en 2007 al 94,2 % en 2016, a la vez que mejoró la calidad y la eficacia de la prestación del servicio. La capacidad actual de generación de electricidad está dividida de manera uniforme entre las fuentes de energía térmica y energía hidroeléctrica. El Sistema Eléctrico Interconectado Nacional abastece al 85 % de la población conectada, con varios sistemas aislados que cubren el resto del país.
Hasta el año 2020, Perú tenía una capacidad instalada de 15 370,67 MW, de la cual el 59,61 % correspondía a la generación térmica, el 36,11 % a la generación hidroeléctrica y un 4,27 % de otras fuentes de energía renovable. La instalación hidroeléctrica más grande del país es la del complejo del Mantaro con una potencia nominal de 1008 MW, operada por la compañía estatal Electroperú. Según el Ministerio de Energía y Minas del Perú entre los años 2004 y 2014, la producción de electricidad pasó de 6016 GWh a 11 284 GWh, con lo cual acumuló un aumento de 88 % y un promedio anual de 6,5 %.

## Demografía
Con una población de 33 396 698 habitantes según estimaciones y proyecciones del Instituto Nacional de Estadística e Informática hasta el año 2022, el Perú es el cuarto país más poblado de Sudamérica. Su densidad poblacional es de 25,79 habitantes por kilómetro cuadrado y su tasa de crecimiento anual es de 1,1 %. El 58,8 % de la población peruana vive en la costa, el 27 % en la sierra, y el 14,2 % en la selva.En 2020, 27 millones de peruanos habitaban zonas urbanas, lo que representa un 80% de la población. La estimación de su población para 2024 era de aproximadamente de 34 millones.
Población por grupos de edad (2022)
- 0 - 11 años: 6 565 825
- 12 - 17 años: 3 136 002
- 18 - 29 años: 6 323 553
- 30 - 59 años: 12 961 371
- 60 años a más : 4 413 659

Población masculina (2022)
- 16 543 300

Población femenina (2022)
- 16 857 110

Mujeres en edad fértil (2022)
- 10 096 739

La población económicamente activa equivale al 53,78 % del total de la población, es decir 17 830 500 habitantes. Las mayores ciudades se encuentran en la costa, como Sullana, Piura, Chiclayo, Trujillo, Chimbote, Lima e Ica. En la sierra destacan las ciudades de Arequipa, Cusco, Huancayo, Cajamarca y Juliaca. Finalmente, en la selva es Iquitos la más importante, seguida de Pucallpa, Tarapoto, Moyobamba y Tingo María.

### Áreas metropolitanas
Las áreas metropolitanas se han formado a partir del crecimiento urbano de las ciudades peruanas más pobladas y están formadas por la integración de dos o más municipios. Por Ley 27795 de Demarcación y Organización Territorial, se consideran metrópolis peruanas a las ciudades que comprenden a más de 500 001 habitantes y cuentan con Plan de Acondicionamiento y Plan de Desarrollo Metropolitano, estas son: Lima-Callao, Trujillo, Arequipa, Chiclayo y Piura.

### Etnografía

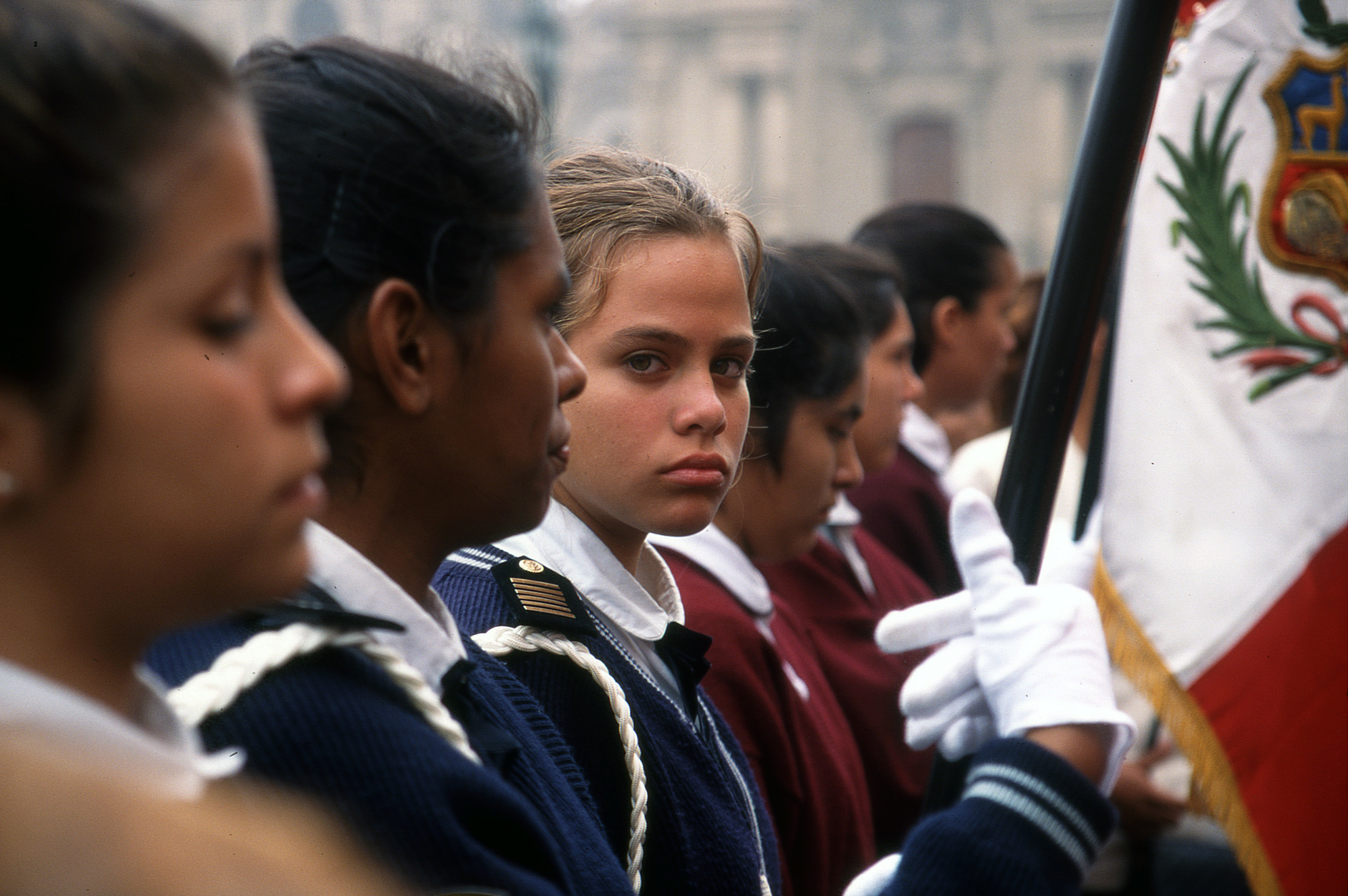
Escolares en la plaza Mayor de Lima. Una muestra de la diversidad étnica del Perú.

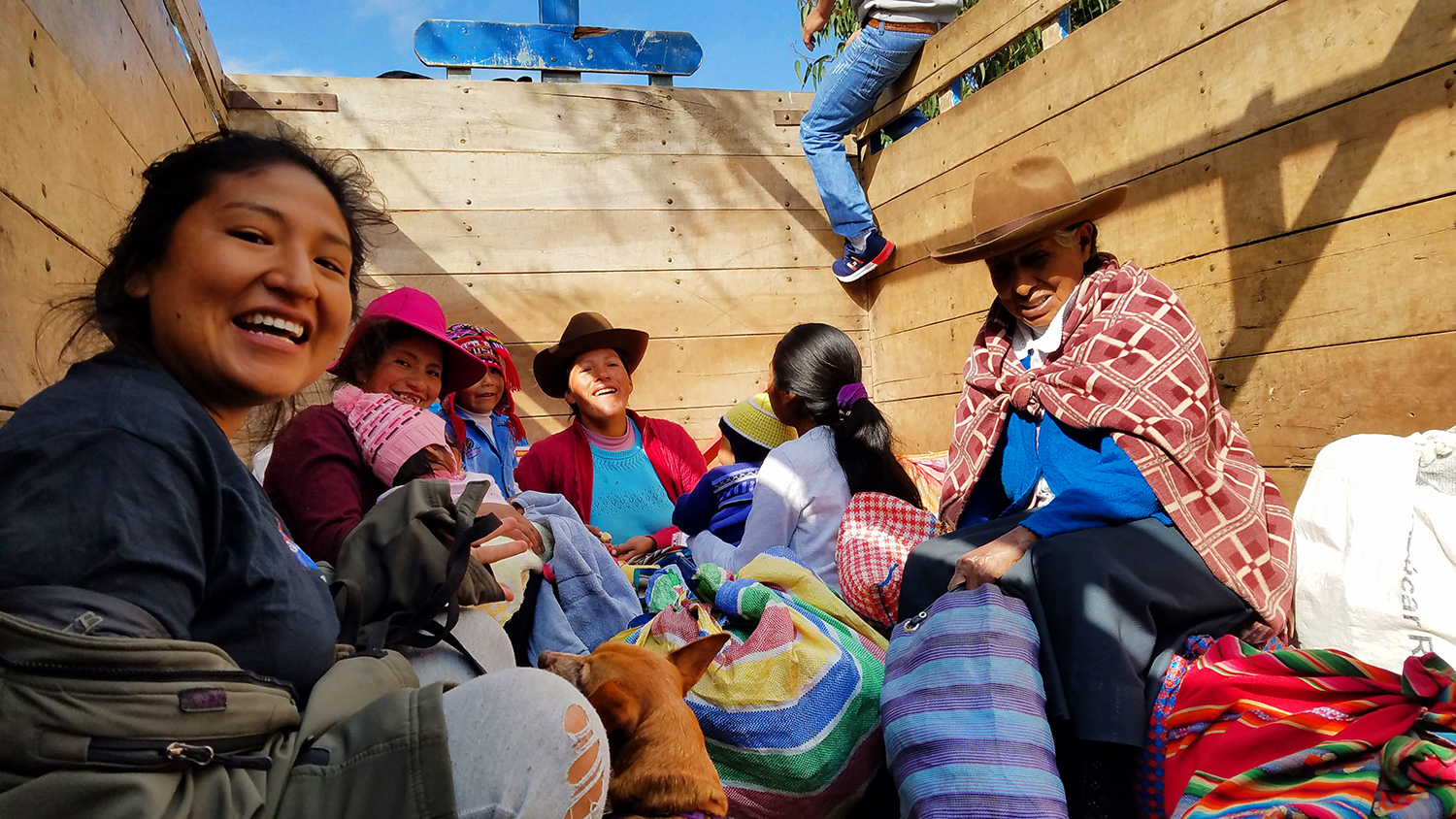
Viajantes indígenas andinos.

El Perú es una nación multiétnica formada por la combinación de diferentes grupos étnicos a lo largo de cinco siglos. En la actualidad se observa una relativa mayoría de mestizos, seguida de un importante porcentaje de indígenas. Las poblaciones indígenas habitaron el territorio peruano por varios milenios antes de la conquista española en el siglo XVI; principalmente debido a enfermedades infecciosas como la viruela y la sífilis su población disminuyó de un estimado de 9 millones en la década de 1520 a alrededor de 600 000 en 1620.
Durante el virreinato, españoles y africanos llegaron en gran número, mezclándose ampliamente entre ellos y con la población nativa, principalmente en la costa (la sierra y la selva mantuvieron una mayoría indígena muy poco mestizada). Después de la independencia hubo una inmigración europea desde España, Italia, Inglaterra, Francia, los Balcanes y Alemania. Los chinos llegaron en la década de 1850 como reemplazo de los trabajadores esclavos y desde entonces han pasado a ser una importante influencia en la sociedad peruana. Otros grupos de inmigrantes incluyen árabes y japoneses.
En la actualidad se observa que coexisten un conjunto étnicamente variado, en primer término lo conforma el segmento mestizo con un 60.2 %; luego el segmento indígena fundamentalmente quechua con un 25.8 %; seguidamente la población blanca con 5.9 %, también existe la población negra y el segmento asiático de origen chino y japonés. En las distintas etapas de la historia del Perú la composición étnica ha ido variando, observándose un continuo retroceso de la proporción amerindia debido a múltiples factores socioeconómicos, socioculturales, controles de natalidad, altas tasas de mortandad, exclusión, entre otros. El país tiende a un mestizaje generalizado lento de todos los segmentos étnicos iniciado desde los inicios de la etapa colonial hasta nuestros días. Debido a que la mayoría de la población peruana se ha vuelto mestiza, algunos sienten un complejo de superioridad hacia los nativos de la sierra y de la selva, ya sea por no pronunciar adecuadamente una palabra, o simplemente por no saber leer bien un texto, desembocando en una especie de racismo hacia ellos.
Al respecto de estudios científicos para determinar el perfil genético peruano se obtienen los siguientes aportes étnicos, lo cual entrega un panorama de la composición del individuo peruano:
- 73 % amerindio; 15,1 % europeo; 11,9 % africano (Oliveira, 2008).[337]
- 64 % amerindio; 29 % europeo (Ruiz-Linares et al, 2014).[338]
- 68,3 % amerindio; 26 % europeo; 3,2 % africano; 2,5 % asiático (Homburguer et al, 2015).[339]
- 76 % amerindio; 15 % europeo; 2 % africano subsahariano (National Geographic Society, 2005-16).[340]

### Emigración
En las últimas décadas las cifras de emigración peruana han mostrado un marcado crecimiento y actualmente más del 10 % de los peruanos se encuentra residiendo fuera del país. Este movimiento migratorio se ha visto acentuado a partir del año 2000, la cifra oficial de emigrantes peruanos es de 2 444 634 desde 1990 hasta el año 2011, esto sin considerar a la población descendiente, y a la población flotante ilegal que esencialmente se encuentra en países limítrofes. Se estima que en los últimos 82 años, más de 3,5 millones de peruanos emigraron del país. Con respecto a los principales países de destino de los emigrantes peruanos entre 1990 y 2011, estos fueron: Estados Unidos (31,5 %), España (16 %), Argentina (14,3 %), Italia (10,1 %), Chile (8,8 %), Japón (4,1 %) y Venezuela (3,8 %). El 75 % de emigrantes peruanos tiene entre 19 y 49 años, con una ligera mayoría de mujeres. En su mayor parte, la emigración peruana es una migración de carácter laboral.
| 1.ª   | Estados Unidos       | 525 527   | América |
| 2.ª   | Chile                | 205 609   | América |
| 3.ª   | Argentina            | 198 744   | América |
| 4.ª   | España               | 193 786   | Europa  |
| 5.ª   | Italia               | 117 189   | Europa  |
| 6.ª   | Japón                | 50 065    | Asia    |
| 7.ª   | Venezuela            | 46 044    | América |
| 8.ª   | Canadá               | 31 540    | América |
| 9.ª   | Brasil               | 20 194    | América |
| 10.ª  | Alemania             | 17 169    | Europa  |
| 11.ª  | China                | 14 221    | Asia    |
| 12.º  | Ecuador              | 13 492    | América |
| 13.ª  | Francia              | 12 862    | Europa  |
| 14.º  | Australia            | 12 473    | Oceanía |
| 15.º  | Bolivia              | 12 317    | América |
| 16.º  | Suiza                | 10 393    | Europa  |
| 17.º  | Suecia               | 7996      | Europa  |
| 18.º  | Reino Unido          | 7985      | Europa  |
| 19.º  | Colombia             | 5391      | América |
| 20.º  | México               | 4948      | América |
| 21.º  | Panamá               | 4568      | América |
| 22.º  | Países Bajos         | 4479      | Europa  |
| 23.º  | Bélgica              | 3894      | Europa  |
| 24.º  | Costa Rica           | 3838      | América |
| 25.º  | Israel               | 2372      | Asia    |
| 26.º  | Austria              | 1992      | Europa  |
| 27.º  | Noruega              | 1701      | Europa  |
| 28.º  | República Dominicana | 1475      | América |
| 29.º  | Dinamarca            | 1240      | Europa  |
| 30.º  | Finlandia            | 725       | Europa  |
| TOTAL | TOTAL                | 1 534 229 |         |

### Inmigración

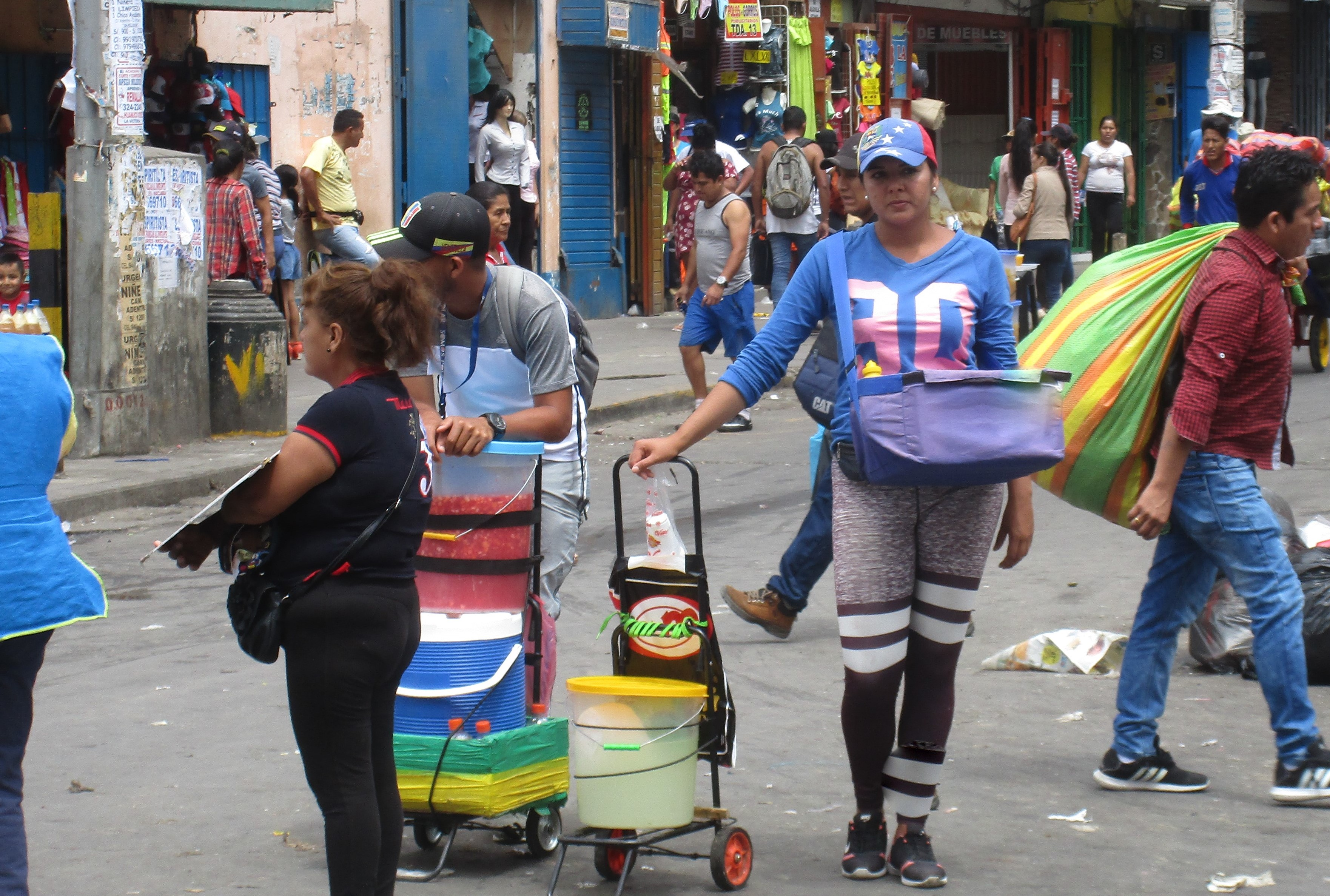
Venezolanos ambulantes vendiendo tizana y arepa, alimentos típicos de Venezuela.

El Perú a lo largo de su historia ha recibido migraciones desde Europa (España e Italia, principalmente; y en menor medida desde Francia, Reino Unido, Los Balcanes y desde otros países de Europa Central y Meridional), África subsahariana y Asia Oriental (China y Japón). Actualmente recibe una gran cantidad de inmigrantes venezolanos, los cuales escapan de la crisis económica que sufre su país.
A partir de 2016, se incrementó el flujo de venezolanos al Perú, pasando de tener 6615 residentes en dicho año a alrededor de 820 000 hasta mediados de junio de 2019 siendo la ola migratoria más importante del siglo XXI en el país. Perú es el segundo país que alberga la mayor cantidad de venezolanos inmigrantes después de Colombia.
La mayoría de los venezolanos en el Perú trabajan de manera informal como ambulantes puesto que para el Estado no son ciudadanos y por lo tanto tienen dificultades para acceder a los servicios básicos. Para ello se creó el Permiso Temporal de Permanencia (PTP), que fue establecido para los venezolanos por el expresidente peruano Pedro Pablo Kuczynski, se trata de un carnet que permite a los migrantes trabajar, estudiar y acceder a servicios públicos de salud.

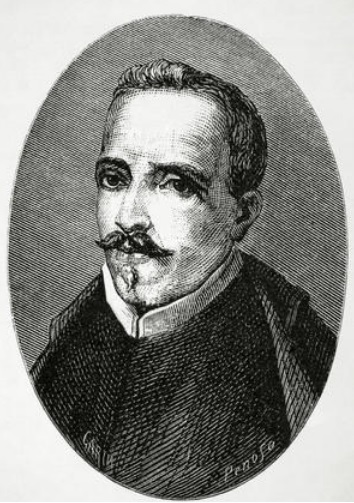
Inca Garcilaso de la Vega, sobrino-nieto de Garcilaso de la Vega, primer escritor mestizo de renombre.

### Idioma
El panorama lingüístico del Perú es bastante complejo. Se estima que, a inicios del siglo XXI, en el país se habla un conjunto grande y heterogéneo de una cincuentena de lenguas vernáculas. La gran mayoría de estas lenguas son indígenas, aunque la lengua más extendida es el español, la lengua materna del 82,6 % de la población de 5 y más años de edad. Este idioma coexiste con varias lenguas nativas, de las cuales la más importante es las lenguas quechuas, hablada por el 16,92 % de la población, el 1,7 % aimara y el 0,8 % habla otra lengua nativa. En las zonas urbanas del país, especialmente en la región costera, predomina el monolingüismo del español; mientras que en muchas zonas rurales del país, particularmente en la amazonía, dominan las poblaciones multilingües.
Según Peter Landerman los jesuitas tradujeron fragmentos del canon cristiano a unas ciento cincuenta lenguas indígenas de la amazonía peruana, de las cuales en la actualidad sobreviven solo unas sesenta. Las lenguas nativas se hablan, sobre todo, en los andes centrales y en la selva amazónica. Un número considerable de las lenguas andinas septentrionales se hablaban en la costa norte y los Andes septentrionales, pero se extinguieron durante el siglo XIX. Las únicas lenguas nativas andinas en actual uso son las lenguas quechuas, el cholón y las lenguas aimaraicas: el aimara, el jacaru y el cauqui; mientras que la región amazónica alberga una mayor variedad de lenguas, siendo las más habladas el asháninca y el awajún.
Actualmente, a nivel político y legal, el país ha reconocido su situación plurilingüe estableciendo desde la anterior Constitución de 1979 (Art. 83) y en la actualmente vigente Constitución de 1993 (Art. 48) el reconocimiento de las lenguas quechua, aimara y demás lenguas indígenas como cooficiales junto con el español en las zonas donde predominen. Además, se han promulgado normativas y políticas con el objetivo de preservar y recuperar las lenguas indígenas existentes como la Ley de Lenguas Indígenas (N.º 29735) y la Política Nacional de Lenguas Originarias, Tradición Oral e Interculturalidad a cargo del Ministerio de Cultura del Perú.

### Religión

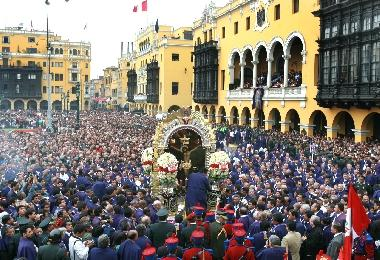
Procesión del Señor de los Milagros.

La llegada de los conquistadores españoles al Perú significó la introducción de la religión católica en esta zona poblada de aborígenes de diversas etnias, los cuales seguían religiones animistas y politeístas, lo que produjo un sincretismo religioso. Mediante un proceso largo de adoctrinamiento y prácticas entre los pobladores prehispánicos, los frailes españoles hicieron de la evangelización su tarea más importante. La ciudad de Lima, capital del Virreinato del Perú, se convirtió en el siglo XVII en una ciudad de vida monástica donde surgieron santos como Rosa de Lima (patrona de los católicos en Lima, en la Policía Nacional del Perú, en la República del Perú, en el continente americano y en las Filipinas) y Martín de Porres.
La capital peruana es sede de la arquidiócesis de Lima, la cual fue establecida en 1541 como diócesis y en 1547 como arquidiócesis. Es una de las Provincias Eclesiásticas más antiguas de América. Actualmente la arquidiócesis de Lima está a cargo del monseñor Carlos Castillo Mattasoglio. En el país la religión mayoritaria es el catolicismo. Según el XII de Población y VII de Vivienda, el 76 % de los ciudadanos de doce y más años de edad declaró ser católico, mientras que el 14,1 % profesa la religión evangélica, el 4,8 % pertenecen a otras religiones y el 5,1 % no especifican ninguna afiliación religiosa.

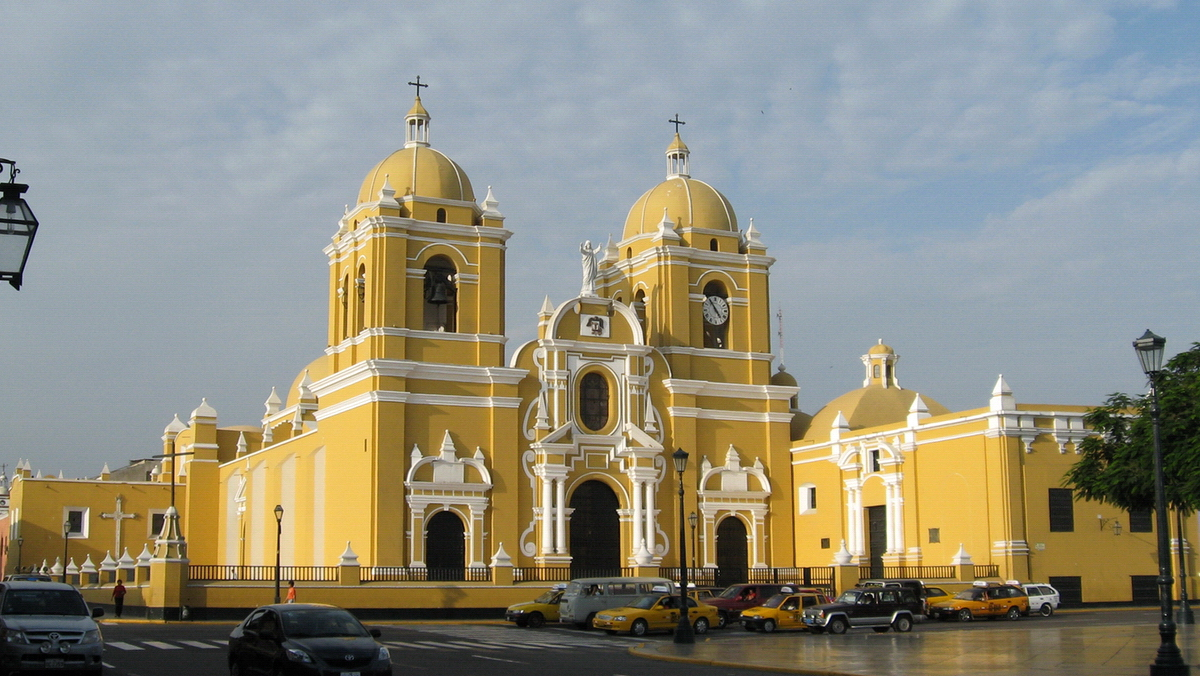
Fachada de la Catedral de Trujillo.

Una de las manifestaciones religiosas católicas más prominentes es la procesión del Señor de los Milagros, cuya imagen que data de la época virreinal sale en procesión por las calles de Lima en el mes de octubre de cada año. Esta imagen recibió homenajes del papa Juan Pablo II (quien la llamó la cuaresma limeña) y del papa Benedicto XVI, es también considerada por L'Osservatore Romano desde 1993, como la manifestación de fe más multitudinaria que hay en el mundo. El Señor de Los Milagros fue nombrado Patrón de la ciudad por el Cabildo de Lima en 1715 y Patrono del Perú en 2010. En el país como en el resto de América Latina hay además una gran cantidad de devociones a la cruz así como muchas advocaciones marianas como la Virgen de Chapi, la Virgen de Candelaria, la Virgen del Carmen, la Virgen de la Puerta, entre otras. El Perú cuenta con cuarenta y cinco jurisdicciones eclesiásticas, entre ellas, siete arquidiócesis.

### Salud
En el país los ciudadanos cuentan con un sistema de salud mixto (público y privado). El Ministerio de Salud es el responsable de proteger la dignidad personal, promover la salud, prevenir las enfermedades y garantizar la atención integral de todos los habitantes, mientras que el Instituto Nacional de Salud se encarga de la investigación, desarrollo y transferencia tecnológica. El porcentaje del gasto en salud correspondiente al PBI fue de un 5,5 % en 2014. De acuerdo con un informe realizado por la Organización Mundial de la Salud en el año 2018, el sistema de asistencia sanitaria universal peruano cubre al 78% de la población con necesidades médicas.

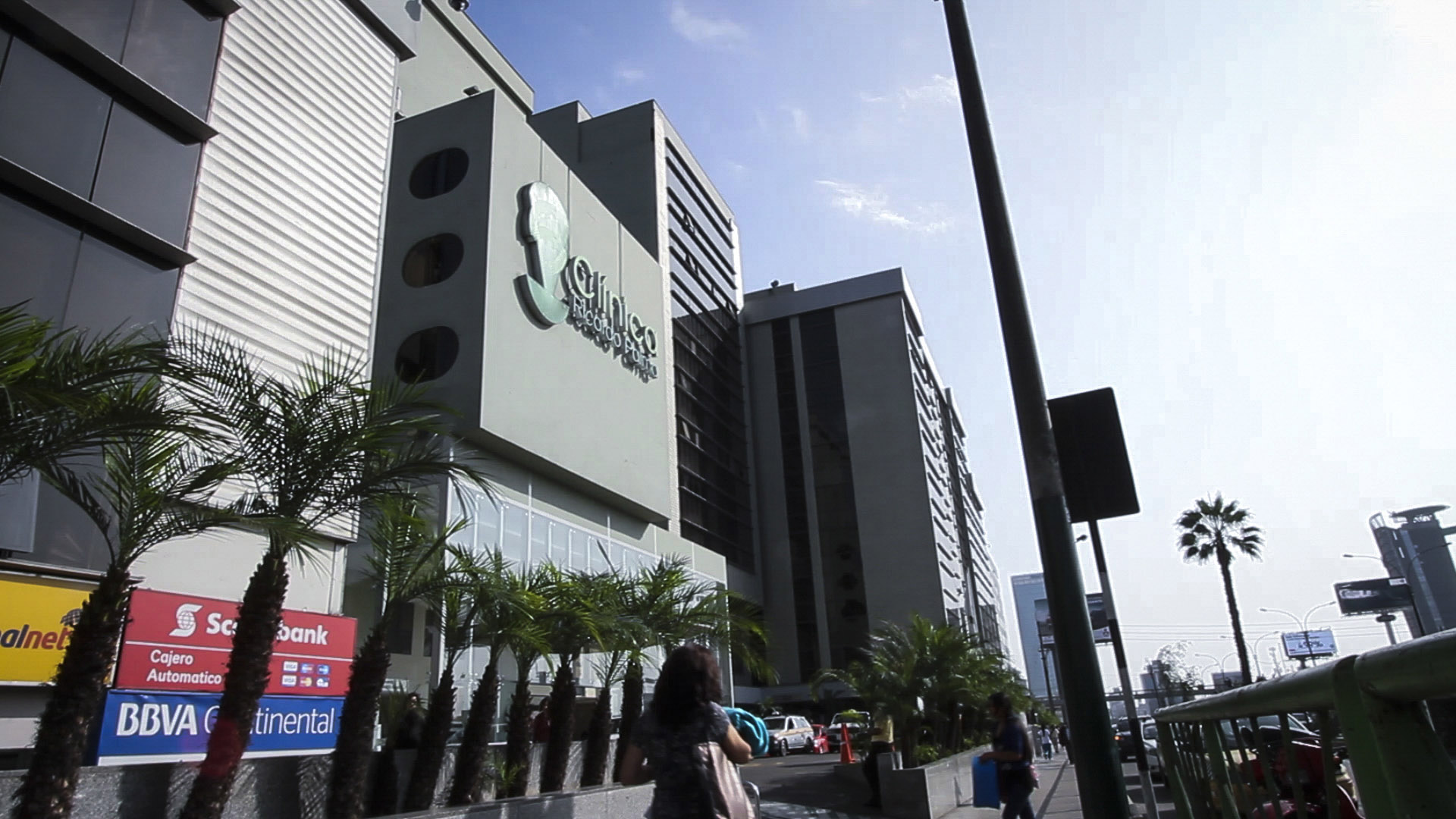
Sede de la Clínica Ricardo Palma considerada como una de las mejores clínicas de Latinoamérica.

Según la Organización Panamericana de la Salud la esperanza de vida para los hombres es de 72,6 años, mientras que para las mujeres es de 77,9 años. La mortalidad infantil es de dieciocho por cada mil nacimientos, habiéndose reducido 76 % desde el año 1990 a 2011. Las principales causas de muerte de los peruanos son la neoplasia, la influenza y la neumonía, las enfermedades bacterianas, las enfermedades isquémicas del corazón y las enfermedades cerebrovasculares. Según los Censos de Población y Vivienda de 2017, el 75,5 % de la población cuenta con algún tipo de seguro de salud, es decir, 22 173 663 personas, a pesar de eso el 24,5 % de la población no cuenta con ningún tipo de seguro.
Los resultados obtenidos en los censos también señalan que hombres y mujeres acceden casi con el mismo porcentaje a un seguro de salud. Así, el 73,3 % de los hombres, es decir, 10 589 509, y el 77,6 % de las mujeres, que equivale a 11 584 154 personas cuentan con algún seguro de salud. En cuanto al tipo de seguro al cual se encuentra afiliada la población, del total de personas que manifestaron poseer algún seguro de salud, el 44,4 % están protegidas por el Seguro Integral de Salud, el 24,8 % acceden únicamente al seguro social EsSalud, mientras que el 5,1 % se encuentra afiliada a compañías privadas de seguros.

### Educación
En el Perú, la educación está bajo la jurisdicción del Ministerio de Educación, el cual está a cargo de formular, implementar y supervisar la política nacional de educación. De acuerdo con la Constitución Política del Perú, la educación es obligatoria y gratuita en las escuelas públicas para los niveles de inicial, primaria y secundaria. Es también gratuita en las universidades públicas para los estudiantes que tengan un satisfactorio rendimiento académico y superen los exámenes de admisión.

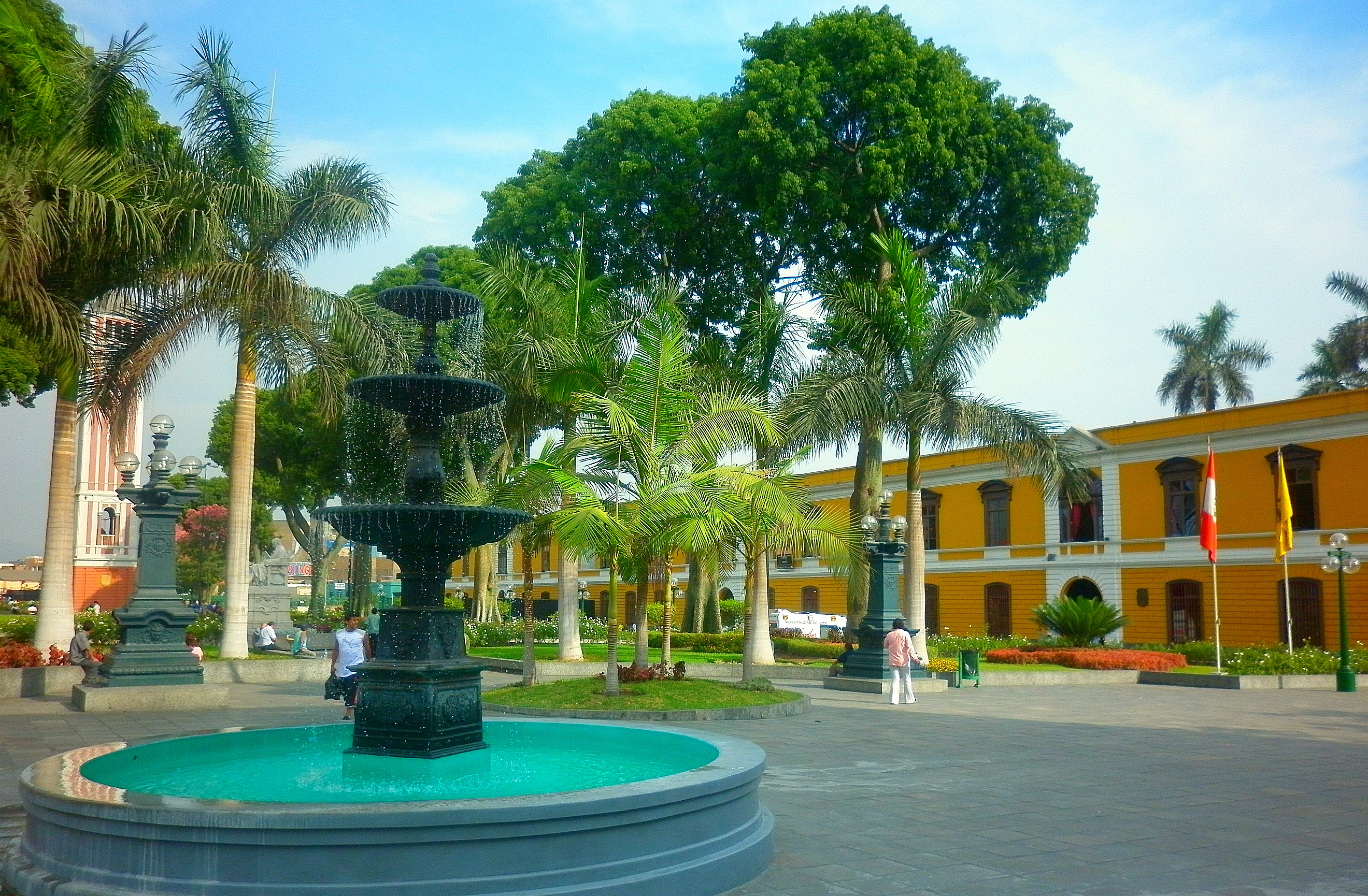
Casona de la Universidad Nacional Mayor de San Marcos, primera universidad del Perú y la más antigua de América, fundada el 12 de mayo de 1551.

La educación se divide en diferentes niveles: La educación inicial, corresponde al período entre los cero y los cinco años de edad, y está a cargo de las cunas que tienen la finalidad de brindar a los niños las estimulaciones requeridas para su desarrollo integral y los jardines que ofrecen actividades técnico-pedagógicas. La educación primaria se inicia con el primer ciclo, conformado por el primer y segundo grado. La edad de ingreso para los niños es de seis años. Este nivel empieza en el primer grado y termina en el sexto grado de primaria.
La educación secundaria consta de cinco años, de primero al quinto año. Luego viene la educación superior que puede ser técnico productiva, tecnológica o universitaria. Para ingresar a las universidades es indispensable dar un examen de admisión, aunque la dificultad de este depende de la exigencia de la universidad. La primera universidad del país es la Universidad Nacional Mayor de San Marcos, la más antigua del continente americano, fundada el 12 de mayo de 1551; le siguen en antigüedad la Universidad Nacional de San Cristóbal de Huamanga de 1677, la Universidad Nacional de San Antonio Abad del Cusco de 1692, la Universidad Nacional de Trujillo de 1824, la Universidad Nacional de San Agustín de 1828, la Universidad Nacional de Ingeniería de 1876, la Universidad Nacional Agraria La Molina de 1902, la Universidad Nacional del Centro del Perú de 1959, la Universidad Nacional de Cajamarca de 1962, la Universidad Nacional Federico Villarreal de 1963, entre otras; todas ellas universidades públicas.
Por el lado de las universidades privadas, las más antiguas son la Pontificia Universidad Católica del Perú de 1917 y la Universidad Peruana Cayetano Heredia de 1961. De acuerdo con los resultados obtenidos en el censo de 2017, el 94,2 % de los peruanos de quince o más años de edad es alfabeta, en cuanto al nivel de educación alcanzado, el 0,2 % tiene nivel inicial, el 0,2 % cuenta con educación básica especial, el 41,3 % tiene algún año de educación secundaria, el 14,3 % posee grado superior no universitario y 19,7 % tiene educación universitaria. El promedio de años de estudio es de 9 años.

## Cultura

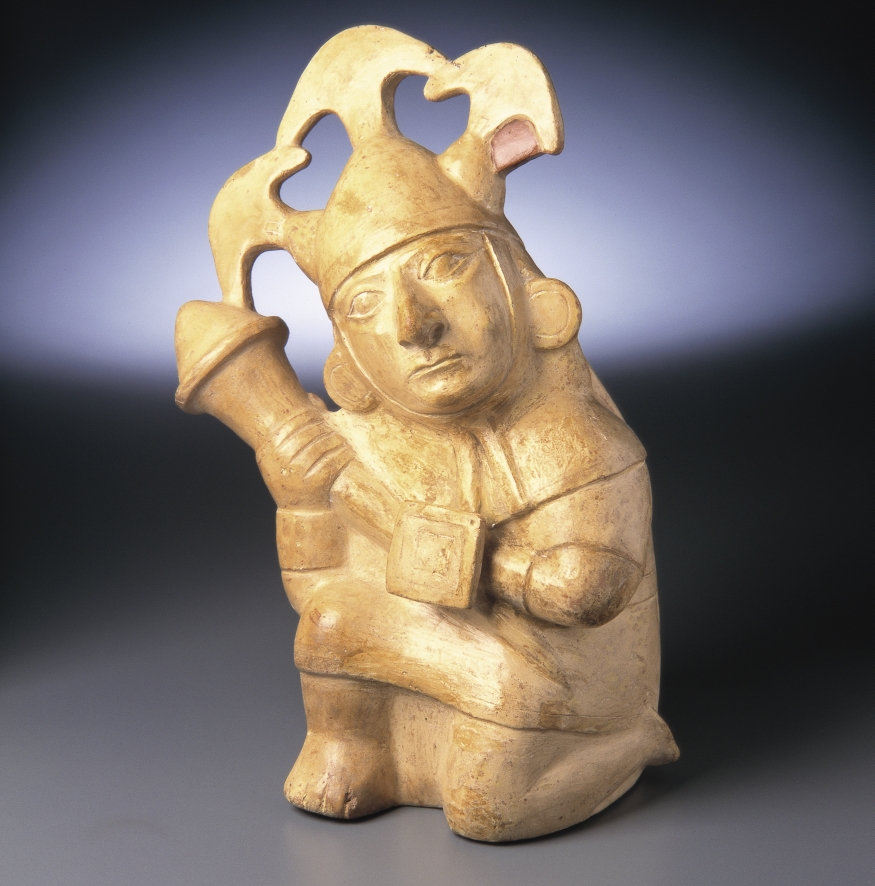
Vasija de cerámica de la cultura moche.

La cultura peruana tiene sus raíces principales en las tradiciones amerindias y españolas, aunque también ha sido influenciada por diversos grupos étnicos de África, Asia y Europa. La tradición artística peruana se remonta a la elaborada cerámica, textilería, orfebrería y escultura de las civilizaciones del Antiguo Perú. Los incas mantuvieron esos oficios e hicieron grandes logros arquitectónicos incluyendo la construcción de Machu Picchu.
El barroco predominó en el arte virreinal, aunque modificado por las tradiciones autóctonas. Durante este período, el arte se concentró mayormente en temas religiosos; las numerosas iglesias de la época y las pinturas de la escuela cuzqueña son muestra de ello. Las artes se estancaron después de la independencia hasta la aparición del indigenismo en la primera mitad del siglo XX. Desde la década de 1950 el arte peruano ha sido ecléctico e influido tanto por corrientes internacionales como locales.

### Arquitectura

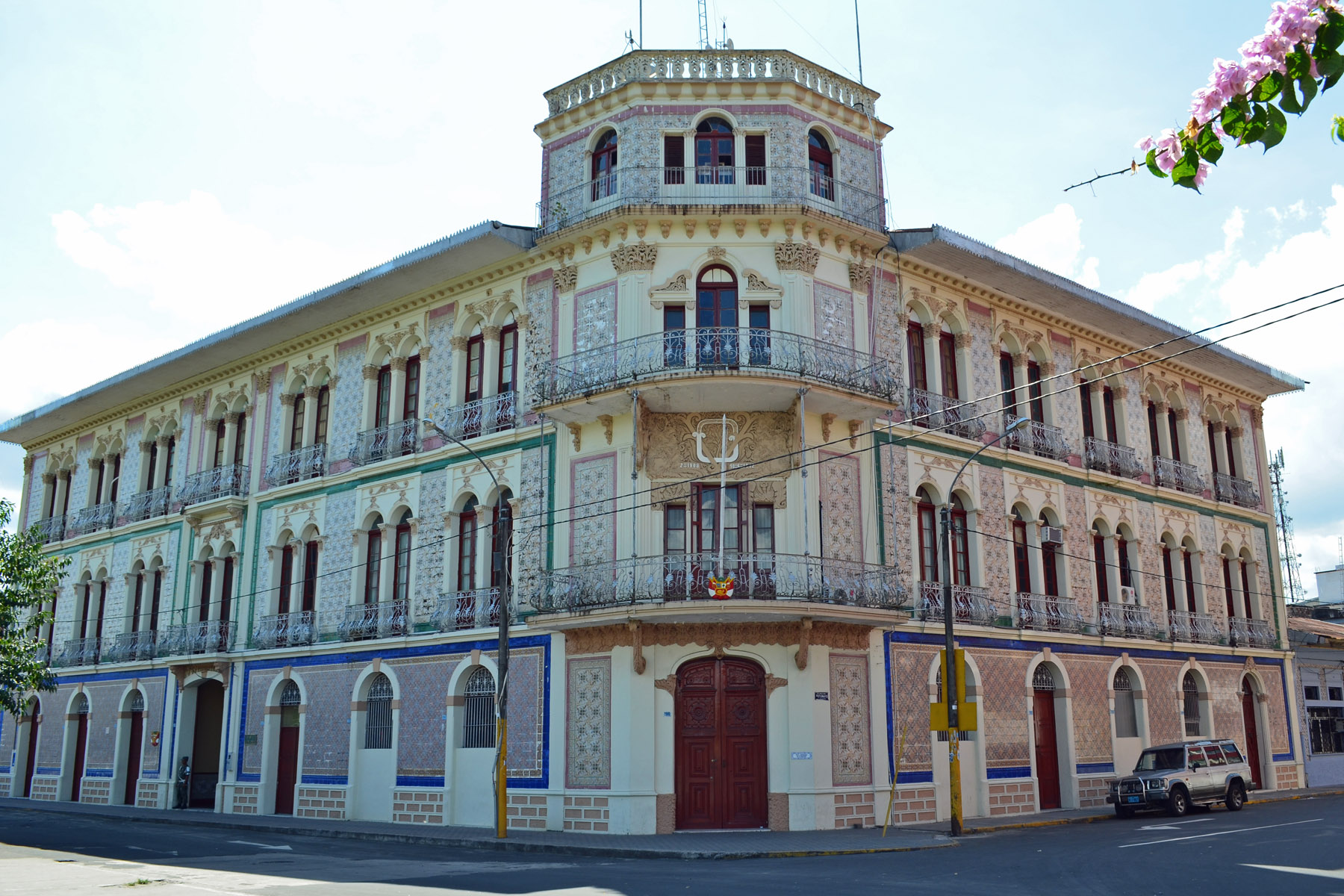
Ex Hotel Palace de estilo modernista amazónico-catalán del art nouveau.

La arquitectura peruana es la arquitectura realizada en cualquier época en lo que se conoce hoy en día como Perú, así como la arquitectura realizada por arquitectos peruanos en todo el mundo. Su diversidad y larga historia comprende desde el Antiguo Perú, el Imperio inca y el Virreinato, hasta la actualidad. La arquitectura virreinal peruana, desarrollada en el virreinato entre los siglos XVI y XIX, se caracterizó por la importación y adaptación de los estilos arquitectónicos europeos a la realidad peruana, produciendo como resultado una arquitectura original.
El uso de sistemas constructivos como la quincha, las ornamentaciones de iconografía andina y soluciones con formas inéditas confieren a la arquitectura virreinal peruana una identidad propia. Dos de los ejemplos más conocidos del Renacimiento son la Catedral del Cuzco y la Iglesia de Santa Clara, también en el Cuzco. Tras este periodo, la mezcla cultural alcanzó su más rica expresión en el estilo barroco.

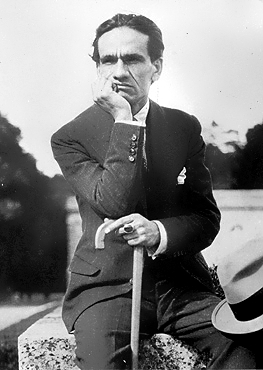
Fotografía de César Vallejo en el Parque de Versalles.

Algunos ejemplos de este periodo son la Basílica y convento de San Francisco de Lima, la Catedral de Cajamarca, o la fachada de la Universidad Nacional de San Antonio Abad del Cusco y, sobre el conjunto, las iglesias de San Agustín, Santo Domingo y San Francisco, en Arequipa. Las guerras de independencia dejaron un vacío creativo que el neoclasicismo de inspiración francesa rellenó. El siglo XX se caracterizó por el eclecticismo, en contraposición al funcionalismo constructivo. El ejemplo más considerable es la Plaza San Martín de Lima.

### Literatura

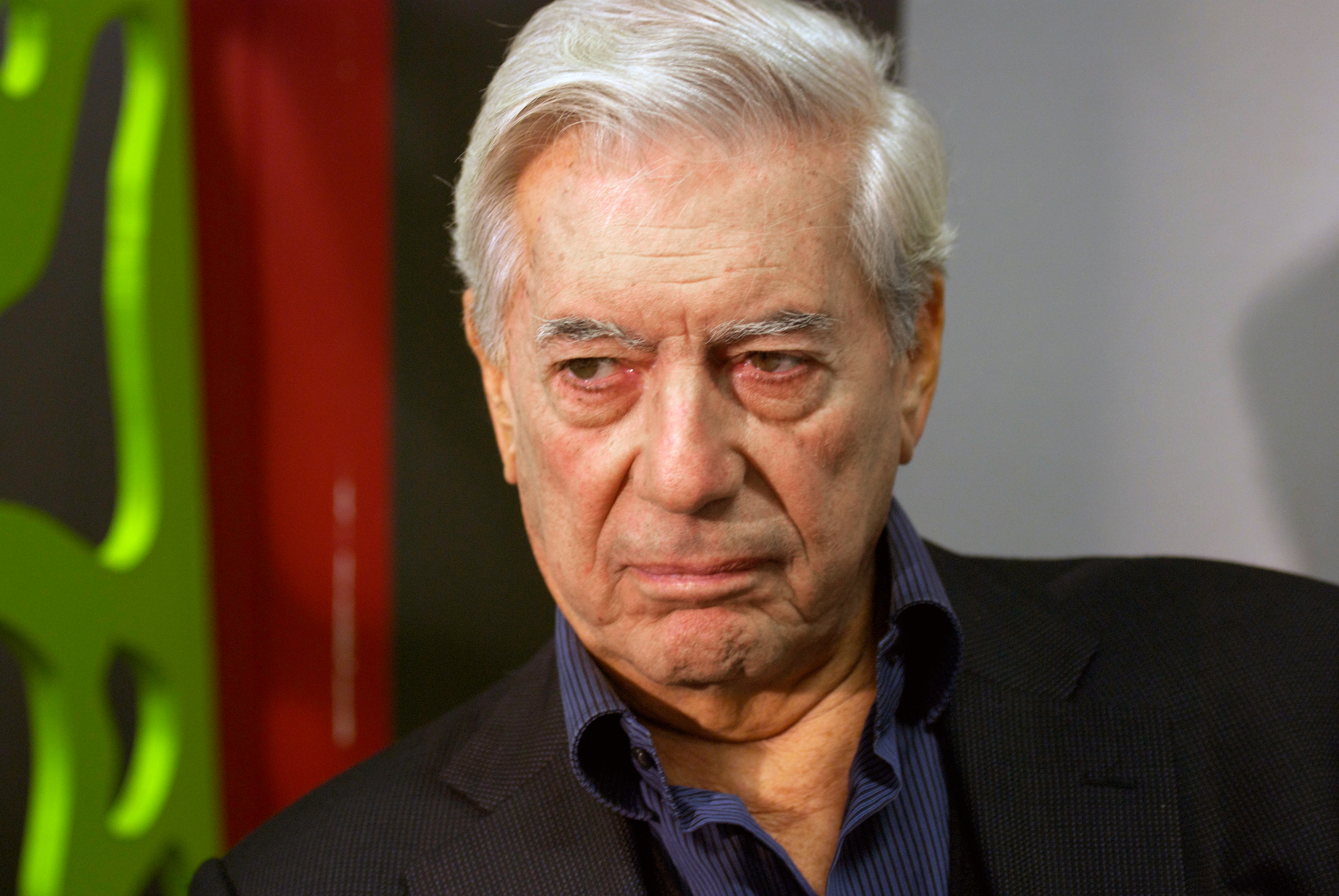
Mario Vargas Llosa, Premio Nobel de Literatura 2010.

La literatura peruana tuvo su primer vestigio en el taki, término quechua que engloba literatura, danza y música. En los tiempos del virreinato, la literatura fue, básicamente, imitación de la literatura española de la época. Destaca en primer lugar, el Inca Garcilaso de la Vega con sus Comentarios reales de los incas. Más tarde, destacaron Juan de Espinosa Medrano en la literatura quechua y Juan del Valle y Caviedes, el mismo Espinosa y Pedro Peralta y Barnuevo en la literatura castellana. También en esta época apareció la obra dramática anónima Ollantay.
A partir de la época republicana fueron varios los exponentes de la literatura nacional como Felipe Pardo y Aliaga, Manuel Ascencio Segura, pero el mayor literato del siglo XIX fue Ricardo Palma con sus célebres Tradiciones peruanas, creando con ellas un nuevo género literario, una especie de cuentos, caracterizadas por ficcionalizar la realidad. En poesía resaltan en el siglo XIX Mariano Melgar, José Santos Chocano y José María Eguren y en el siglo XX César Vallejo. En la narrativa destacan Ciro Alegría, José María Arguedas, Julio Ramón Ribeyro, Alfredo Bryce Echenique, y el Premio Nobel Mario Vargas Llosa.
La literatura del Perú, así como todas las manifestaciones culturales y artísticas, han pasado por varias etapas, en las cuales fue influenciada por movimientos o corrientes nacionales e internacionales. Los acontecimientos trascendentales de la historia, sirvieron de inspiración a los artistas que plasmaron en su obra el sentir de la época. Se distinguen varios movimientos, de acuerdo con cada época, sus ideas y filosofía.

### Pintura

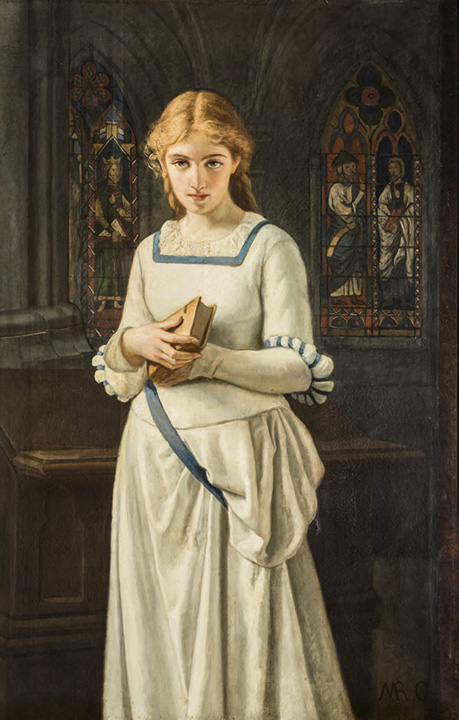
Margarita obra de Rebeca Oquendo realizado en 1878.

La pintura en el Perú tiene su origen más remoto en el arte rupestre, destacando las cuevas de Toquepala y Lauricocha, cuya antigüedad se fecha en unos 10 000 años. En el Antiguo Perú, el arte se plasmó principalmente en la cerámica, distinguiéndose en ello, las culturas Nazca, Moche, Chimú, Tiahuanaco y Wari.
La pintura, como representación artística sobre lienzo o fresco, se inició durante la época virreinal. La pintura colonial, tuvo tres grandes influencias: la italiana, muy intensa durante el siglo XVI y principios del xvii; la influencia flamenca, que se dio desde el principio y su importancia fue creciendo hasta ser muy fuerte en el siglo XVII; y la española que se manifestó con mayor fuerza durante el período barroco de los siglos XVII y XVIII, especialmente a través de la escuela sevillana. Durante la primera mitad del siglo XVII la pintura cuzqueña recibió la influencia del maestro italiano Bernardo Bitti quien dejó allí varios discípulos como Pedro de Vargas y Gregorio Gamarra quienes fueron continuadores del manierismo.

La Perezosa obra de Daniel Hernández Morillo realizado en 1906.

Sin embargo, la segunda mitad de este siglo presentó características totalmente diferentes debido en parte a la influencia de los dibujos y grabados flamencos como los de Marten de Vos y Jean van Halbeck respectivamente, así como de la pintura de Francisco de Zurbarán. La escuela de pintura cuzqueña se caracterizó por su originalidad y su gran valor artístico, los que pueden ser vistos como resultado de la confluencia de dos corrientes poderosas: la tradición artística occidental, por un lado, y el afán de los pintores indígenas y mestizos de expresar su realidad y su visión del mundo, por el otro. El indigenismo fue una de las corrientes más importantes en la pintura peruana. Sus mayores exponentes fueron Mario Urteaga Alvarado y José Sabogal, entre los discípulos de este último figuran Camilo Blas, Julia Codesido, Enrique Camino Brent, Cota Carvallo, Pedro Azabache Bustamante y Eladio Ruiz.

### Música y danza

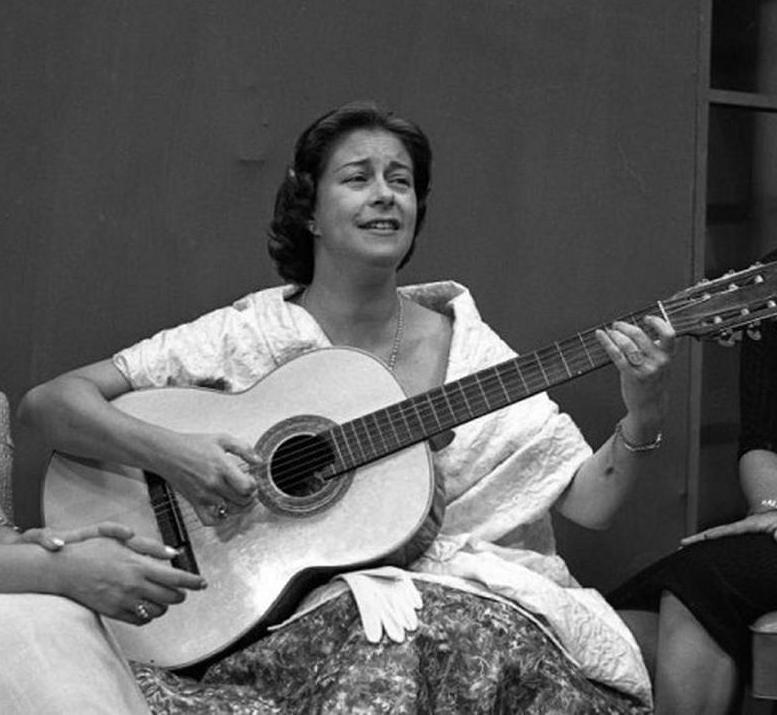
Chabuca Granda, una de las más reconocidas cantautoras de valses peruanos.

La música peruana es producto de la fusión a través de muchos siglos. Existen muchos géneros de música peruana: clásica, andina, criolla, amazónica, entre otros. Estas se clasifican en música y danzas de la costa, sierra y amazonía. La música criolla tradicional de la costa es muy variada debido a que justamente esta es la región donde mayor mestizaje hubo y actualmente hay, conocida como música criolla dentro de la cual se encuentran las danzas afroperuanas. De la costa central básicamente Lima; sobresale la música de los callejones de la Lima de Antaño y el mundialmente conocido vals peruano (cultivado en otros países sobre todo en Argentina, dentro de los aficionados al tango).
De la capital también es originaria la salerosa zamacueca o marinera limeña (madre del resto de cuecas y zambas); dentro de lo cual existen variantes y extensiones como el canto de Jarana y la resbalosa (como la fuga de esta). La costa sur-central Cañete, Chincha, Ica y Nazca; ofrecen el culto a la música afroperuana. Entre los géneros más destacados están el festejo, el landó, el toro mata y el panalivio. Del departamento de La Libertad es oriunda la reconocida marinera norteña; que es tocada en banda, tambores y trompetas. Esta versión a diferencia de la anterior no es de salón, sino es muy vistosa y alegre, motivo de festivales que atraen mucho incluso cuando se presentan los famosos campeonatos del caballo peruano de paso.
Más al norte, de Lambayeque, Piura y Tumbes vienen la cumanana (de influencia mulata y afroperuana), el agitanado emotivo piurano tondero y el triste que muchas veces va acompañado dentro de la expresión propia del norte del Perú Triste con fuga de Tondero. Las regiones de la sierra sur como Huancavelica, Ayacucho, Apurímac, Cuzco y Puno se caracterizan por el huaino (y también la zona norte del altiplano boliviano). De la región del Cusco procede la muliza, el cóndor pasa… y de Arequipa lo más destacado es el género musical wititi del distrito de Tapay en el Valle del Colca, el mestizo Yaraví arequipeño, dentro de los cuales destacan el conocido Melgar y La Partida. La sierra central como cerro de Pasco, Áncash y Junín es famosa por su alegre huaylas. Versiones típicas de este género son el Pío Pío y el Huaylas Macho.
Dentro de las fiestas tradicionales andinas, la más conocida es el Inti Raymi que, en Sacsayhuamán, en las afueras del Cusco, rememora ceremonias y rituales de la época del Imperio incaico rindiendo homenaje al Inti (dios Sol de los incas), se lleva a cabo el 24 de junio de cada año. Entre los intérpretes de música criolla y afroperuana más reconocidos se encuentran: Arturo Cavero, Augusto Polo Campos, Cecilia Bracamonte, Chabuca Granda, Eva Ayllón, Felipe Pinglo Alva, Lucha Reyes, Lucho Barrios, Lucho Garland, Lucila Campos, Óscar Avilés y las ganadoras del Grammy Latino Susana Baca y Tania Libertad.

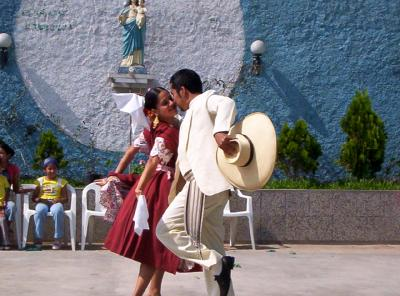
Danzantes ejecutando un baile de marinera norteña con los trajes típicos.

De la música folclórica sobresalen: Alicia Delgado, Dina Páucar, Flor Pucarina, Muñequita Sally, Pastorita Huaracina, Picaflor de los Andes, Rosita de Espinar, Saywa y Damaris (ganadora de la competencia folclórica del Festival de Viña del Mar). De la música folclórica amazónica destacan: Los Shapis, Ruth Karina, Rossy War, entre otros. En el ámbito operístico, uno de los más reconocidos es Juan Diego Flórez.
El país también cuenta con algunos cantantes de rock y pop de gran aceptación a nivel tanto nacional como internacional tales como: Susan Ochoa (doble ganadora de la competencia internacional del Festival de Viña del Mar con su canción Ya no más), Anna Carina, Jean Paul Strauss, Leslie Shaw, Raúl Romero, Gian Marco y Pedro Suárez-Vértiz, ganadores de premios como Grammy Latino y Orgullosamente Latino, a nivel de rock grupos como Libido, TK, Zen entre otros. Perú también es el país que vio nacer a Los Saicos, considerada como la primera banda de garage rock y protopunk del mundo.

### Cine y teatro

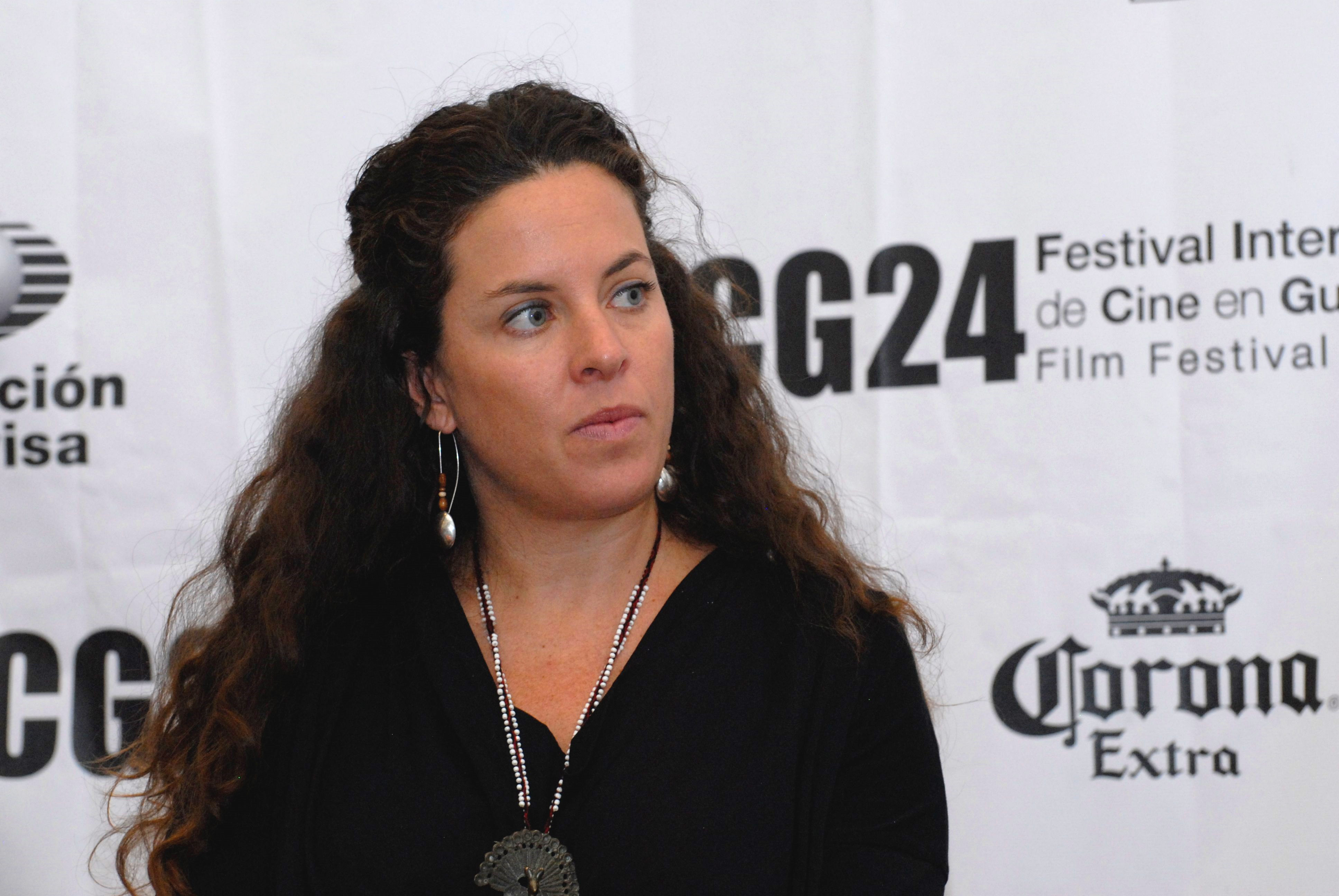
Claudia Llosa directora de La teta asustada, película ganadora del Oso de Oro en 2009 y nominada al premio Óscar en la categoría de mejor película internacional.

La primera función de un filme (usando el cinematógrafo de los hermanos Lumière) se realizó en febrero de 1897 en la Confitería Jardín Estrasburgo (hoy Club de la Unión), en la ciudad de Lima. Un mes antes, se habían proyectado imágenes en movimiento con el vitascopio inventado por Thomas Alva Edison. El público que presenció en un inicio, las proyecciones del vitascopio y del cinematógrafo fue de la aristocracia y las imágenes que observaron eran de paisajes de otros países (en 1899 se tomaron las primeras imágenes del Perú).
Históricamente, el cine del país comenzó en Iquitos una ciudad septentrional y escenario principal de la fiebre del Caucho en la amazonía peruana. La industria cauchera benefició la presencia de cineastas extranjeros en la ciudad, y el interés cinematográfico en años posteriores. Antonio Wong Rengifo es el pionero más importante del cine de Iquitos. En Lima, la primera película peruana con sonido (con música sincronizada y algunas secuencias de diálogo) fue Resaca de Alberto Santana, que fue estrenada en 1934. Esta fue seguida de otra película sonora titulada Cosas de la vida también en 1934. La primera película completamente con sonido y diálogos fue Buscando olvido de 1936.
Hasta 2020, los diez filmes nacionales más taquilleros son: ¡Asu mare! 2, ¡Asu mare!, ¡Asu mare! 3, A los 40, Locos de amor, La fuga del Chacal, Calichín, La Foquita: El 10 de la calle, Guerrero y Locos de amor 2. Una de las películas peruanas más galardonada internacionalmente es La teta asustada que obtuvo el Oso de Oro en el Festival Internacional de Cine de Berlín, mientras que su protagonista Magaly Solier ganó el premio a la mejor actriz en los festivales de cine de Gramado, Guadalajara, Montreal y Lima.

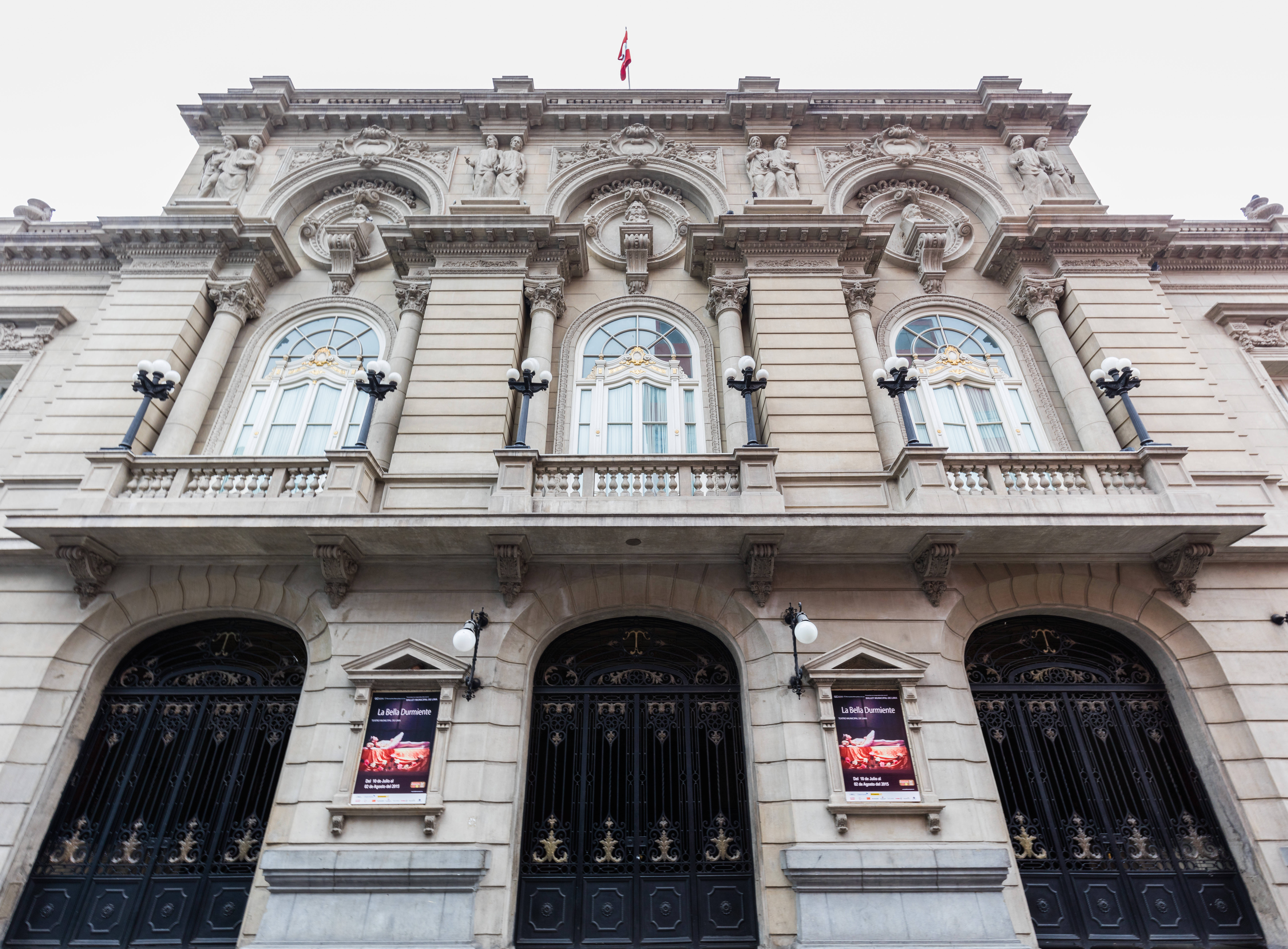
Fachada del Teatro Municipal de Lima.

Asimismo, Caídos del cielo ganó el Premio Goya a la mejor película Iberoamericana y el Grand Prix des Amériques en 1990. El filme Espejismo fue la primera cinta peruana en ser nominada al Globo de Oro a la mejor película en lengua no inglesa, mientras que la cinta La teta asustada se convirtió en el primer filme peruano en ser nominado al Premio Óscar a la mejor película internacional.
Entre los directores de cine, han destacado Francisco Lombardi, dos veces ganador del premio al mejor director del Festival Internacional de Cine de San Sebastián por La ciudad y los perros en 1985 y por Bajo la piel en 1996, Armando Robles Godoy ganador del Premio ACE, Josué Méndez, Luis Llosa, Augusto Tamayo San Román, Javier Corcuera, Claudia Llosa, Salvador del Solar, entre otros. En el país se realizan diversos festivales de cine como el Festival de Cine de Lima, Festival de Cine Lima Independiente, Festival de Cine Europeo, Festival de cine Al Este de Lima, Cinesuyo, Festival Internacional de Cortometrajes e Inkafest.
Son grupos de teatro conocidos, entre otros: Yuyachkani y Cuatrotablas. El grupo Integro fusiona danza y teatro de manera interdisciplinaria. Desde hace varios años en la época de Todos los Santos (fines de octubre y comienzos de noviembre) se representa en el cementerio Presbítero Matías Maestro de Lima la obra Don Juan Tenorio de José Zorrilla, un clásico de la literatura escrita en castellano.

### Historieta
La historieta o cómic peruano no ha sido especialmente prolífica, ya que el país ha sido mayormente un consumidor de revistas extranjeras. Suele citarse el Primer nueva corónica y buen gobierno (hacia 1615) de Felipe Guamán Poma de Ayala como ejemplo de antigua historieta, aunque la mayoría de los estudiosos del medio lo consideran un producto cultural de la modernidad industrial y política occidental que surgió en paralelo a la evolución de la prensa escrita como primer medio de comunicación de masas, y buscan la primera historieta entre las reproducidas en ella. En el caso del Perú, esto supone remontarse hasta 1873, fecha en que Dumontel firmó la historieta Fragata sospechosa a la vista, como parte de la serie titulada Lima a las diez de la noche para el semanario Don Quijote.

### Ciencia y tecnología

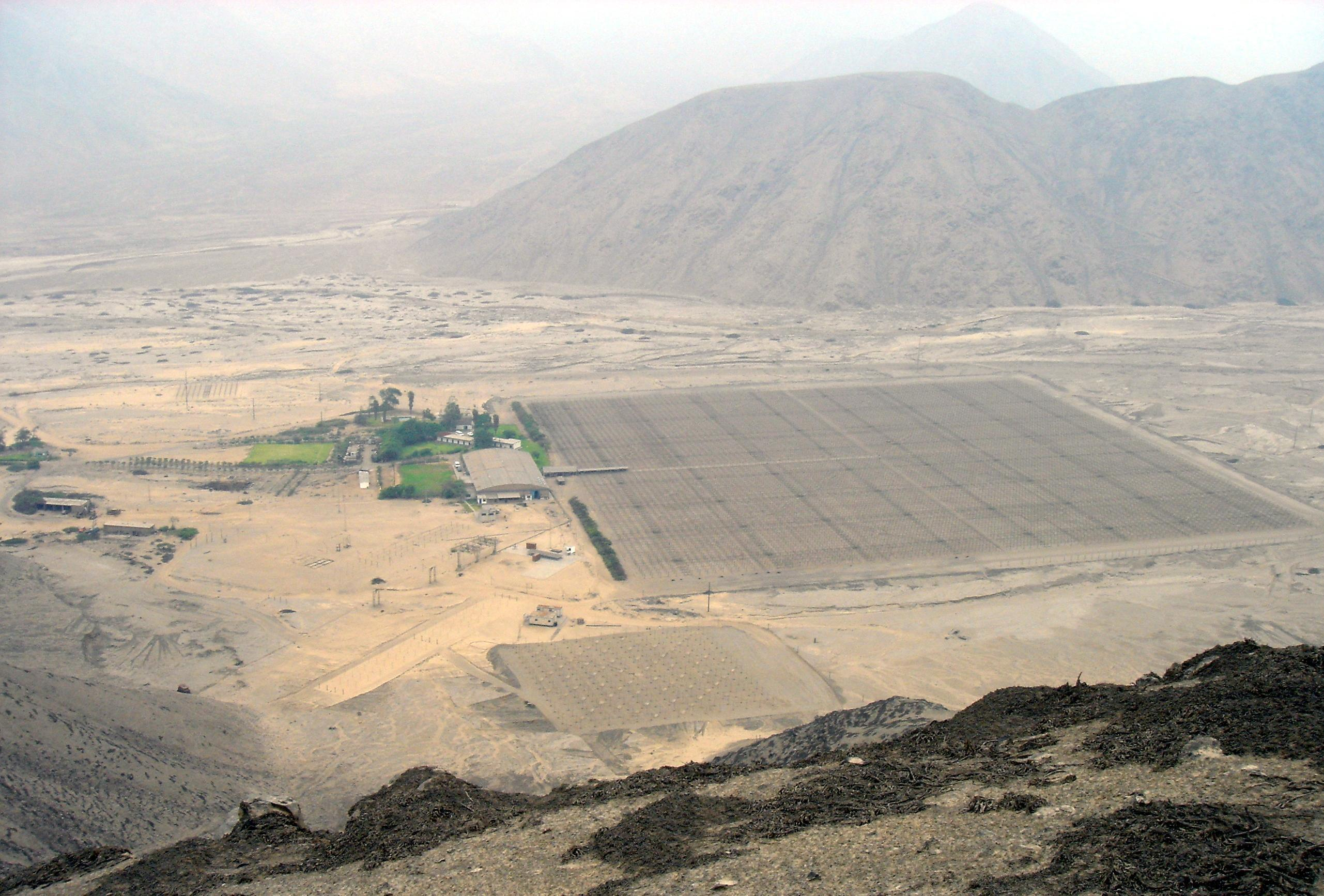
El Radio Observatorio de Jicamarca es una de las instalaciones científicas más importantes del mundo para el estudio de la ionosfera ecuatorial.

La ciencia y la tecnología peruana tiene sus orígenes en la civilización incaica, quienes se destacaron en el campo de las matemáticas principalmente por su capacidad de cálculo en el ámbito económico. Los quipus y yupanas fueron señal de la importancia que tuvo la matemática en la administración incaica. Esto dotó a los incas una aritmética sencilla pero efectiva, para fines contables, basada en el sistema decimal; conocieron el cero, y dominaron la suma, la resta, la multiplicación y la división. Durante las primeras décadas del siglo XX, se comenzaron a crear institutos destinados a la promoción y difusión de la actividad científica y tecnológica en el país.
Uno de los principales organismos de investigación científica del Perú es la Academia Nacional de Ciencias Exactas, Físicas y Naturales. También existen otros institutos de investigación científica como el Centro Internacional de la Papa, la Sociedad Química del Perú, el Instituto Nacional de Investigación y Capacitación de Telecomunicaciones, el Instituto de Investigación Científica de Arqueología Peruana, el Instituto de Investigaciones de la Amazonía Peruana entre otros. El país cuenta con una estación de investigación científica establecida en la Antártida llamada Base Machu Picchu y observatorios astronómicos como Jicamarca, el Morro Solar y Chankillo (el observatorio solar más antiguo de América).

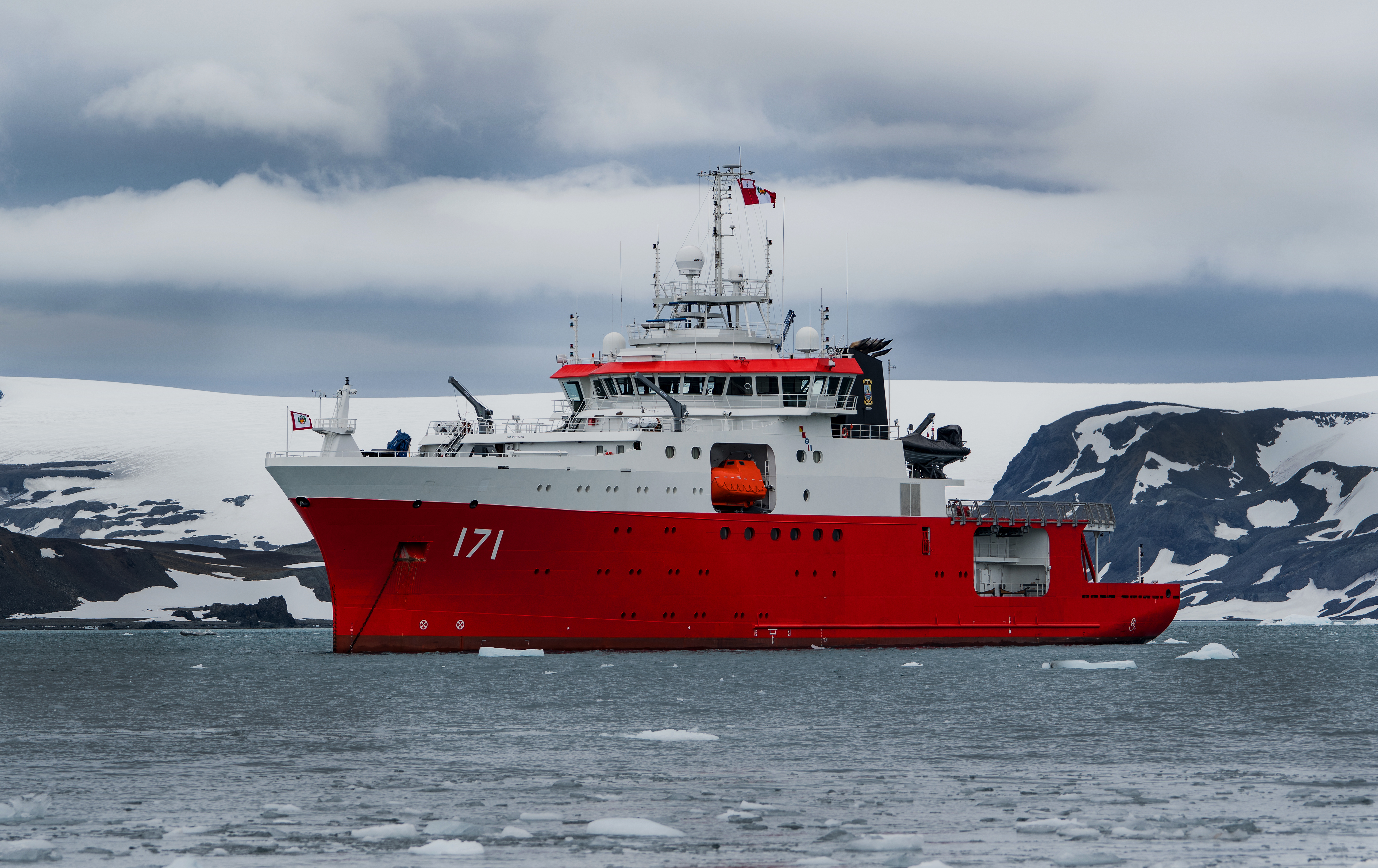
BAP Carrasco buque peruano de investigación oceanográfica polar antártica.

En materia nuclear Perú cuenta con la Central Nuclear Óscar Miró Quesada de la Guerra, cuyo reactor es usado únicamente para la investigación. Entre las funciones más importantes de esta planta, figura la producción de radioisótopos y gammagrafías, que facilitan hacer diagnósticos médicos, así como una mayor precisión en el estudio de los tejidos del cuerpo humano. Según Scopus, una base de datos bibliográfica de resúmenes y citas de artículos de revistas científicas, Perú se posiciona en el lugar número 63 del mundo en materia de publicaciones científicas y sexto entre los países de América Latina. Según el Índice mundial de innovación, a cargo de la Organización Mundial de la Propiedad Intelectual, en 2024, Perú se ubicó en lugar 75 en innovación entre 133 países del mundo; mientras que en 2023 ocupó el lugar 76 y el lugar 65 en 2022.
En exploración espacial Perú cuenta con el PeruSat-1, un satélite artificial de observación terrestre operado por la Comisión Nacional de Investigación y Desarrollo Aeroespacial, entidad que pertenece al Ministerio de Defensa. Fue fabricado por la empresa Airbus Defence and Space. Se lanzó al espacio el 15 de septiembre de 2016 desde el puerto espacial de Kourou, Guayana Francesa. Tiene una vida útil de 10 años.
Algunos científicos peruanos que han destacado durante su carrera son: Alberto Barton descubridor del agente etiológico de la enfermedad de Carrión, Daniel Alcides Carrión que se infectó él mismo con la bacteria bartonella bacilliformis para contraer la enfermedad de Carrión y estudiar su desarrollo y evolución en el infectado, Julio César Tello considerado el padre de la arqueología peruana, Pedro Ruiz Gallo uno de los precursores de la aeronáutica moderna, Pedro Paulet considerado por Wernher von Braun como el padre de la astronáutica moderna, Ronald Woodman ganador del premio Appleton y Carlos Noriega el primer peruano en viajar al espacio.

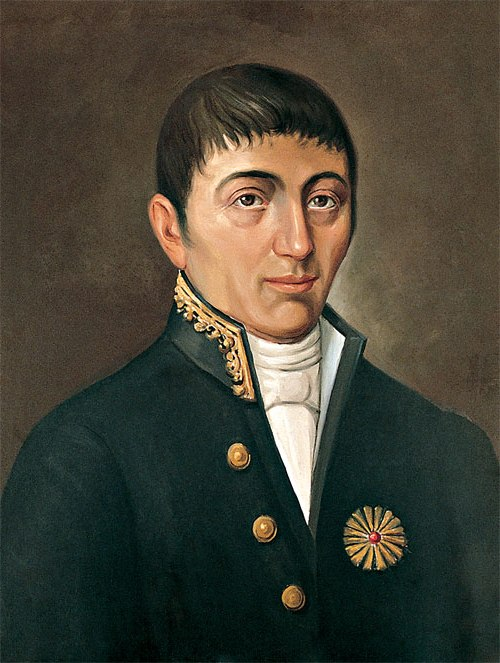
Hipólito Unanue
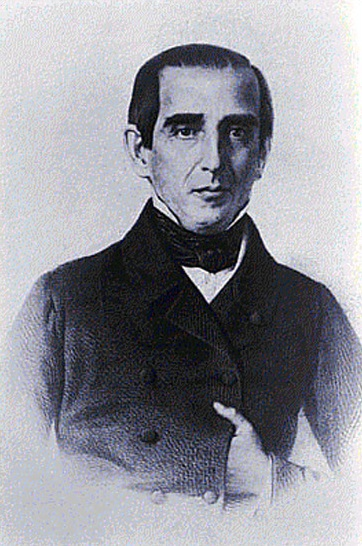
Cayetano Heredia
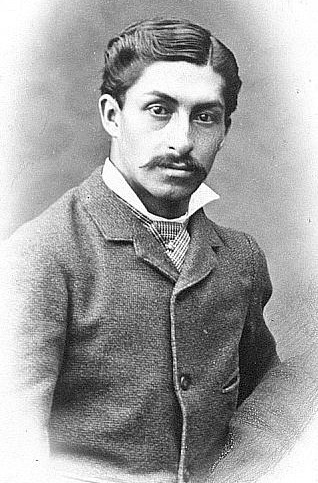
Daniel Alcides Carrión
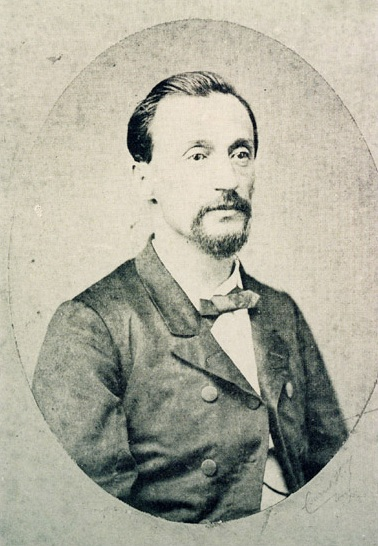
Antonio Raimondi
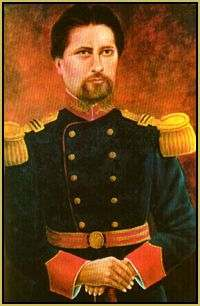
Pedro Ruiz Gallo
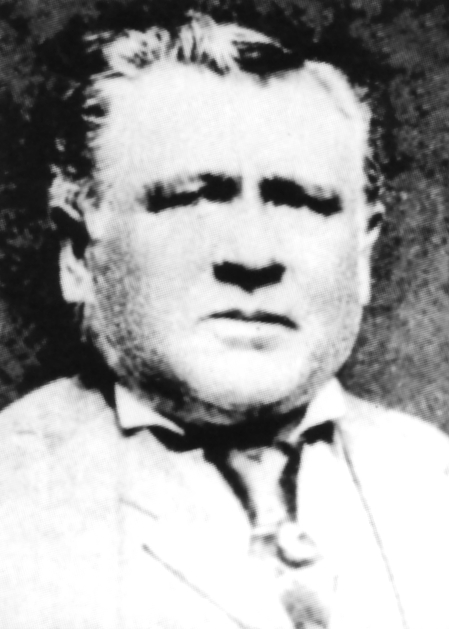
Sebastián Barranca
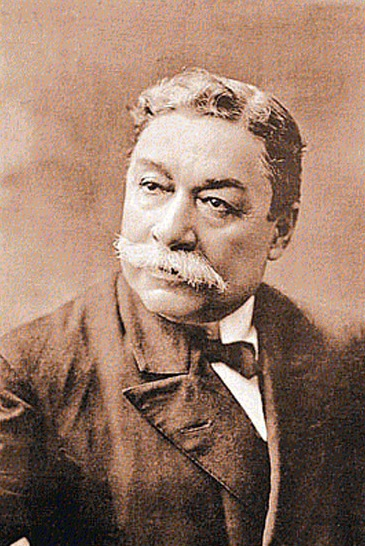
Federico Villarreal
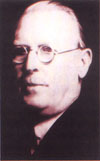
Alberto Barton
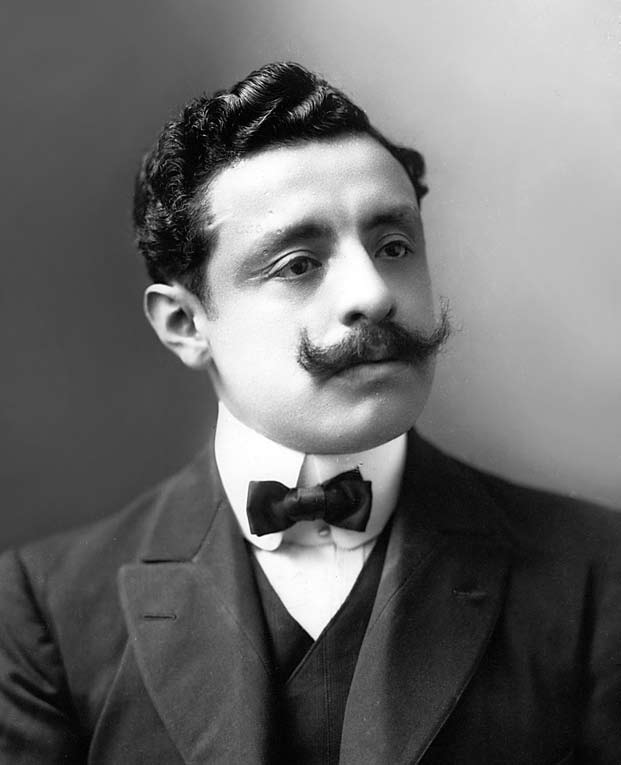
Pedro Paulet
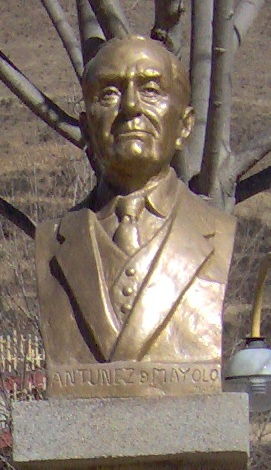
Santiago Antúnez de Mayolo

### Gastronomía

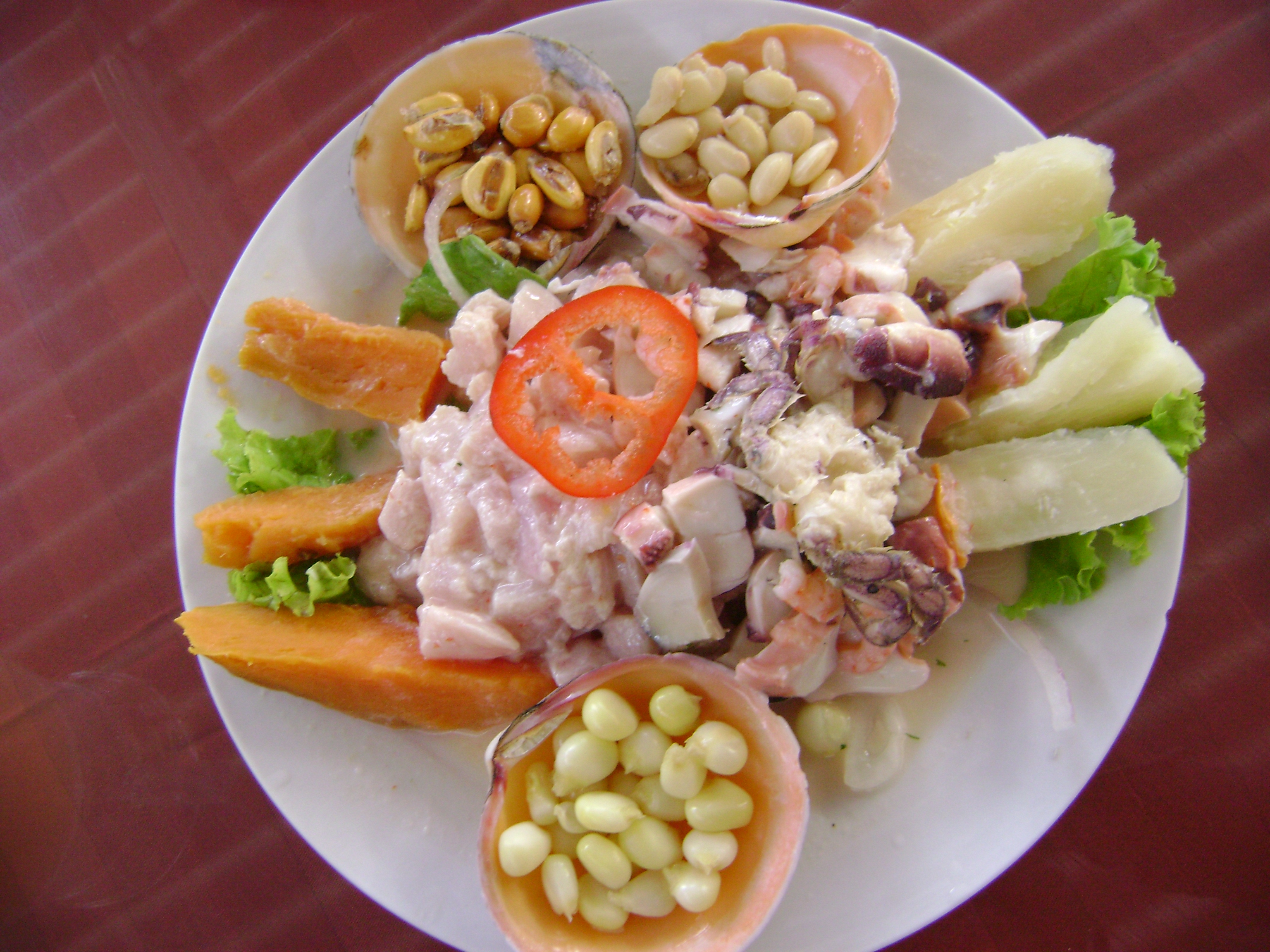
Cebiche, plato representativo de la cocina tradicional peruana.

La gastronomía peruana es considerada la más variada del mundo, tiene el récord Guiness a la mayor variedad y diversidad de platos típicos en el mundo (491); entretanto, se ha registrado más de dos mil sopas diferentes tan solo en la costa y más de doscientos cincuenta postres tradicionales a nivel nacional. En 2023 el restaurante peruano 'Central' fue elegido el mejor del mundo de acuerdo con The World’s 50 Best Restaurants. La formación de la gastronomía peruana refleja el mestizaje que a lo largo de los siglos ha modelado la cultura peruana.
La primera fusión se produjo durante la colonia con los insumos y técnicas precolombinas sumado a la cocina española y las costumbres culinarias de la cultura africanas, posteriormente, se vio influenciada por la gastronomía francesa, cantonesa, japonesa e italiana, y con la expansión a la selva, la gastronomía amazónica se transformó dentro de este mismo crisol. Entre los estilos culinarios del Perú, cabe mencionar la cocina criolla (norteña y limeña), la gastronomía marina, la cocina andina, el chifa y la cocina amazónica.

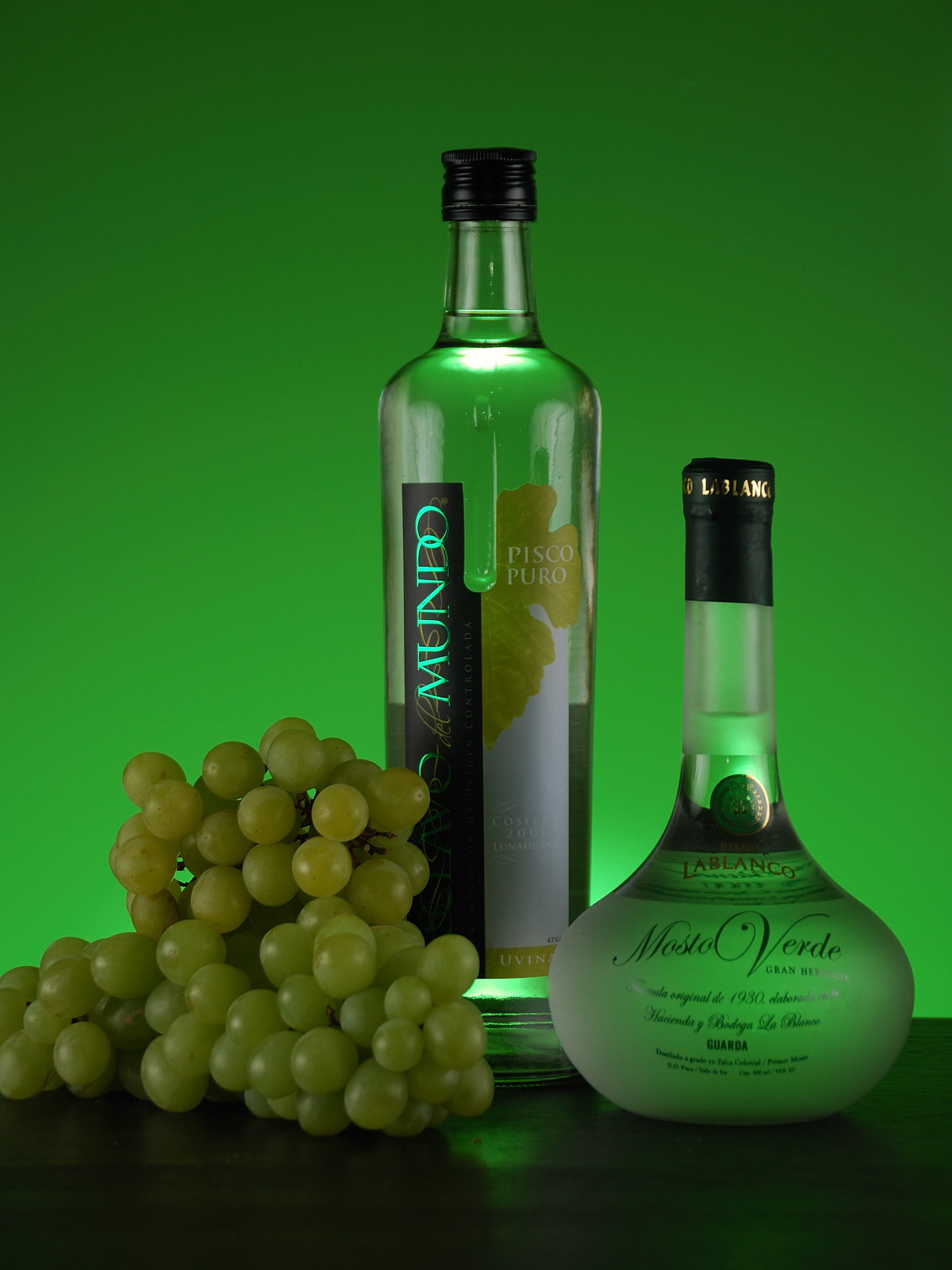
Pisco sour, cóctel típico peruano.

Los platos más representativos son el cebiche y el pollo a la brasa en la costa, la pachamanca en la sierra y el juane en la selva. En el ámbito de las bebidas, destaca entre los espirituosos el pisco, un brandy de uva originario con el cual se prepara el pisco sour, cóctel de bandera preparado con base en el pisco. La chicha de jora, una bebida de origen precolombino, hecha de maíz. Es un licor tradicional y extendido de la sierra y es, además, la bebida tradicional de la Fiesta de San Juan, celebrada en toda la selva peruana.
En la selva, se prepara el masato, licor de origen indígena, hecho de yuca fermentada. La selva posee gran variedad de refrescos hechos de frutas amazónicas, entre estos se encuentran la aguajina, bebida hecha del aguaje, moriche o burití (Mauritia flexuosa) y el refresco de camu-camu (Myrciaria dubia), fruta amazónica que concentra la mayor cantidad de vitamina C. La Inca Kola, de origen nacional, es la gaseosa más vendida en el país, incluso por encima de las multinacionales Coca-Cola o Pepsi.
En los últimos años del siglo XX e inicios del XXI, la cocina peruana empezó a expandirse fuera de sus fronteras. En la IV Cumbre Internacional de Gastronomía Madrid Fusión 2006, realizada del 17 al 19 de enero, la ciudad de Lima fue declarada capital gastronómica de América Latina. La gastronomía local está registrada como un producto bandera del Perú. En diciembre de 2019, el país fue distinguido por octava ocasión consecutiva con el World Travel Awards en la categoría de mejor destino culinario del mundo, volviéndolo a ganar en el año 2021. Asimismo, la restauración peruana acumula cada vez más reconocimientos internacionales, como por ejemplo la más reciente edición de la lista World's 50 Best Restaurants (publicada por la revista Restaurant), incluye a dos restaurantes peruanos entre los diez mejores del mundo.

### Patrimonio cultural

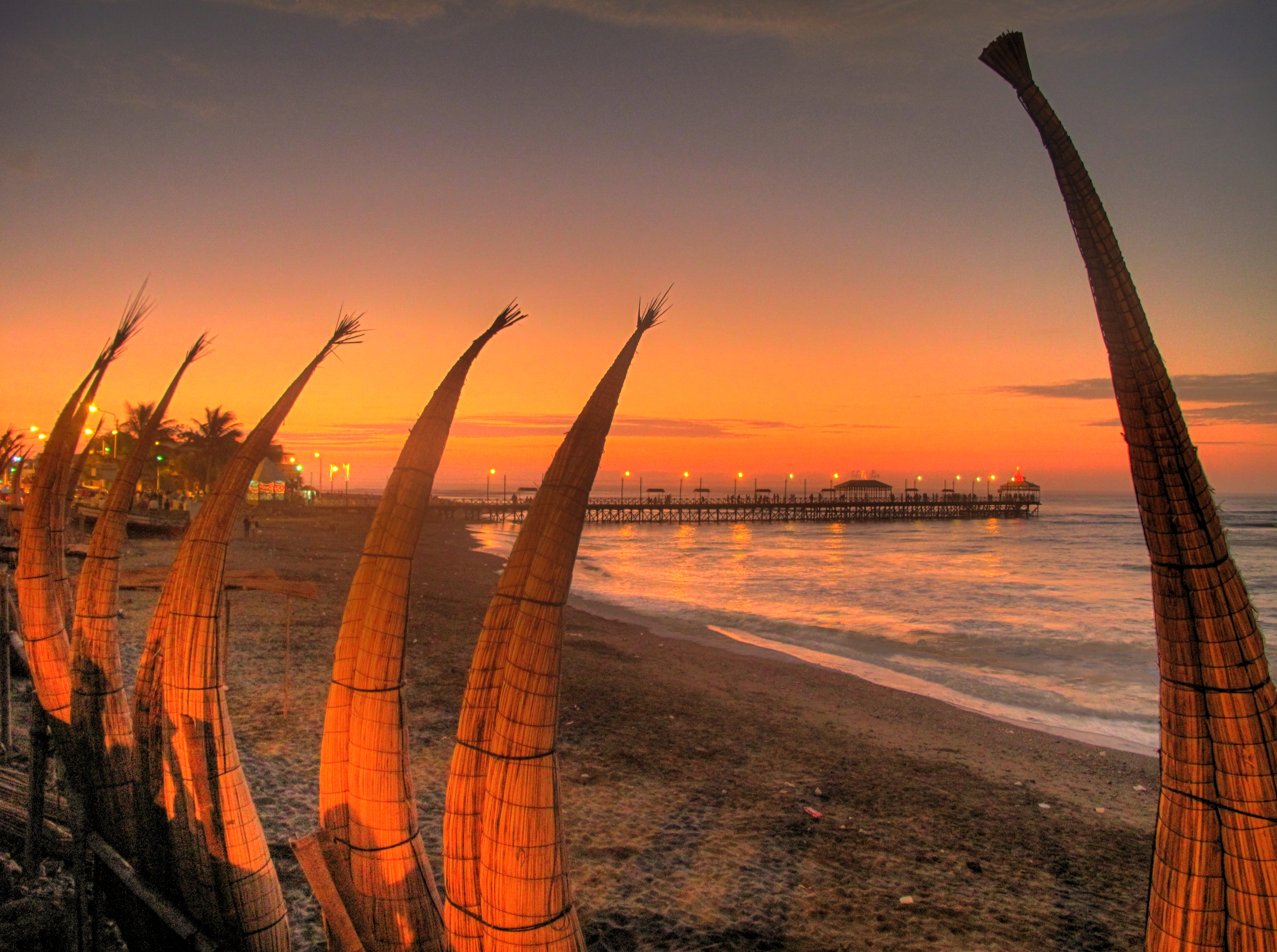
Los caballitos de totora, embarcación milenaria declarada patrimonio cultural de la nación en el año 2003.

El patrimonio cultural inmaterial del Perú está compuesto por diversas manifestaciones culturales como arte, artesanía, danzas, bailes, festividades, gastronomía, música y rituales. Hasta julio de 2022, el país cuenta con trescientos cincuenta y nueve expresiones folclóricas consideradas como patrimonio cultural de la nación. Algunas de estas son: la marinera, el pisco, el caballo de paso, el cajón peruano, la pachamanca, el cebiche, la fiesta del Tata Pancho, la quena, la danza de los Avelinos, el sicuri, el pinquillo, la tunantada, el shapish y el Señor de los Milagros.
Perú también cuenta con sitios específicos de importancia cultural o natural que han sido incluidos en la lista de Patrimonio de la Humanidad de la Organización de las Naciones Unidas para la Educación, la Ciencia y la Cultura de acuerdo con la Convención sobre la Protección del Patrimonio Mundial Cultural y Natural creada en 1972. El país ratificó esta convención el 24 de febrero de 1982, haciendo que sus sitios históricos sean elegibles para su inclusión en la lista.

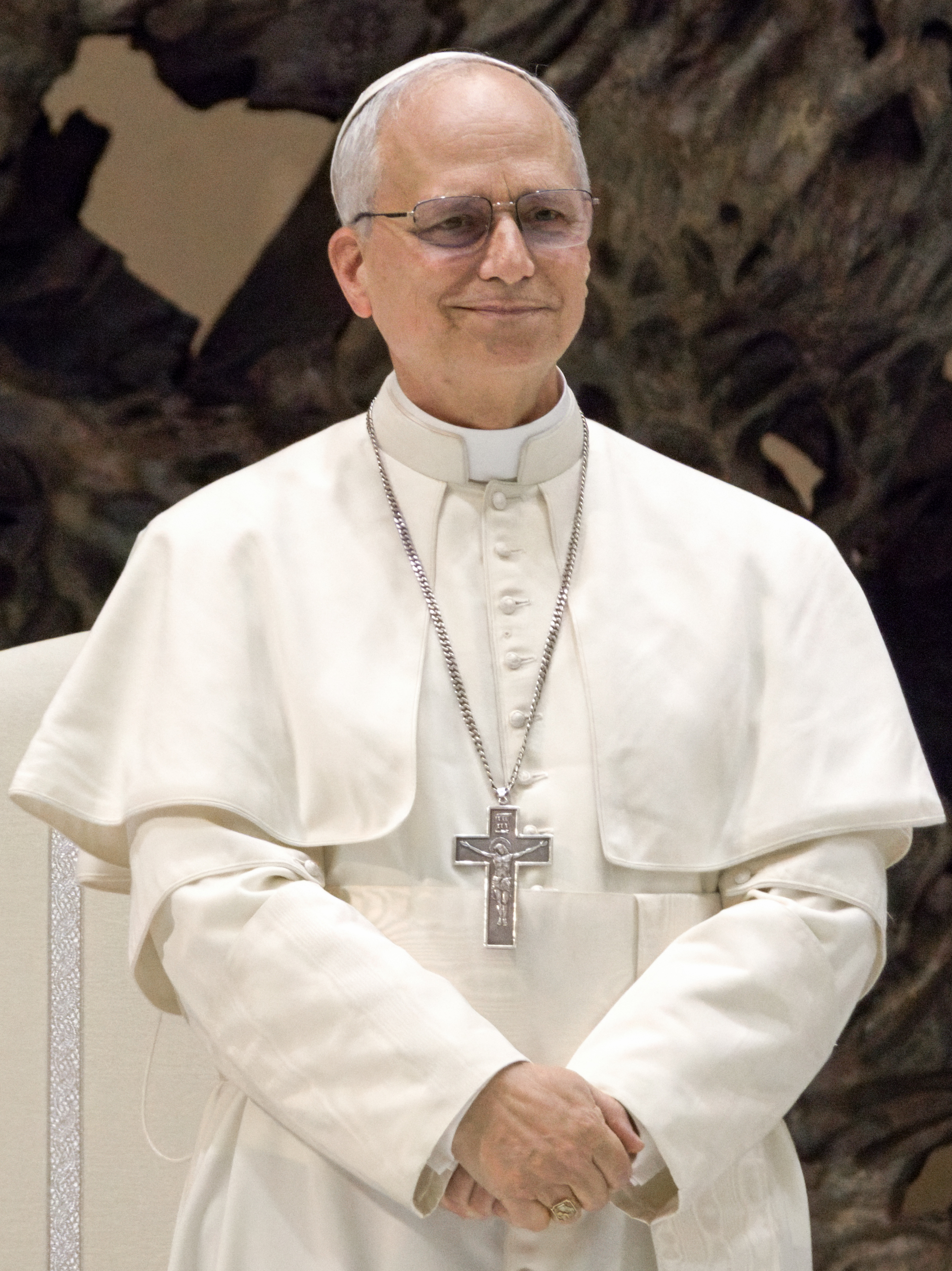
Fotografía de León XIV como papa.

Desde el año 2014 cuenta con doce sitios considerados como Patrimonio de la Humanidad, nueve son lugares de interés cultural (la ciudad del Cuzco, el sitio arqueológico de Chavín, la zona arqueológica de Chan Chan, el centro histórico de Lima, las líneas y geoglifos de Nazca y Pampas de Jumana, el centro histórico de la ciudad de Arequipa, la ciudad sagrada de Caral-Supe, Qhapaq Ñan, sistema vial andino y el complejo arqueoastronómico Chankillo), dos son bienes naturales (el parque nacional Huascarán y el parque nacional del Manu) y dos mixtos (el santuario histórico de Machu Picchu y el parque nacional del Río Abiseo). En 2025, con la elección del primer pontífice peruano, el Congreso reconoció oficialmente a la ciudad de Chiclayo como cuna espiritual del papa León XIV. Se anunció además la construcción de la "Ruta Turística Caminos del Papa León XIV", al cual estará enfocada en los lugares donde el papa ejerció su labor misionera (especialmente en las regiones de Lambayeque, La Libertad, Piura y el Callao).

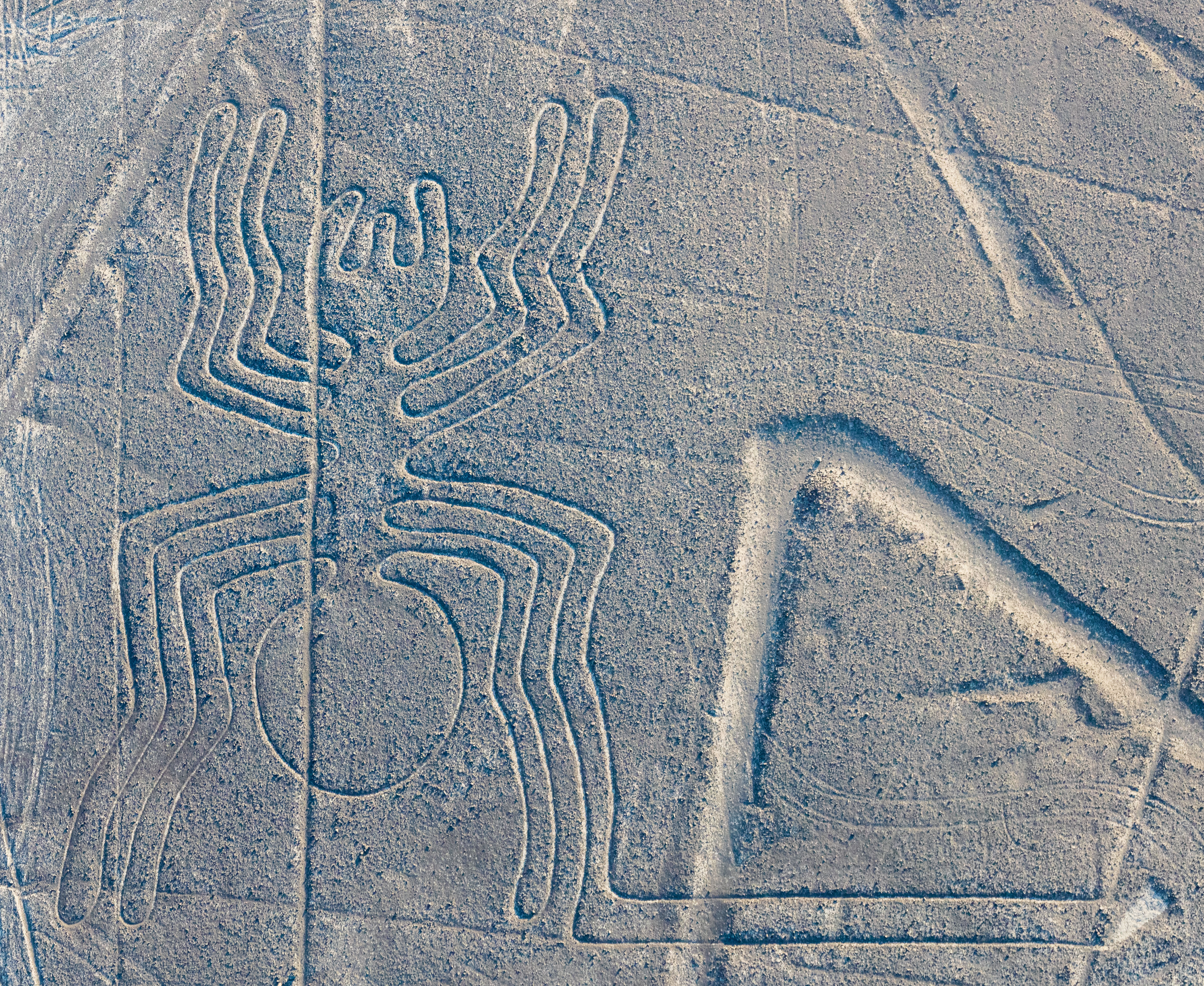
Líneas y geoglifos de Nazca y Pampas de Jumana declaradas patrimonio de la humanidad en 1994.

En el año 2001 la Unesco inició un programa denominado Obras Maestras del Patrimonio Oral e Intangible de la Humanidad. Ese mismo año el patrimonio oral y manifestaciones culturales del pueblo zápara fue proclamado como integrante de la lista de obras maestras. Posteriormente en 2005, el arte textil de Taquile también fue incluido de dicha lista. Este programa concluyó en 2006 con la entrada en vigor de la Convención para la Salvaguardia del Patrimonio Cultural Inmaterial y las obras maestras pasaron a formar parte de la lista representativa del Patrimonio Cultural Inmaterial de la Humanidad.
A esta nueva lista se añadieron ocho elementos más del país: la danza de las tijeras, la huaconada, danza ritual de Mito, eshuva, rezos cantados de la etnia Huachipaeri, la peregrinación al santuario del Señor de Quyllurit'i, los conocimientos, técnicas y rituales vinculados a la renovación anual del puente Q’eswachaka, la festividad en honor a la Virgen de la Candelaria, la danza del wititi del valle del Colca, el sistema tradicional de Jueces de Agua de Corongo y el ‘Hatajo de Negritos’ y ‘Las Pallitas’, danzas del sur de la costa central del Perú. El artículo 18 de la convención estipula que el comité intergubernamental selecciona programas, proyectos y actividades de salvaguardia del patrimonio cultural inmaterial que reflejen mejor los principios y objetivos de la convención. Uno de esos proyectos corresponde al país bajo el título de salvaguarda del patrimonio cultural inmaterial de las comunidades aimaras de Bolivia, Chile y Perú, seleccionado en 2009.

### Festividades
| Fecha                          | Festividad                           |
| ------------------------------ | ------------------------------------ |
| 1 de enero                     | Año Nuevo                            |
| 2 de febrero                   | Fiesta de la Virgen de la Candelaria |
| marzo/abril                    | Semana Santa                         |
| 1 de mayo                      | Día del Trabajo                      |
| 2.º domingo de mayo            | Día de la Madre                      |
| 7 de junio                     | Día de la Bandera                    |
| 3.er domingo de junio          | Día del Padre                        |
| 23 y 24 de junio               | Fiesta de San Juan                   |
| 24 de junio                    | Día del Campesino                    |
| 29 de junio                    | San Pedro y San Pablo                |
| 28 y 29 de julio               | Fiestas Patrias                      |
| 30 de agosto                   | Santa Rosa de Lima                   |
| 1 de octubre al 1 de noviembre | Señor de los Milagros                |
| 8 de octubre                   | Combate naval de Angamos             |
| 31 de octubre                  | Día de la Canción Criolla            |
| 1 de noviembre                 | Día de Todos los Santos              |
| 2 de noviembre                 | Día de los Fieles Difuntos           |
| 3 de noviembre                 | San Martín de Porres                 |
| 8 de diciembre                 | Inmaculada Concepción                |
| 9 de diciembre                 | Batalla de Ayacucho                  |
| 24 de diciembre                | Nochebuena                           |
| 25 de diciembre                | Navidad                              |

## Deporte

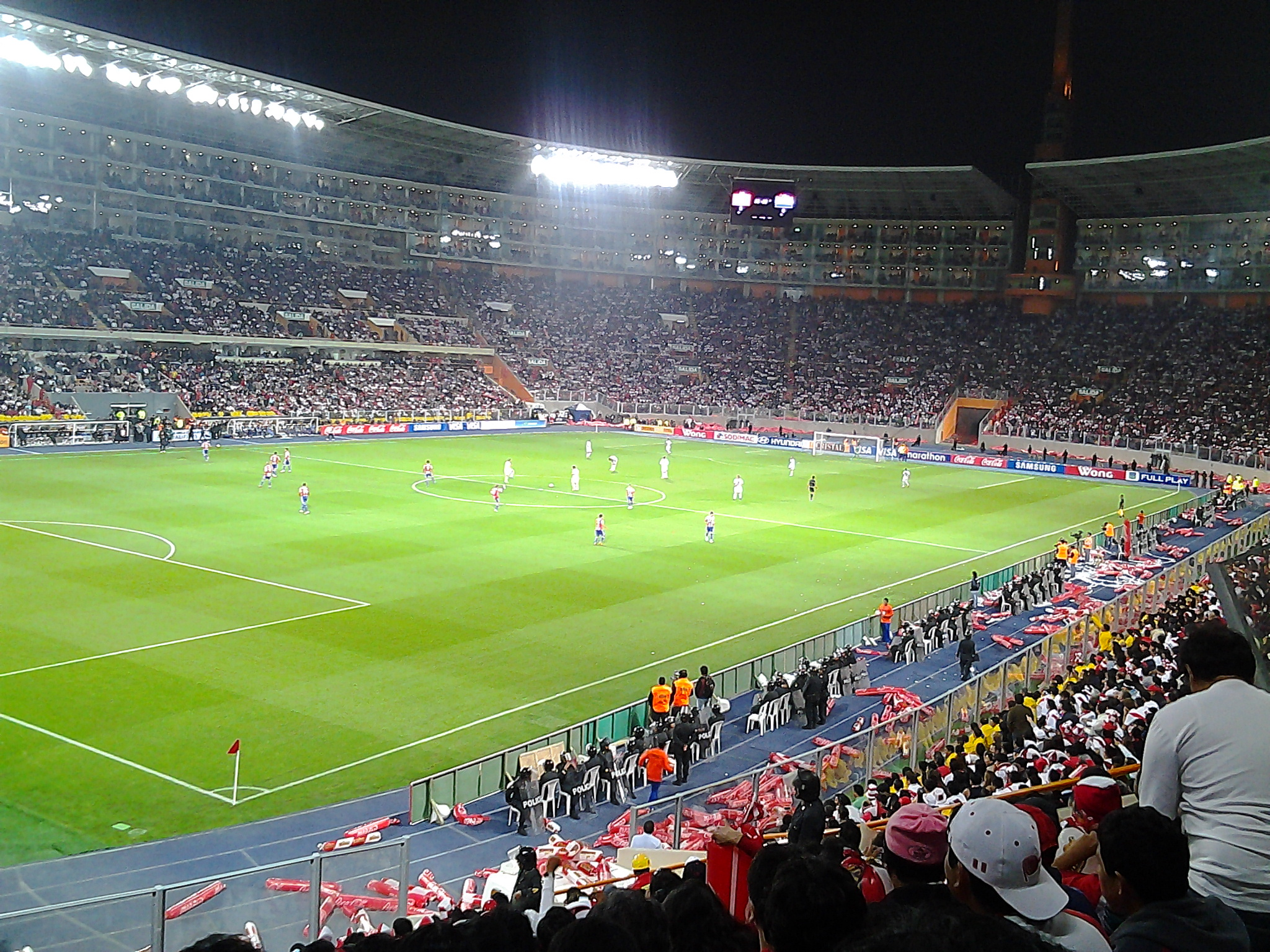
Estadio Nacional durante el primer partido por las eliminatorias 2014 entre Perú y Paraguay.

La práctica del deporte en el territorio peruano se remonta al Antiguo Perú. Con la llegada de los españoles a este territorio, la práctica del deporte cambió radicalmente. Más tarde, ésta fue influenciada por la ideología estadounidense de la educación física ligada a la comercialización. El deporte en el país se encuentra dividido en varias federaciones deportivas (una por cada práctica deportiva) que se encuentran bajo la tutela del máximo ente estatal para regular su práctica, el Instituto Peruano del Deporte. Este organismo es el encargado de recibir el presupuesto que el gobierno asigna al área, a fin de dividirlo entre todas las federaciones y organismos afines a la práctica deportiva.
El historial peruano en los Juegos Olímpicos es muy escaso; pese a ello, es uno de los primeros países sudamericanos en ganar una medalla de oro en los Juegos Olímpicos. Aconteció en los Juegos Olímpicos de Londres 1948, cuando ganó su primera y única medalla de oro en la disciplina de tiro, modalidad de pistola libre, con el tirador Edwin Vásquez Cam. Este deporte ha logrado tres de las cuatro medallas olímpicas del Perú: En 1948, en 1984 con Francisco Boza y en 1992 con Juan Giha, estos dos últimos de plata. La otra medalla de plata lograda por el país en los Juegos Olímpicos corresponde a la disciplina del voleibol, cuando en 1988 en Seúl, el seleccionado peruano cayó por 3-2 ante la Unión Soviética en la final.

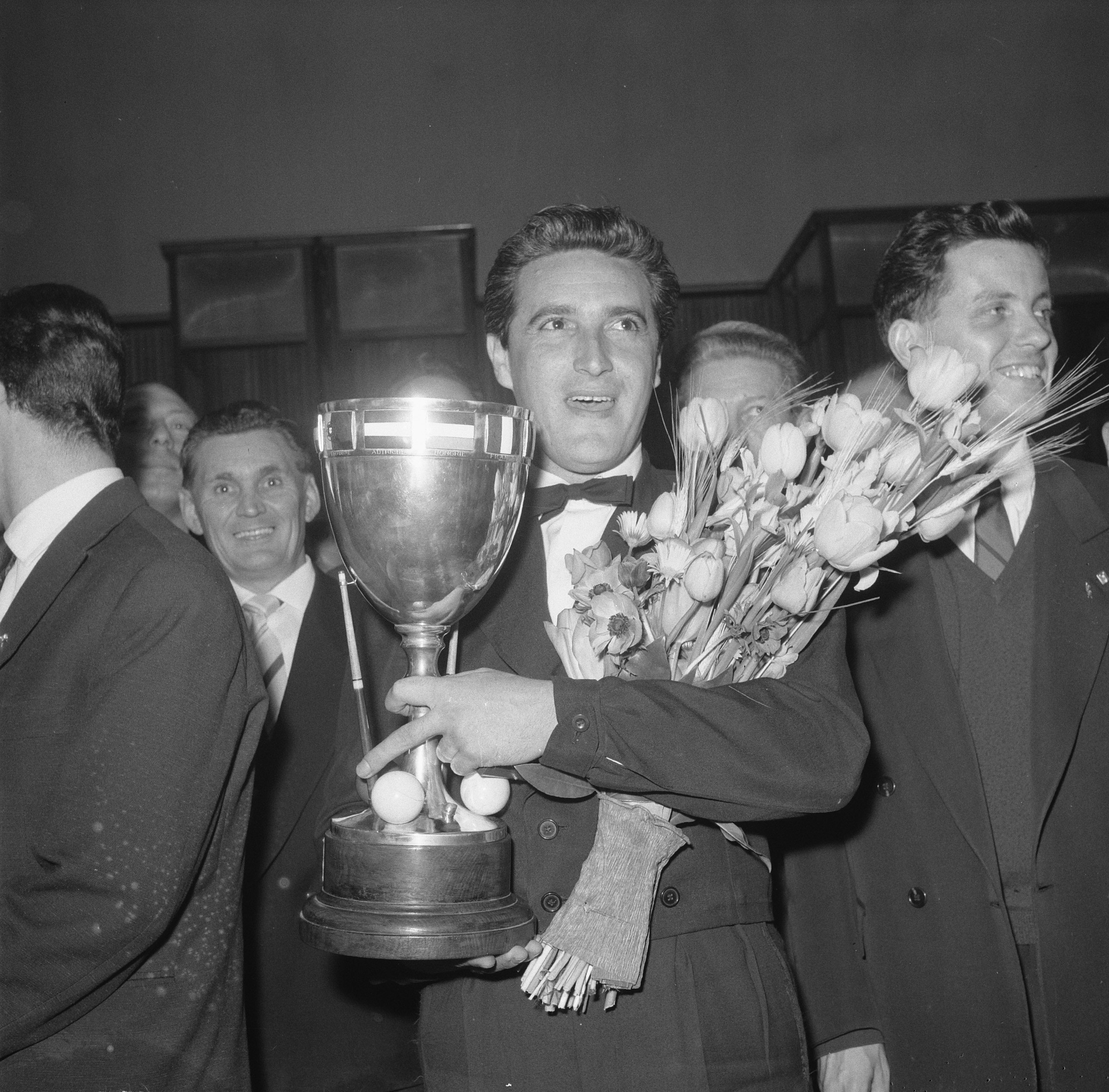
Adolfo Suárez Perret campeón mundial de billar en la modalidad tres bandas en 1961.

El fútbol, el deporte más popular en el mundo, también es el más popular y el de mayor práctica en el país. La Liga 1 es el torneo de clubes más importante de la nación. La selección masculina ha tenido algunas actuaciones importantes en la escena mundial. Participó en la fase final de la Copa Mundial de Fútbol en cinco ocasiones. Asimismo, han sido campeones de la Copa América en dos ocasiones (1939 y 1975). También obtuvo la medalla de oro en los Juegos Bolivarianos de los años 1938, 1947, 1961, 1973 y 1981. Siendo el máximo ganador de los Juegos Bolivarianos. En categorías juveniles, la selección sub-20 obtuvo la medalla de oro en los Juegos Suramericanos de 1990, la selección sub-17, en los Juegos Bolivarianos logró la medalla de oro en 2001, finalmente, la selección sub-15 salió campeón del Campeonato Sudamericano del año 2013 y obtuvo la medalla de oro en los Juegos Olímpicos de la Juventud de 2014. A nivel de clubes, sobresalen Universitario de Deportes con el subcampeonato de la Copa Libertadores de América en 1972 y Sporting Cristal también con el subcampeonato en 1997. Los únicos clubes peruanos con títulos internacionales son Cienciano, que obtuvo la Copa Sudamericana 2003 y la Recopa Sudamericana 2004, y Universitario campeón de la Copa Libertadores Sub-20 de 2011.
Otro de los deportes con un gran número de seguidores es el voleibol. La selección femenina ha sido ganadora en doce ocasiones del Campeonato Sudamericano, dos veces campeona en los Juegos Sudamericanos, diez veces vencedora en los Juegos Bolivarianos, además de haber obtenido medallas de plata y bronce en el Campeonato Mundial y en los Juegos Panamericanos. En categorías juveniles, la selección sub-21 ganó cuatro veces el Campeonato Sudamericano y logró la medalla de plata en el Campeonato Mundial Sub-20, por otra parte la selección sub-19 fue campeona tres veces del Campeonato Sudamericano Sub-18 y logró la medalla de bronce en los Juegos Olímpicos de la Juventud de la edición 2010 y finalmente la selección sub-16 fue vencedora dos veces del Campeonato Sudamericano Sub-16. Otra disciplina deportiva en la que el Perú ha destacado internacionalmente es el surf, el país posee seis títulos mundiales (tres a nivel individual con Felipe Pomar, Sofía Mulánovich y Analí Gómez y tres en equipos en el ISA World Surfing Games), además cuenta también con dos títulos mundiales de Piccolo Clemente en la modalidad de longboard y uno de César Bauer en la modalidad de bodyboard. El tenis también ha registrado importantes logros con Álex Olmedo campeón de los abiertos de Australia y Wimbledon y Luis Horna ganador del torneo de dobles de Roland Garros.

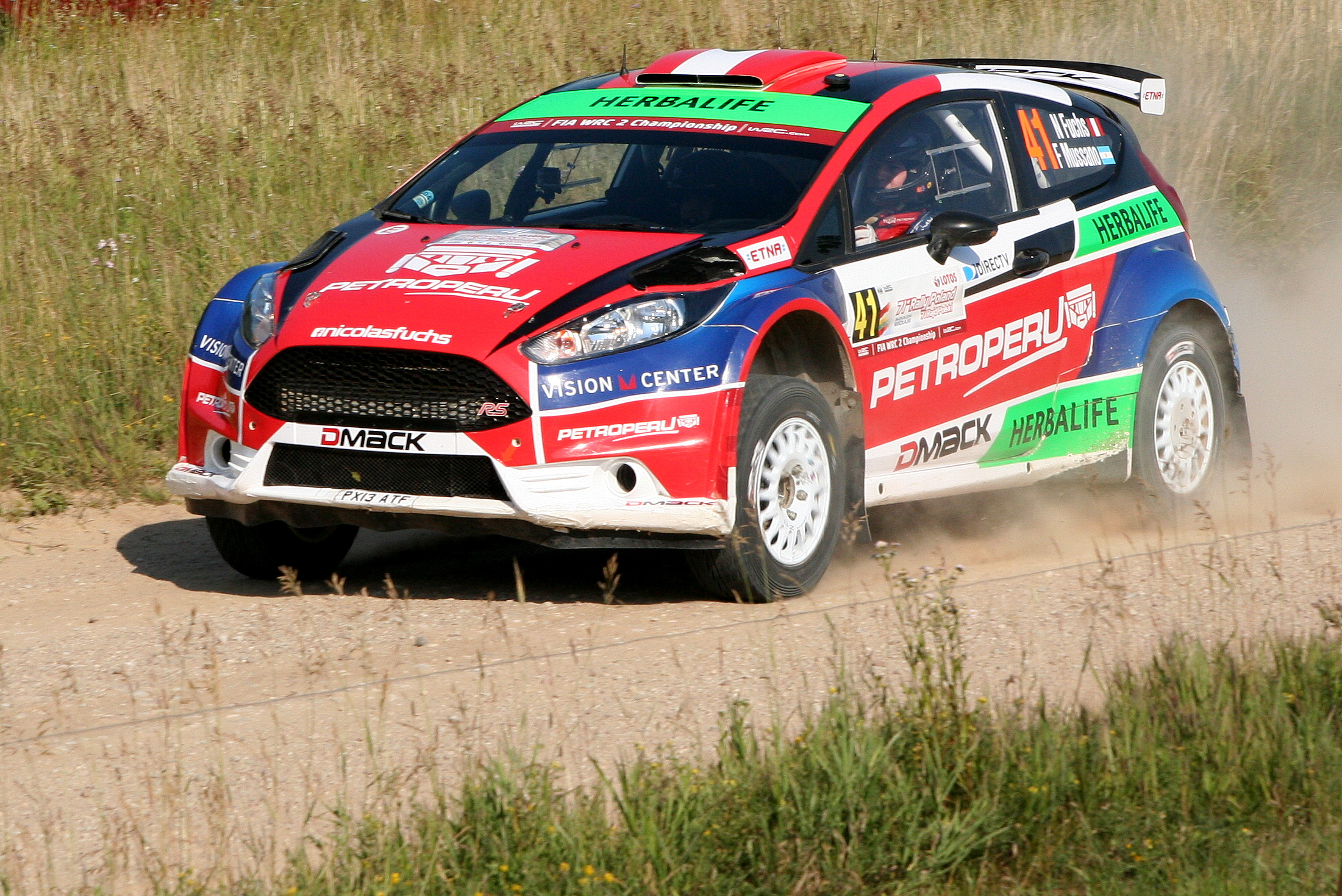
Nicolás Fuchs piloto peruano ganador del Rally NACAM en 2010 y de los Caminos del Inca en 2009 y 2012, a bordo de su vehículo Ford Fiesta R5 en 2014.

En el ajedrez sobresalen el GMI Julio Granda y el GMI Emilio Córdova; el primero de ellos ganó el Campeonato Mundial Infantil a la edad de 13 años y el segundo obtuvo la norma de Gran Maestro Internacional a los 16 años, convirtiéndose en el GMI más joven del país y de Sudamérica en alcanzar esa norma. En este deporte también destacan los hermanos Deysi y Jorge Cori Tello ambos campeones mundiales juveniles. En la clase optimist de vela, es el único país que ha logrado conseguir el título del Campeonato Sudamericano de Vela en seis ocasiones consecutivas. El principal exponente de la clase optimist es Sinclair Jones, quien en el año 2009 se consagró campeón mundial en la categoría individual.
En el sunfish los veleristas más destacados son Alexander Zimmerman (campeón mundial en 2012 y 2013), Alonso Collantes (campeón mundial en 2016 y 2017) y Jean Paul Trazagnies (campeón mundial en 2018), mientras que en el windsurf el más sobresaliente es Sebastián Aguirre Roda campeón mundial del Formula Experience en 2009. En motonáutica Paloma Noceda ha sido campeona mundial en dos oportunidades. El jinete Edgar Prado fue ganador del Derby de Kentucky y es miembro del Salón de la Fama de la Hípica. En cuanto a los deportes de combate, Perú ha obtenido campeonatos mundiales en el boxeo con Kina Malpartida, Linda Lecca y Alberto Rossel, en muay thai con Alexander Chávez, Antonina y Valentina Shevchenko y en kick boxing con Miguel Sarria.